# Storia del caffè nel XIX secolo
La Capitaneria generale di Cuba spagnola, e il Regno del Brasile (poi Impero del Brasile) furono i due maggiori produttori emergenti i quali, l'uno dopo l'altro, fecero deprimere il prezzo del caffè in precedenza beneficiato dalle guerre e rivoluzioni scatenatesi tra il 1800 e il 1830. Nel gennaio del 1813 il prezzo al quintale scese a 40 scellini, quando veniva precedentemente venduto fino a 500 scellini al mercato di Amburgo durante la corsa al rialzo a causa della sua carenza. Londra assunse la funzione di centro delle aste del caffè, laddove nel corso del XVIII secolo Bordeaux e Le Havre si erano messe in competizione con Amsterdam.
Nel 1820 Giava forniva ormai solo il 6% del consumo europeo e nel 1840 lo Yemen tra il 2% e il 3% di quello mondiale. La produzione brasiliana fu superiore a quella cubana e delle Indie occidentali britanniche a partire dalla fine degli anni 20 del secolo.
Nelle colonie inglesi e francesi la schiavitù fu proibita rispettivamente nel 1833 e 1848. Le piantagioni di caffè della Colonia della Giamaica ne anticiparono la decisione riducendo progressivamente la schiavitù verso la fine degli anni 1820. il Venezuela assieme a Cuba e Brasile lo abolirono rispettivamente nel 1856, 1886 e 1888, beneficiando fino ad allora di una forma di "social dumping" (concorrenza data dal costo del lavoro più economico).

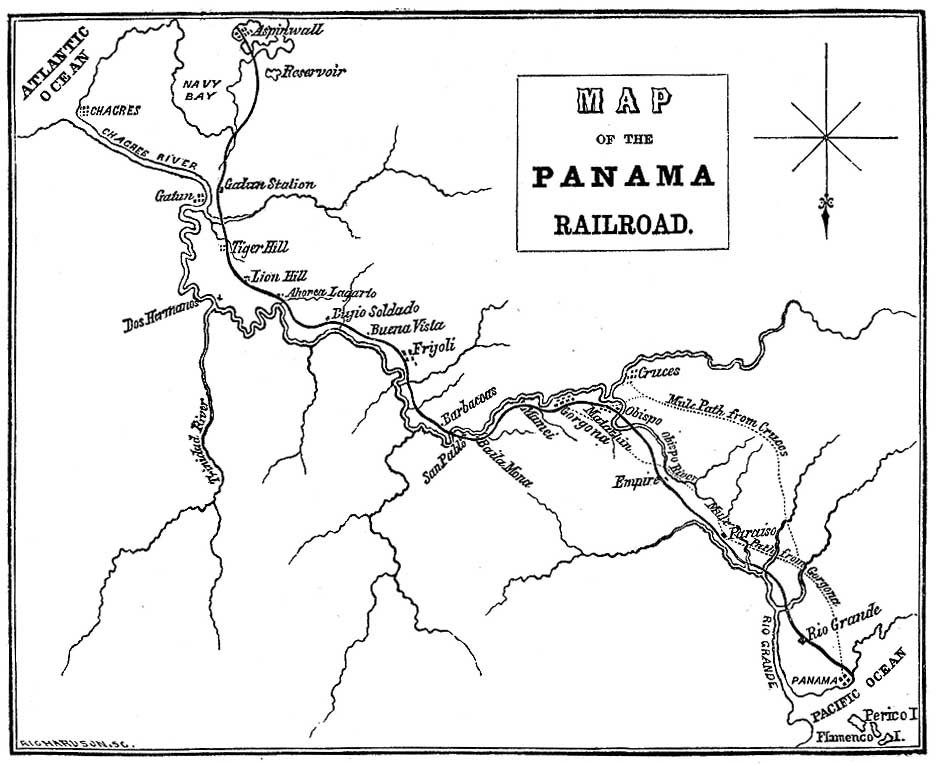
Carta della prima ferrovia panamense, la Panama Railway, che permise dalla seconda metà del XIX secolo ai carichi di caffè di evitare il passaggio da Capo Horn (tratto da Histoire illustrée du chemin de fer du Panama, 1861)

Già nel 1850 le piantagioni brasiliane producevano la metà dei raccolti di caffè del pianeta, distanziando gradualmente altre regioni con l'eccezione del continente asiatico. Nel 1855 tuttavia la Panama Railway aprì al mercato occidentale l'America centrale, le cui piantagioni solitamente si aprivano verso l'Oceano Pacifico su terreni vulcanici, producendo la crescita di una delicata Coffea arabica priva d'impurità: il prodotto derivatone divenne ben presto molto ricercato.
Prima le aziende europee d'immigrazione e poi i commercianti tedeschi investirono nel Guatemala, prima di passare in Messico, nella Repubblica della Nuova Granada ed infine nel Burundi. La produzione complessiva afroasiatica scese a solo il 5% del totale alla vigilia della prima guerra mondiale. In Asia le piante furono decimate nel 1869 dalla comparsa della "ruggine del caffè", una malattia causata da funghi come l'Hemileia vastatrix. Questo portò all'eliminazione di gran parte delle piante di caffè di Ceylon britannico e di Giava.
La coltivazione venne presa in considerazione da molti paesi dell'America Latina entro la metà del XIX secolo e, in quasi tutti i casi, implicò lo spostamento e lo sfruttamento delle popolazioni indigene amerinde. Le difficili condizioni di lavoro e di vita condussero a numerose rivolte, colpi di stato e sanguinose ritorsioni contro i contadini.
L'eccezione notevole a questa regola fu la Costa Rica, dove la scarsa disponibilità di forza lavoro tra i nativi impedì la formazione di aziende agricole su larga scala. Le piccole fattorie e le condizioni maggiormente egualitarie migliorarono via via la situazione durante tutto il XIX e il XX secolo.
L'impero brasiliano divenne il maggiore produttore di caffè nel mondo a partire dal 1852 e ha mantenuto tale status da allora in poi. Ha sempre più dominato il mercato globale, esportando da solo più caffè di tutti gli altri paesi messi assieme tra il 1850 e il 1950.

## Conseguenze della rivoluzione haitiana

### Riscatto del caffè haitiano dopo l'abolizionismo
Già nel 1801 il caffè soppiantò bruscamente lo zucchero nelle esportazioni haitiane, rappresentando un tonnellaggio di 3 volte superiore; con appena 0,65 milioni di libbre esso scomparve praticamente a partire dal 1822. Il caffè crebbe nuovamente dopo i conflitti militari che seguirono la partenza dei francesi da Haiti, e si cambiò anche la produzione: vennero introdotti diversi macchinari e si passò dalla coltivazione intensiva a quella estensiva.
Con l'eccezione di Thiotte il caffè venne coltivato all'ombra o addirittura all'interno di strutture artificiali. "Morne Puilboreau" a 798 m di altitudine, con precipitazioni superiori a 1 metro all'anno e un versante settentrionale profondo e ricco, ne favorì la coltivazione la quale rimase però soggetta a fluttuazioni molto più forti rispetto alle altre colture haitiane.
Nella speranza che venissero pagate le indennità per i coloni, penalizzati dalle sommosse, dalla successiva espropriazione e dall'abolizione della tratta degli schiavi, la restaurazione francese incoraggiò la produzione haitiana: 39 navi assicurarono l'importazione già nel 1817, aumentando a 82 navi nel 1821. Nel 1824 la metà dei 10 milioni di tonnellate di caffè importato in territorio francese proveniva da Haiti, il 45% in più rispetto ai 3,86 milioni del 1821. Tuttavia esso costituiva appena 1/3 dell'intera produzione haitiana.
L'impero britannico importò 35,1 milioni di kg di caffè da Haiti nel 1822, più del doppio rispetto alla Capitaneria generale di Cuba. Nel frattempo Ceylon britannico moltiplicò la sua produzione tra il 1820 e il 1840, giungendo ad assicurarsi metà delle importazioni inglesi, mentre l'Impero del Brasile divenne uno dei leader mondiali dell'esportazione. Il prezzo del caffè haitiano a Filadelfia perse il 75% del suo valore in vent'anni, passando da 22 cent per libbra nel 1822 a 6 cent nel 1843.
Il prezzo di acquisto scese a soli 75 franchi per quintale nel 1843, l'anno della rivolta popolare contro Jean-Pierre Boyer, che si era permesso di ripristinare il lavoro forzato. Carlo X di Francia riconobbe nel 1825 la repubblica haitiana, ma alla condizione che venissero indennizzati tutti gli ex coloni di Saint-Domingue con 150 milioni di franchi in oro. Boyer negoziò la somma a 90 milioni, ma dovette introdurre pesanti tassazioni e ripristinare la corvé nell'economia agricola; facilitò inoltre la migrazione di 6.000 neri liberi in direzione della coltivazione del caffè. Queste misure scatenarono un movimento insurrezionale guidato da Charles Rivière-Hérard il quale venne a sua volta rovesciato dai rivoluzionari il 3 maggio del 1844. Poco dopo i prezzi mondiali rimbalzarono e le esportazioni haitiane aumentarono da 15 a 30.000 tonnellate tra il 1824 e il 1880, 2/3 delle quali vendute ai francesi.
Ancora nel 1874 il caffè rappresentava la metà di tutto il fatturato derivante dall'esportazione del paese, continuando però un irreversibile decremento causato dalla deforestazione selvaggia, mentre alcuni abitanti avevano cominciato a preferire la produzione di carbone vegetale il quale costringe a periodiche operazioni di correzione e conservazione delle acque e del suolo.

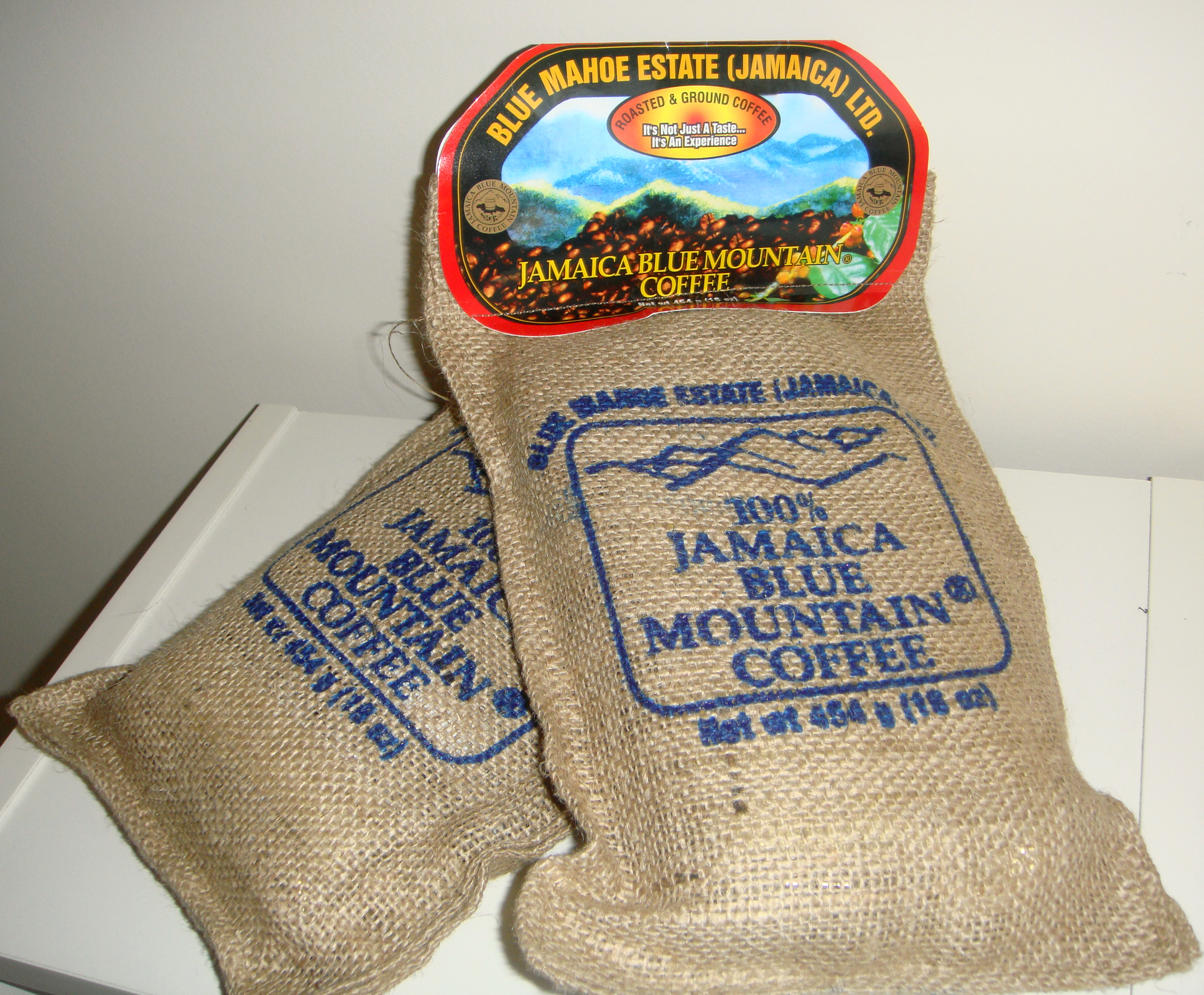
Sacchi di caffè Jamaica Blue Mountain

### Sviluppo in Giamaica
Con lo scoppio della rivoluzione haitiana nel 1791 la maggior parte dei piantatori francesi di Saint-Domingue cercò di sfuggire ai massacri e alle espropriazioni andandosi a stabilire nella Capitaneria generale di Cuba spagnola e nella Colonia della Giamaica britannica. Tra questi vi fu anche Pierre-Joseph Laborie, segretario della "Camera dell'agricoltura" e deputato; prima di morire a Kingston nel 1800 riuscì a far pubblicare in lingua inglese un manuale tecnico sulla coltivazione del caffè, che considerava ancora troppo poco sviluppata in Giamaica.
Spinta dall'arrivo dei piantatori francesi la colonia inglese vide la produzione passare da 1 a 34 milioni di libbre tra il 1789 e il 1814. Nel 1804 raggiunse per la prima volta i 22 milioni, molto più avanti dei suoi diretti rivali, la Capitaneria generale del Venezuela (1 milione) e Cuba (2,5 milioni), prima di essere trattenuta nel 1807 dal divieto della tratta atlantica degli schiavi africani in tutte le colonie britanniche. Il prezzo degli schiavi aumentò rapidamente, soprattutto dal momento in cui la maggior parte di loro venne rivenduta ai produttori di cotone del profondo Sud statunitense e del Regno Unito di Portogallo, Brasile e Algarve prima e dell'impero del Brasile poi.
Non più competitivo il caffè giamaicano vide le proprie esportazioni crollare, dimezzandosi tra il 1814 e il 1834, per tornare a 17 milioni di sterline annuali a causa delle concorrenza cubana e brasiliana e dei danni prodotti dalla massiccia deforestazione delle aree montane, che s'intensificò durante la penuria di caffè haitiano negli anni 1800-1809.
Il caffè giamaicano divenne gradualmente scarso, facendolo così diventare nuovamente appetibile e ricercato. Situate alle pendici delle Blue Mountains a 2.000 m sul livello del mare (della regione "Cockpit") le piantagioni di caffè fornirono un'ottima qualità, ma ad un costo eccessivo: fu la celebre varietà Jamaica Blue Mountain.

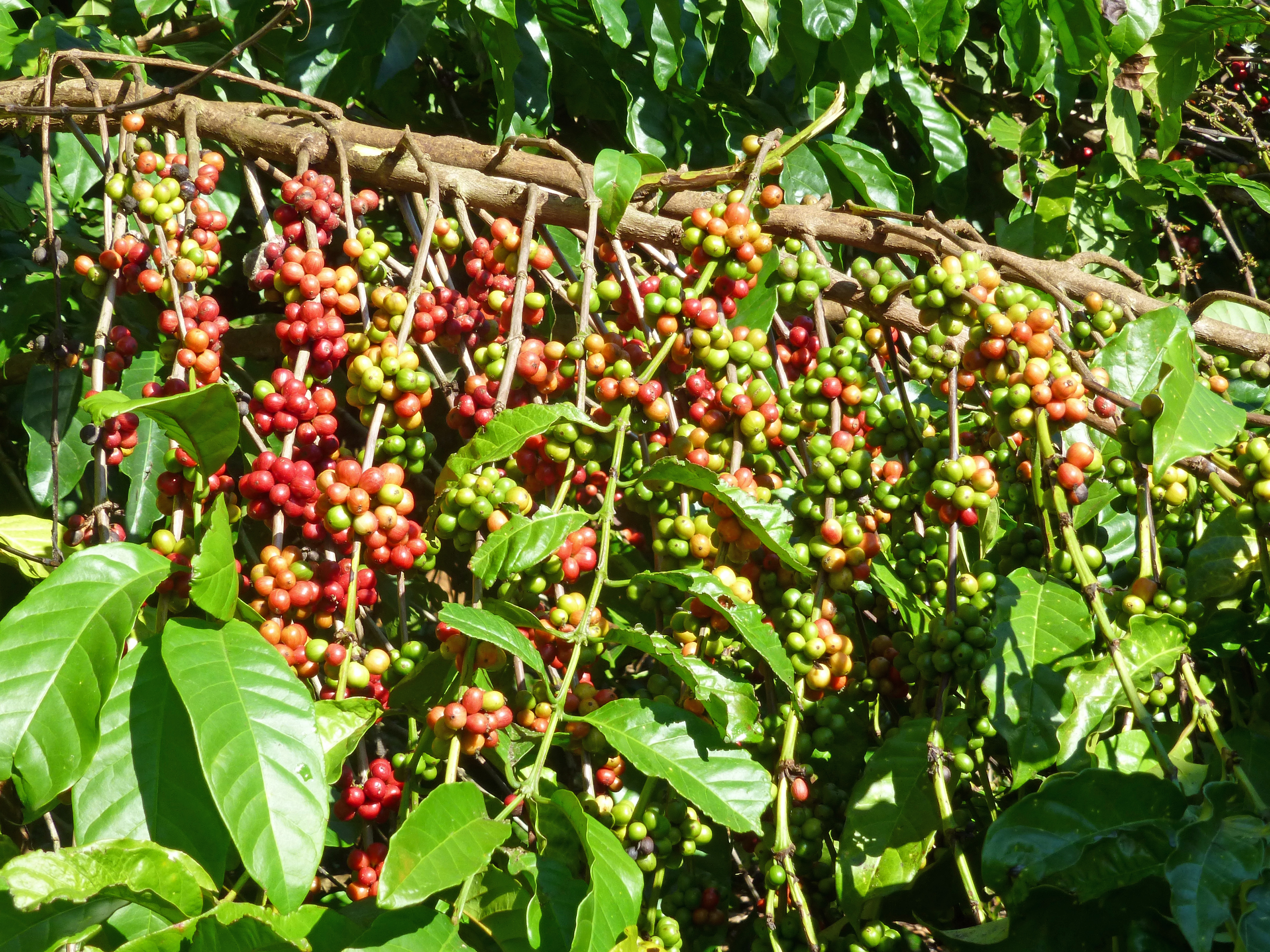
A Cuba viene coltivata sia la Coffea canephora (nella foto) sia la Coffea arabica

### Cuba invasa dai rifugiati francesi
La Capitaneria generale di Cuba visse anch'essa un'autentica "rivoluzione del caffè"; le esportazioni crebbero da 0 nel 1789 a 10.000 tonnellate nel 1810 a 20.000 nel 1820.
Juan Bautista Vaillant Berthier, amministratore generale spagnolo di Santiago di Cuba alla fine del XVIII secolo, organizzò l'arrivò dei rifugiati francesi da Saint-Domingue nella parte orientale dell'isola più scarsamente popolata; si installarono a Baracoa nei pressi della Baia di Guantánamo. La coltivazione del caffè venne sviluppata fortemente tramite un concorso annunciato dalla stampa il 12 marzo del 1796; Pablo Boloix, nominato in qualità di esperto dal consolato reale, visitò in seguito tutti gli stabilimenti e le migliori 5 caffetterie che trovò: 3 risultarono essere di proprietà francese.
Nel 1800 Prudencio Casamayor fondò la più grande azienda di caffè di Santiago; la città divenne presto un importante polo di esportazione, oltre che la capitale della pirateria caraibica del XIX secolo. I rifugiati francesi contribuirono in maniera notevole ad avviare la "rivoluzione del caffè" cubano sulle alture di Santiago, ove ancor oggi si possono vedere le imponenti rovine delle loro piantagioni sparse in tutta la Sierra Maestra. Una stima condotta nel 1807 rilevò 192 aziende di caffè, che impiegavano 1.676 schiavi per 4,3 milioni di piedi di colture. Con 1.540 piedi per ettaro, la densità di coltivazione rimase però leggermente inferiore a quella esistente precedentemente a Saint-Domingue. Un po' alla volta le piantagioni si diressero verso la costa occidentale, soprattutto tra il 1808 e il 1810.

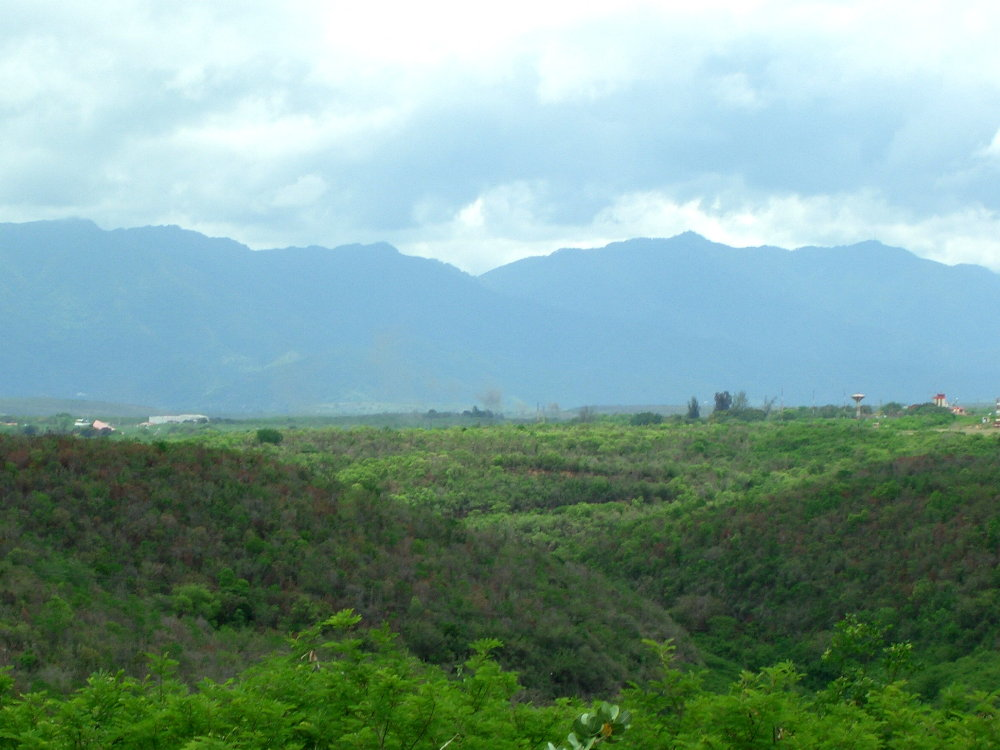
Panorama della Sierra Maestra

La fornitura di caffè cubano crebbe del 13% annuo nei primi due decenni del XIX secolo, per accelerare al +20% annuo negli anni 20 del secolo, ma diminuendo di 3 volte nei successivi 20 anni sotto l'effetto di 4 nuovi fenomeni:
- l'impero del Brasile divenne leader mondiale nell'esportazione fin dall'inizio della forte crescita economica globale degli anni 1830.[23]
- La caduta generalizzata dei prezzi a livello mondiale.
- A partire dagli anni 1820 il tasso d'importazione di schiavi rallentò a 8.000 l'anno a causa delle azioni della Royal Navy contro la tratta atlantica degli schiavi africani; laddove ne erano giunti 100.000 solo nel periodo 1817-20 (4 volte e mezzo in più dei tre decenni precedenti).[24]
- Il passaggio dei piantatori cubani allo zucchero: nel 1827 1/3 di tutti gli schiavi cubani lavorava nelle piantagioni di caffè e 1/4 in quelle di zucchero; ma quest'ultima coltura si affermò con prepotenza nel 1841.[25] Nel corso dei vent'anni seguenti la produzione di zucchero quadruplicò.

### I tedeschi si stabiliscono a Le Havre
I commercianti di caffè provenienti da famiglie dell'Europa centrale furono per lo più degli affiliati al protestantesimo e a partire dal 1815 si stabilirono a Le Havre, trasformando la città nella principale importatrice francese. Gli anni 1830-40 videro la sua entrata nel mercato internazionale, con un picco tra il 1850 e il 1914. Divenne così il secondo porto europeo del caffè e questo soprattutto per mezzo delle Hirondelles de Rio, navi leggere specializzate proprio nel trasporto di caffè. A partire dal 1860 il caffè del Regno del Brasile rappresentò la buona metà degli arrivi di Le Havre, questo grazie ad un trattato commerciale che le permise di confermarsi nella leadership europea dell'importazione.

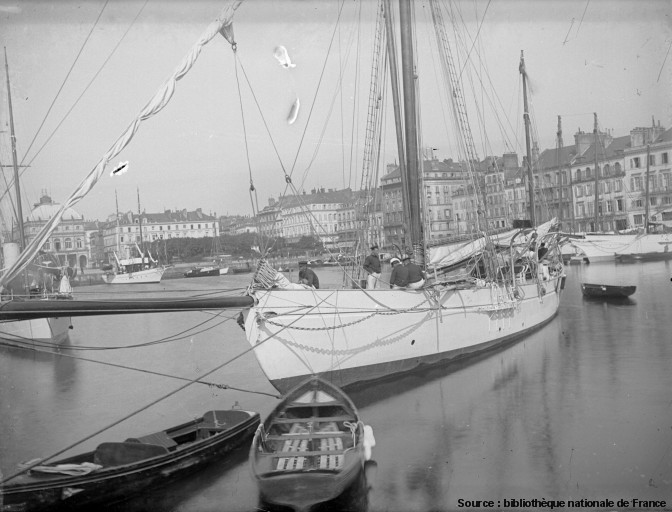
Il porto di Le Havre nel XIX secolo

La "rotta del caffè" lunga da due a tre mesi venne accorciata per mezzo d'imbarcazioni più veloci costruite dall'Union des chargeurs, un gruppo commerciale di Le Havre. Il 17 novembre del 1866 la Reine-du-Monde attraccò con 10.000 sacchi di caffè, trasportati da Rio de Janeiro in appena 37 giorni, un nuovo record mondiale.
Sulla via dell'esilio che le avrebbe condotte negli Stati Uniti d'America, queste famiglie tedesche si stabilirono definitivamente come i più attivi mercanti di caffè dei porti francesi. Nel 1900 Le Havre contava tra 170 e 359 commercianti di caffè; nel 1980 erano ancora in 35. Ad inizio secolo 600 lavoratrici furono impiegate nell'industria del caffè: erano soprannominate dactylos du café e venivano pagate da 4 a 6 franchi francesi ogni 100 kg di caffè ordinato. Tra i maggiori venditori di caffè vi erano gli Egloff, i Rufenacht, i Foerster e Raoul-Duval, i Loevenbruck, i Langlois, i Traumann, i Jobin e Louis Delamare.

## L'America Latina incoraggia la coltivazione del caffè

### Dal cacao al caffè dopo la guerra d'indipendenza venezuelana
Nel XVIII secolo la Capitaneria generale del Venezuela si ritrovò in una posizione quasi del tutto monopolistica nel mercato del cacao e nei primi anni del XIX secolo copriva ancora più della metà della domanda mondiale. La caffeicoltura era un'attività complementare, diffusa ma su piccola scala e confinata soprattutto nella regione di Táchira; i chicchi cominciarono ad essere consegnati dai grandi proprietari agli schiavi per impiantare colture a partire dal 1793.
Nel decennio 1810 un primo ciclo produttivo di caffè sostituì timidamente quello del cacao. Questo movimento di sostituzione godette di un'accelerazione dopo i gravi danni causati dalla guerra d'indipendenza del Venezuela. Nel 1830 la sua produzione sorpassò il cacao. Ciò rese il Venezuela il 3º maggior esportatore mondiale di caffè nel corso di quello stesso decennio.
Il "boom del caffè" divise la popolazione del nuovo Stato, che continuò la pratica dello schiavismo fino al 1854. A seguito dell'indipendenza ottenuta nel 1821 le 3 maggiori fonti creditizie, la Chiesa cattolica in Venezuela, il grande capitale locale e le metropoli spagnole si prosciugarono; gli speculatori esteri e le banche presero il sopravvento mettendo un tasso d'interesse dal 2 al 3% mensile alla fine degli anni 1820 al fronte di ricavi di appena l'1% ancora nel 1830. Tra il 1830 e il 1842 la terra coltivata a caffè triplicò.

#### Protezione data alle comunità indigene da parte delle nuove autorità
Una legge del 1836 stabilì una divisione delle terre comuni indigene tra i vari clan, creando piccoli proprietari terrieri individuali i quali ricevettero la terra a seconda del numero di figli. Negli anni seguenti non venne però più fatta applicare in quanto i coloni bianchi vi si opposero, sostenendo di essere stati volutamente lasciati da parte nelle ripartizioni. Agli inizi del 1850 gli indigeni protestarono con il governo per il fatto che i bianchi entravano nelle loro terre con lo scopo di rimisurarne i confini a loro favore. Diversi governi provinciali difesero gli indigeni, in particolare a Barquisimeto nel 1828 e nel 1840; ma nella stragrande maggioranza dei casi i loro diritti furono usurpati.
Le élite venezuelane erano diffidenti poiché ricordavano il ruolo assunto dagli indigeni nelle piantagioni di cacao durante il secolo precedente. Dal 1730 al 1733, appena dopo la sua creazione, la Compañía Guipuzcoana de Caracas spagnola aveva dovuto affrontare una rivolta dei nativi americani e degli schiavi neri del Río Yaracuy guidati da Andresote, il quale era sostenuto dagli olandesi e dai piccoli piantatori bianchi; essa creò gravi difficoltà finanziarie che perdurarono nei decenni successivi: metà del cacao prodotto nella valle del Rio Yaracuy continuò a scorrere attraverso il contrabbando olandese, contribuendo ad un dimezzamento netto dei prezzi.

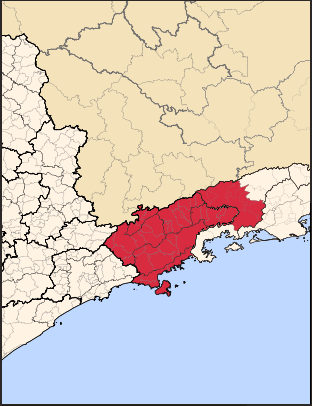
La Mesoregione di Vale do Paraíba Paulista e la Microregione di Vale do Paraíba Fluminense, dove si svolse la prima grande deforestazione brasiliana per lasciare spazio alle piantagioni di caffè

### Prime piantagioni massive brasiliane
A seguito della rivoluzione haitiana degli anni 1790 l'importazione di schiavi aumentò nelle regioni brasiliane che producevano cotone, zucchero e caffè. La cospicua lievitazione dei prezzi di quest'ultimo nei mercati mondiali permise al caffè di diffondersi ovunque, nell'Isola Bananal ma soprattutto nella valle di Paraíba (Mesoregione di Vale do Paraíba Paulista e Microregione di Vale do Paraíba Fluminense).
Nel 1817 fu fondata la prima fazenda specializzata nel caffè; la sua produzione e smercio arricchì rapidamente l'oligarchia rurale e le città come Guaratinguetá, Bananal e Pindamonhangaba. Il fatto che potesse essere coltivato senza particolari attrezzature, diversamente dalla canna da zucchero, aprì la strada anche a piccole imprese con relativamente pochi schiavi; ma al contempo si svilupparono anche grosse piantagioni ad opera dei nuovi "baroni del caffè".
Questi, entrati a far parte della nobiltà e rapidamente arricchitisi, si rivelarono essere agricoltori di ben scarso valore: praticarono la monocoltura e la deforestazione con relativo dissodamento, il che non fece altro che esaurire velocemente il suolo. Dopo che una metà di essi si rovinò a causa di parecchi anni di siccità, molti preferirono rivendere le proprietà.
Molto presto nacquero piantagioni in cui vennero adibiti una media di 300-400 schiavi, con costi di produzioni molto bassi che causarono il calo dei prezzi mondiali. Mentre le importazioni del caffè delle Antille britanniche rimarranno stabili nel corso della prima metà del XIX secolo, venendo a rappresentare metà della fornitura mondiale nel 1800, il Brasile vide la propria quota d'offerta globale aumentare passando dal 18,20% nel 1820 al 40% del 1840.
L'arrivo di schiavi africani raggiungerà il suo picco di 43.000 all'anno tra il 1820 e il 1829. La coltivazione del caffè fu la ragione principale della compravendita di schiavi in questo periodo secondo lo studio dettagliato condotto dallo storico Herbert S. Klein.
La coltura di Coffea non decollò definitivamente fino all'indipendenza ottenuta nel 1822 contro l'impero portoghese; da questo momento in poi massicci tratti di foresta pluviale vennero eliminati prima dal territorio di Rio de Janeiro (stato) e successivamente anche dallo Stato di San Paolo per lasciare il posto alle piantagioni di caffè. Il caffè si esportò e vendette esclusivamente grazie ai lunghi convogli di muli diretti a Rio de Janeiro. Grandi domini terrieri creati praticamente da zero vennero affidati alle antiche famiglie della corte reale, ai militari e ai governatori, parlanti perlopiù la lingua francese.
A Rio le esportazioni di zucchero ebbero un decremento del 60% tra il 1829 e il 1847-50, laddove quelle del caffè schizzeranno all'83% del totale; in ogni caso nel suo complesso lo zucchero continuò comunque a progredire leggermente nel paese. Già nel 1831 l'impero brasiliano divenne il maggior esportatore di caffè a livello mondiale con 14 milioni di libbre (a fronte dei 25 milioni di Haiti nel 1820). Dopo il 1830 il caffè sorpassò lo zucchero, rappresentando il 40% dell'intera esportazione brasiliana: i 3/4 del prodotto prese la via degli Stati Uniti d'America.
La veloce crescita economica degli anni 1830 accelerò la speculazione sul territorio; la deforestazione si moltiplicò. La coltivazione del caffè si estese a Sudovest lungo la valle del Paraíba, verso le regioni orientali e le pianure occidentali del San Paolo. Una terza area di sviluppo si stabilì lungo il confine Sudorientale del Minas Gerais, lontano dalle regioni minerarie e geograficamente più accostate a Paraíba e Rio; un territorio densamente boscoso e gradualmente colonizzato durante gli anni 1830.

### Ruolo pionieristico di Costa Rica e Guatemala
Tra il 1840 e il 1880 l'America centrale si dotò d'infrastrutture prima degli altri paesi dell'America Latina, con moderne vie di comunicazione dirette alle piantagioni di caffè e soprattutto si mobilitò per accogliere l'emigrazione europea, seguita dai mercanti tedeschi che investirono nel Guatemala prima di spostarsi verso il Secondo Impero messicano.
Anche francesi, belgi, argentini e colombiani contribuirono notevolmente al progredire dalla coltivazione oltre che nel Guatemala anche in Costa Rica (due paesi precursori), su terreni di origine vulcanica favorevoli ad una Coffea arabica leggera e di qualità: divenne presto molto ricercato in Europa. Le popolazioni indigene delle zone vulcaniche lo resero una specialità e nel 1892 il solo Guatemala produsse 70.000 tonnellate del caffè più caro al mondo.

#### Incentivi fiscali dei primi governi costaricani
Nel 1821 la Costa Rica ottenne l'indipendenza nell'ambito della Repubblica Federale del Centro America. Juan Mora Fernández, il primo dei presidenti della Costa Rica, dal 1825 al 1833 incoraggiò la coltivazione del caffè attraverso esenzioni e sgravi fiscali; il terreno libero venne distribuito a coloro che si occuparono della coltivazione del caffè e le autorità di alcuni comuni richiesero persino il possesso di almeno un certo numero di alberi di caffè. Nel 1826-27 l'inventore gallese Richard Trevithick propose la costruzione di una linea ferroviaria tra Limón sulla costa caraibica e il porto di Puntarenas situato sul versante pacifico, passando per la capitale San José per unificarla così con le preesistenti derivazioni ai siti minerari.

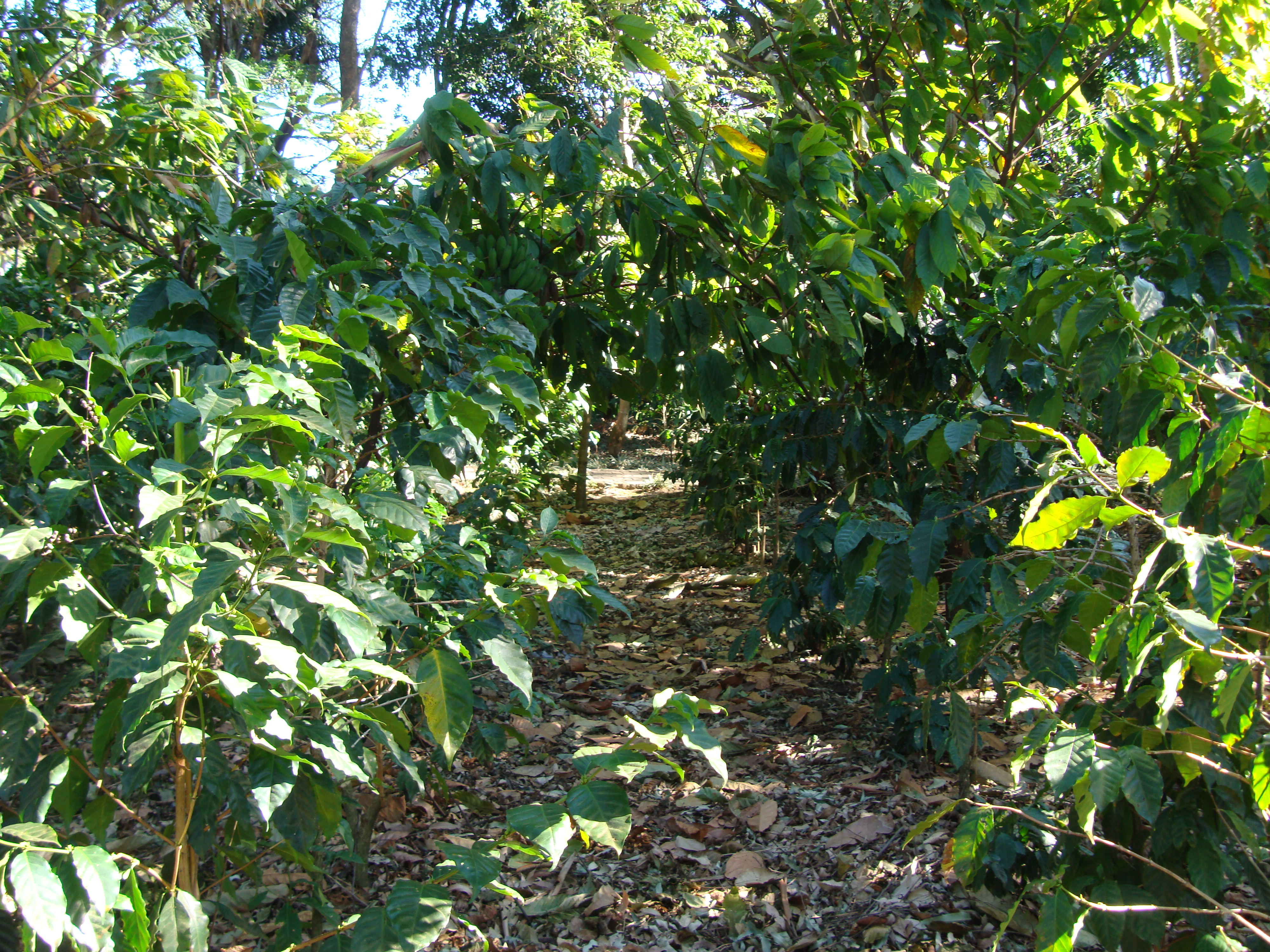
Piantagione costaricana odierna

Durante gli anni 1830 il sovrano dei Miskito stanziati lungo la Costa dei Mosquito, Robert Charles Frederic, favorì le concessioni ai mercanti giamaicani di origini britanniche William Hodgson e Samuel Shepherd, con un mandato per lo sfruttamento della regione. Il secondo si legò a George Stiepel - un ex militare - il quale nel 1832 iniziò lo sviluppo commerciale del caffè in direzione del Regno Unito attraverso i porti cileni. Già nel 1839 riuscì a controllare l'11,5% delle esportazioni dal porto di Puntarenas.
Gli stranieri, soprattutto spagnoli, acquistarono numerose piantagioni. Nel 1839 il paese esportò 9.000 tonnellate; la produzione costaricana levitò da 50.000 sterline di fatturato nel 1832 a 8 milioni nel 1853 fino a 20,7 milioni nel 1868, quando i commercianti britannici cominciarono ad interessarsi all'eccellente caffè prodotto nelle vallate centrali; ad un'altitudine variabile da 700 a 1.500 m su terreni fertili e ben drenati. Nel 1843 il navigatore William Le Lacheur istituì un percorso commerciale regolare e diretto tra i produttori costaricani e i compratori europei, contribuendo in tal modo alla creazione di punti vendita per la nuova marca Café de Valparaíso (dal nome del porto cileno Valparaíso utilizzato per le spedizioni).
Questo fu anche l'anno in cui i produttori costaricani con un patrimonio superiore ai 1.000 pesos furono 101, più numerosi di quelli con una somma minore e quasi quanti i 160 proprietari in possesso di capitale ma operanti in altri campi.

#### I carri di buoi sostituiscono i sentieri mulattieri
All'inizio degli anni 1840 il leader della Costa Rica Braulio Carrillo ordinò la costruzione della "Highway atlantica" con l'intento di collegare i porti britannici. La "Sociedad Econômica Itinérante" fu creata nel novembre del 1843 per opera dei coltivatori di caffè i quali aprirono una nuova strada tra il 1844 e il 1846 in direzione dello sbocco di Puntarenas - questa volta sulla sponda dell'Oceano Pacifico - grazie ad un'imposta speciale applicata sul caffè da esportazione.
I muli vennero presto sostituiti da carri trainati dai buoi; avrebbero potuto trasportare fino a 300 kg di caffè - per un tempo di viaggio oscillante dai 5 ai 6 giorni - e poi ritornare con una varietà di prodotti alimentari. Ma durante la successiva stagione delle piogge (da maggio a novembre) la strada scomparve completamente sotto il fango: il desiderio di realizzare una via diretta verso l'Oceano Atlantico però rimase e i progetti si susseguirono a vicenda, per lo più volti alla realizzazione di strade ferrate.

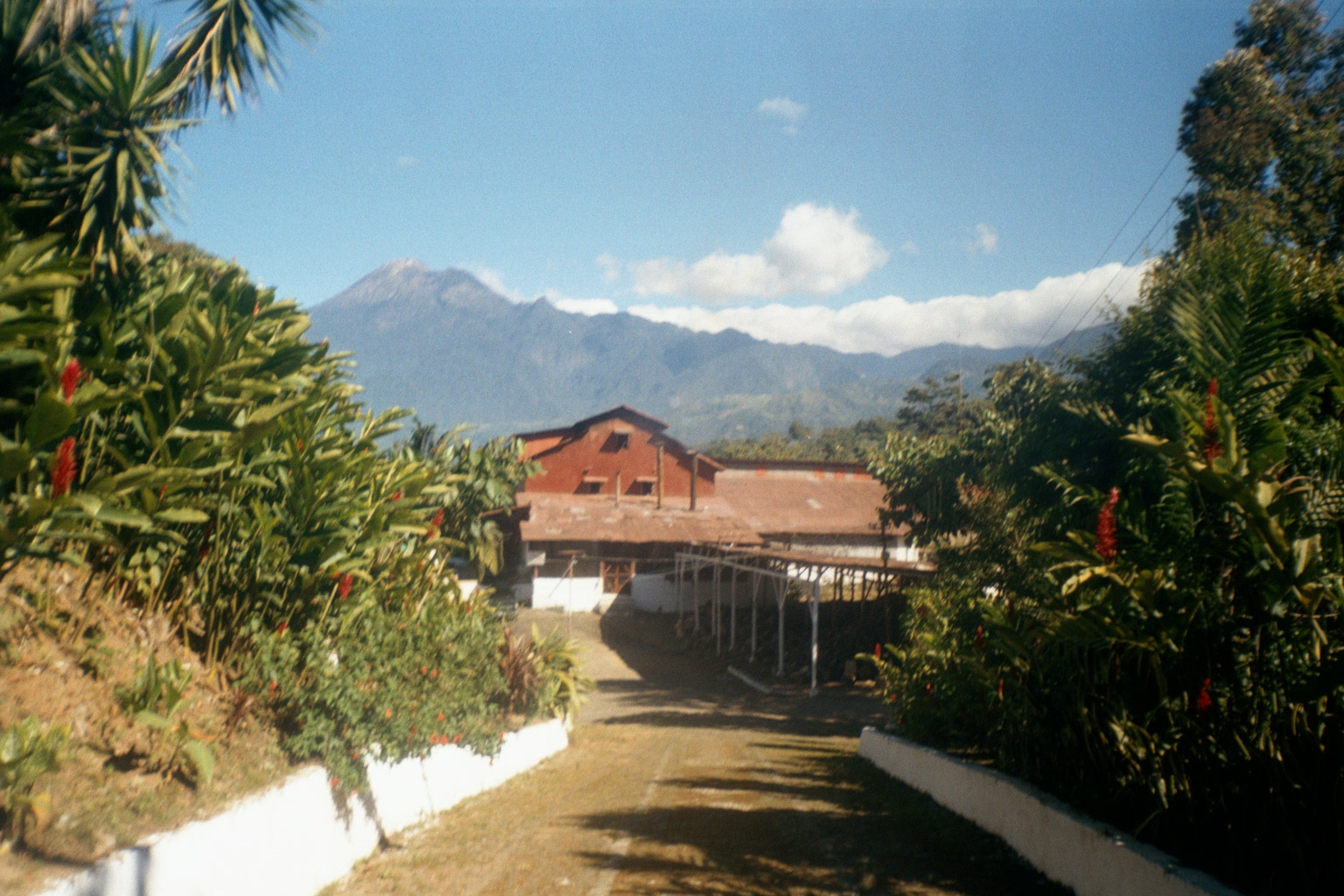
Una piantagione di caffè costruita dai tedeschi a San Rafael Pié de la Cuesta, all'ombra del Tajumulco

#### Società d'immigrati belgi e tedeschi in Costa Rica e Guatemala
Il coltivatore Juan Rafael Mora Porras giunse a fornire nel 1849 l'8% delle esportazioni e il 16% della manifattura del caffè costaricano; in quello stesso anno venne eletto Presidente della Costa Rica e stabilì le prime relazioni diplomatiche con la Confederazione germanica, aiutando a creare numerose colonie tedesche. Nella provincia di Heredia 37 nuclei familiari tedeschi si stabilirono nel 1851: furono i responsabili della costruzione di una strada tra la loro colonia ("Míravalles") e il golfo di Nicoya posizionato nella penisola omonima. Erano partiti da Brema il 13 aprile del 1850.
Nella provincia di Cartago si stabilirono nel 1853 un altro centinaio di famiglie bremesi guidate dal barone Alexander von Bülow, creatore nel 1849 della "Berlin Colonial Association" in cooperazione con la già esistente "Hamburg Association for Colonisation in Central America" rivale. Assieme fondarono Angostura, sui fianchi del Turrialba ad un'altitudine media di 1.000 m, dedicandosi alla coltivazione di avocado, mango, cacao e caffè.
L'ingegnere Franz Kurtze tentò di tracciare una strada in direzione della costa atlantica per poter trasportare più facilmente i loro prodotti; purtroppo la quasi totalità del prestito destinato all'opera si esaurì in fretta gettando la colonia nella rovina finanziaria. Venne pertanto spostata verso la costa pacifica attraverso un percorso già tracciato. Nell'agosto del 1853 vi si aggiunsero immigrati provenienti dalla Pomerania condotti da "Herr" Von Chamieux originario di Königsberg e da Franziska Bibend, una ricca ereditiera successivamente trasferitasi nel Cantone di Sarapiquí.

Porras donò anche una piantagione di caffè situata a Guadalupe all'agente consolare britannico Richard Farrer, facendogli avere una concessione per poter attivare una strada ferrata lunga 9 miglia; divenne operativa nel 1854-55, cosicché i vagoni ricolmi di caffè tedesco poterono venire trainati da buoi (in mancanza di una locomotiva).

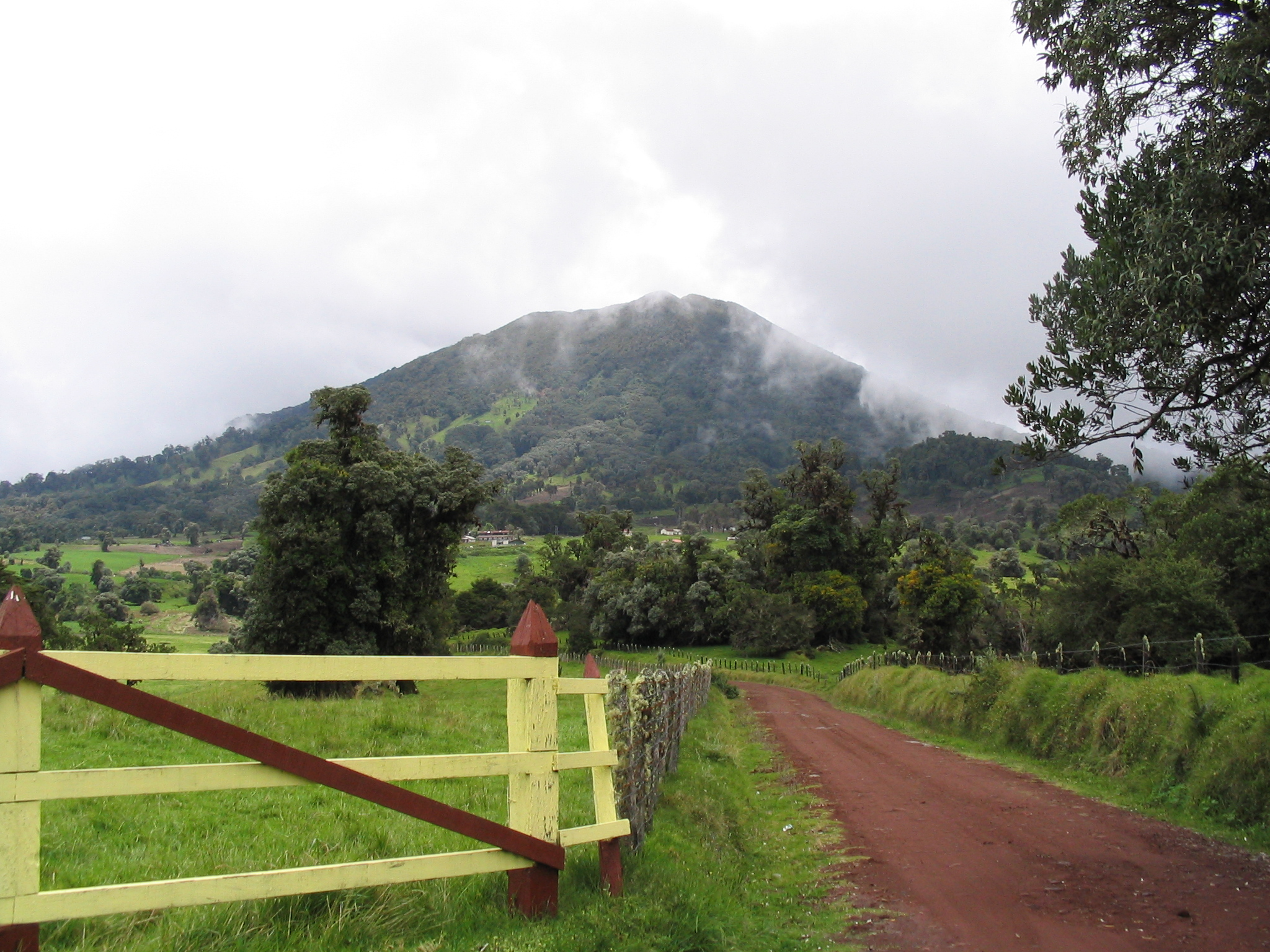
Il Turrialba, sui cui fianchi venne fondata la colonia tedesca di Angostura

Edward Delius sostenne anche la partecipazione tedesca nella creazione della ferrovia costaricana, con l'aiuto d'ingegneri tedeschi ed in cambio di una presenza navale fissa. Franz Kurtze venne assoldato nel 1866 per dare inizio all'operazione. Il progetto sarà fortemente ostacolato dagli atti di sabotaggio perpetrati dalla pirateria statunitense; la Costa Rica si sentì pertanto in obbligo di appellarsi a John Charles Frémont, un ex alto ufficiale della guerra di secessione americana, assegnandogli il controllo organizzativo. I lavori saranno però in seguito diretti dal generale Tomás Guardia Gutiérrez dopo che questi attuò un colpo di Stato nel 1870, ma essi si scontrarono soprattutto con le difficoltà rappresentate dalla giungla, le abbondanti piogge stagionali, le malattie tropicali e la topografia estremamente accidentata.

Sulla costa atlantica del Guatemala la Compagnie belge de colonisation acquistò nel 1843 Santo Tomás de Castilla grazie al sostegno di Leopoldo I del Belgio con l'intenzione di "fondare una comunità belga guatemalteca"; ma le malattie decimarono gli uomini i quali non riuscirono a sopportare le durezze climatiche. La colonia fu abbandonata nel 1854. Però in 144 acconsentirono a rimanere nel paese, prendendone la nazionalità; diversi di loro si gettarono nella coltivazione del caffè e nella sua commercializzazione, mentre 33 finirono con il prendere la via in direzione di altri paesi centroamericani.

L'antica ferrovia guatemalteca che collega l'oceano Pacifico all'oceano Atlantico (versione interattiva)

Due coloni francesi rimasero a Santo Tomás. Il professore di biologia nonché ricercatore scientifico Jules Rossignon creò un'enorme azienda agricola (oggi divenuto parco nazionale) battezzata "Las Victorias" e sito del futuro centro urbano di Cobán; nel 1861 pubblicò un rapporto sulla necessità d'incoraggiare la coltivazione del caffè e rappresentò il "caffè guatemalteco" all'Esposizione universale di Parigi. Il barone Oscar du Teil s'installò nel 1854 ed impiantò 10.000 piante di caffè tra il 1856 e il 1859, assieme al fratello Javier, a Escuintla (nella pianura costiera pacifica); mentre nel 1867 fondò la prima società telegrafica del paese. Il miglioramento delle strade permise al versante pacifico di venire a costituire più di 3/4 di tutte le esportazioni guatemalteche nel periodo 1853-58. Come sua diretta conseguenza, tutto ad un tratto il ruolo dell'impero britannico nelle esportazioni verso l'Honduras britannico si trovò a diminuire considerevolmente.
Nello stesso periodo la Panama Railway permise di evitare il tragitto lungo Capo Horn, in quanto le principali piantagioni centroamericane ebbero generalmente accesso alla costa pacifica. Non appena venne completata nel 1855 l'impresa commerciale tedesca "Hockmeyer & Rittscher" istituì una propria sede nel Guatemala per organizzare le esportazioni verso Amburgo.
A partire dal 1858 rappresentò la compagnia ferroviaria in tutte le proprie attività, così come l'amburghese Hapag operò tra il porto di Colón (Panama) e l'Europa. Il caffè guatemalteco seguì la costa pacifica e attraversò in treno l'istmo di Panama per poi navigare alla volta dei maggiori porti europei. Venne anche esportato dalle compagnie di spedizione inglesi. Fu fondata anche un'altra società commerciale tedesca, la "Rieper Augener", agente in loco della Norddeutscher Lloyd.

## Avventurieri francesi in territorio malgascio
Nel 1820 una piantagione venne nel frattempo creata nell'Île Sainte-Marie per opera dell'ufficiale d'artiglieria Jean-Louis Joseph Carayon - a 10 km dalla costa - arrivando ad avere 100.000 piante nel 1824. In quello stesso anno la coltivazione iniziò anche sull'isola maggiore grazie a Julien Gaultier de Rontaunay, un importante operatore di commercio al dettaglio di Mauritius, anche se registrato come residente a Saint-Denis (Riunione). Egli piantò 150.000 alberi a Manajanty, sulla costa orientale e, dopo essere entrato in affari con Jean-Joseph Arnoux, fondò la prima attività commerciale di un qualche spessore nella regione. Diede vita per tale scopo ad una flotta commerciale che nel 1857 consisteva di 19 navi, più 47 noleggiate a tempo determinato.
L'avventuriero Jean Laborde, personaggio influente sulla monarchia Merina, impiantò il caffè negli altopiani dell'interno in collaborazione con de Rontaunay, probabilmente intorno al 1840.
Napoléon de Lastelle - che sarà insignito del titolo di principe dalla famiglia reale - ebbe 1.500 schiavi adibiti alla coltivazione dello zucchero, in collegamento con la società di trading di Rontaunay a Mahela, ed altri 300 per le piantagioni di caffè posizionate lungo le rive dei fiumi.

## Gara per il profitto tra spagnoli, inglesi e olandesi

### Gli spagnoli aprono le Filippine agli investimenti stranieri
Nelle Filippine spagnole il cacao rimase saldamente la coltura ufficiale, impedendo così lo sviluppo di piantagioni di caffè d'una qualche rilevanza, come fece notare anche Tomas de Comyn, direttore della Real Compañia de Filipinas in una sua relazione fatta pubblicare nel 1810. Nonostante gli sforzi messi in atto dagli Agostiniani Elias Nebreda e Benito Varas per incoraggiarne la coltivazione ancora nel 1830 l'arcipelago esportava solo 160 tonnellate, contro le 16.620 di Giava.
Il 1835 vide la dissoluzione della "Compagnia nazionale" e l'apertura alle agenzie commerciali prima britanniche e poi statunitensi. Il 23 giugno del 1837 i meriti dell'azienda intestata all'esploratore francese Paul Proust de La Gironière, operante nei campi dell'orticoltura e dell'agricoltura specializzata, vennero riconosciuti tramite un premio indetto dalla "Real Sociedad Económica de Amigos del País" di Manila; lo ricevette nella sua qualità di piantatore di caffè (possedette 6.000 piante).
Egli visitò nell'arco di 25 anni tutte le principali società tribali tradizionali delle isole, ed entrato in contatto con esse si fece assistere nella raccolta sugli altopiani montuosi del Nord di Luzon. Il premio in seguito verrà assegnato agli spagnoli Vicente del Pino nel 1838, Azaola nel 1846 e Antonio Ortega nel 1847, proprietari di piantagioni più vaste.
Il caffè filippino sarà esportato in Australia e nel Regno Unito via Hong Kong a partire dal 1855 e nel Secondo impero francese dal 1859; i 2/3 di Lipa, nella parte occidentale di Luzon, furono piantati a caffè. Il sito concentrò il 97% di tutte le esportazioni di caffè dell'intero arcipelago e permise la creazione delle fortune finanziarie di grandi clan familiari come gli Aguilera, i Solis e i Katigbak. Mezzo milione di chili all'anno furono esportati negli Stati Uniti d'America tra il 1860 e il 1872.
La raccolta toccherà il suo picco con 7.500 tonnellate nel 1884, ma il temporaneo "monopolio globale" del caffè filippino in direzione dell'America del Nord da quel momento in poi rischiò seriamente di essere compromesso poiché nei 3 anni seguenti il paese riuscì a produrne solo 1/3 rispetto alla quantità che gli Stati Uniti importavano annualmente.

### Difficile debutto a Ceylon
L'isola di Ceylon passò sotto il diretto controllo dell'impero britannico con la "Conferenza di Kandy" nel 1815. L'annuncio della fine della coltivazione del caffè su base schiavista in Giamaica spinse gli investimenti in questa regione: nel 1823 il caffè era nuovamente coltivato - questa volta dal piantatore George Bird - a Singhapitiya, nei presi di Gampola. La prima nave cargo a pieno carico poté così doppiare Gibilterra alla volta di Livorno. Le piantagioni su una scala più vasta furono invece opera di Jeronis di Soysa e 1/4 dell'intera produzione proveniva da fattorie indigene di piccoli commercianti.

#### Successo in aree semi-montane dopo il 1836
La produzione iniziò nel 1836 attraverso la distribuzione di terre demaniali. A partire dal 1843 l'isola fornì metà dl fabbisogno inglese di caffè, grazie ad una produzione che in vent'anni decuplicò e i rendimenti furono 3-4 volte superiori rispetto a quelli delle Antille britanniche; piantagioni di proprietà europea con un'ampiezza media di 80 ettari fornirono i 3/4 del prodotto, accanto ad altre colture più modeste. Quasi 1/3 dei campi rimase proprietà dei nativi, in seguito ridottosi ad 1/8: in totale le aziende ebbero una dimensione media di 40 ettari, mentre i terreni posseduti dagli europei furono da 10 a 15 volte più estesi.
Vi furono grandi proprietari terrieri ma anche aziende che giunsero ad una media di oltre 100 ettari. I piccoli agricoltori, soprattutto locali, rappresentarono ancora il 38% dell'attività nel 1850, ma la loro quota decrebbe fino al 6% nel 1885; essi ebbero meno accesso al credito e più spese aggiuntive. La manodopera disponibile si mantenne ad un livello più che abbondante, circa 2 lavoratori per ettaro; attorno ad ogni tenuta nacquero presto dei nuovi villaggi.

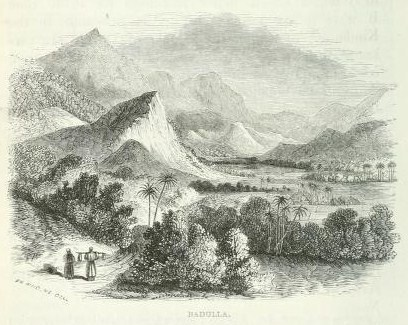
Immagine tratta da Ceylan, Physiques, Historiques et Topographiques intitolata Le Café des Régions. Badulla

#### Finanziatori indiani, manodopera Tamil
Gli indiani di Chettinad nel Distretto di Sivaganga contribuirono in maniera rilevante alla commercializzazione, mentre la forza lavoro costituita in prevalenza da Tamil arrivò a decine di migliaia alla fine degli anni 1830 e soprattutto nel 1842. Anche se la schiavitù venne abolita nel 1843 nella "Presidenza di Madras" facente parte della Company Raj e nel 1855 a Travancore (ex stato principesco dell'India britannica) la maggior parte degli agricoltori di Thanjavur rimasero vincolati dalla servitù debitoria, il che ne ostacolò la mobilità e li rese disponibili alla corvé.
L'eccedenza dei ricavi fu utilizzata per creare la Cooly Transport Company e la Ceylon Agency le quali si stabilirono nei maggiori porti dell'impero anglo-indiano per reclutare manodopera ad infimo costo.
Tra il 1838 e il 1843 nacquero non meno di 130 piantagioni a Ceylon britannico, dove nel 1845 la forte caduta dei prezzi del caffè condusse i piantatori ad una visione più realistica dell'avvenire; conclusasi la depressione finanziaria emersero i primi conflitti. Il lavoro forzato introdotto nel 1848 causò una vera e propria ribellione; ma la produzione declinante iniziò a riprendersi e i prezzi crebbero.

### L'Indonesia olandese utilizza il lavoro forzato
Le Indie orientali olandesi rafforzarono la loro produzione verso la metà del secolo, giungendo a rappresentare quasi 1/5 della fornitura globale attorno al 1880; poco prima che la "ruggine del caffè" non la facesse crollare da 13.000 tonnellate nel 1879 a 2.500 nel 1893. Poco dopo la "Restaurazione olandese" con l'istituzione del Regno Unito dei Paesi Bassi nel 1816 le piantagioni vennero rilanciate a Priangan, nella provincia di Giava Occidentale, nel Sudovest e a Sumatra Meridionale e Centrale. Le esportazioni lievitarono nel 1823 con 2.000 tonnellate, per poi impennarsi nel corso degli anni 1830 passando a 20 e 30.000 tonnellate.
I conflitti militari derivanti dalla Rivoluzione belga resero necessario trovare fondi per poterli finanziare. Il lavoro forzato venne istituzionalizzato nel 1832 dopo lunghi dibattiti interni all'amministrazione coloniale la quale sostenne largamente gli abusi compiuti dai commercianti privati ai danni dei piantatori locali. Questa "Cultuurstelsel" (l'obbligo di consacrare a maggior parte della produzione agricola all'export) costrinse i contadini a coltivare prodotti dedicati al mercato estero in almeno il 20% delle proprie terre o, in alternativa, fornire 60 giorni all'anno di lavoro non remunerato per "progetti pubblici rivolti al benessere comune".

#### Quota dei piccoli proprietari in calo costante

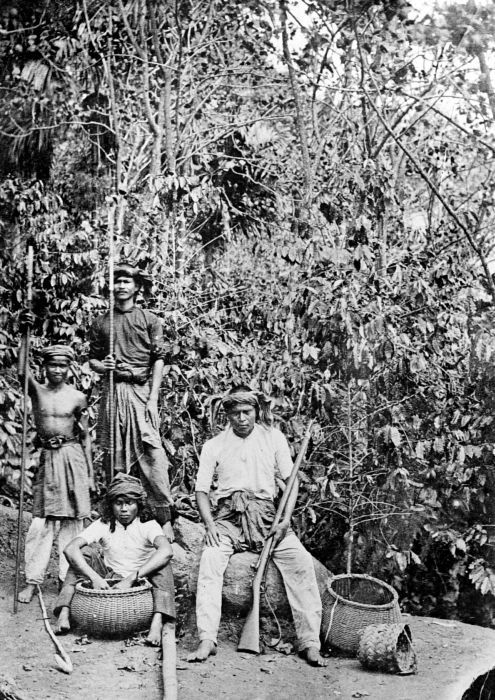
Lavoratori indonesiani nelle piantagioni di caffè (1876)

Il governo olandese creò anche nel 1833 il monopolio del commercio del caffè a Giava e decise d'impiantare nuove colture in 1/12 delle aree già sfruttate, sia per sostituire gli alberi morti che per espandere le piantagioni. L'isola contava 137.000 alberi nel 1834, i 2/3 dei quali piantati di recente. La produzione triplicò in 10 anni, da 25.000 tonnellate nel 1832 a 76.000 nel 1843, producendo così da 2/5 a 1/4 di tutto il caffè mondiale; per i 3/4 sotto la diretta autorità governativa e il 20% dalle grandi piantagioni indipendenti.
Come accadde anche nell'India olandese la quota dei piccoli proprietari fu molto bassa, crollando al 10% nel 1830, al 5% nel 1845 e a meno dell'1% nel 1848. Dal 1845 al 1880 il numero delle colture di caffè passò da 400 a 700.000, rappresentando il 60% del lavoro contadino totale di Giava. Tra il 1830 e il 1840 il prezzo del caffè Java aumentò al mercato londinese del 12,5%, quello brasiliano del 18,5% e quello cubano del 21%; ma il giavanese continuò a rimanere tra i più costosi: nel 1840 a Londra il brasiliano valeva 125 scellini al quintale, il giavanese 155 e il Mokha più di 200.
La coltivazione del caffè procurò il 65% di tutte le vendite agricole coloniali olandesi e fu l'unica che non partecipò alla liberalizzazione nel corso degli anni 1860. Le piantagioni fecero crescere le migrazioni interne tutt'attorno alle aree di raccolta; i giavanesi furono costretti a fornire una data percentuale di caffè ad un prezzo fisso, ossia 25 fiorini olandesi per ogni sacco da 62 kg, detraendo 10 fiorini per il mantenimento dei diritti di sfruttamento sul terreno e altri 3 per il costo dei trasporti.
La riscossione delle imposte venne trasferita agli agenti di raccolta pagati con le commissioni, il peso dei prodotti acquistati fu regolarmente falsificato; a ciò si aggiunsero i 60 giorni di lavoro non pagato, spesso prolungati o spesi per progetti privati degli ufficiali coloniali regionali o dei reggenti. I funzionari intimidirono brutalmente gli agricoltori per aumentare la loro commissione, generando un diffuso malcontento, ampie sacche di povertà e una carestia generale.
Il prezzo di acquisto dai piantatori venne poi abusivamente abbassato fino a 8 fiorini nel 1844, durante la depressione mondiale dei prezzi. Questa decisione ridusse i rendimenti, nonostante le aree coltivate fossero in forte crescita, attraverso una frenesia di compensazione dei grandi proprietari terrieri. I contadini non protessero più le piantagioni contro le depredazioni degli animali selvatici e non tennero conto dell'invecchiamento degli alberi di caffè, trascurando infine di rinnovarli. Nel 1867 la paga ai coltivatori risalì a 13,5 fiorini e le raccolte aumentarono nuovamente, toccando il loro picco nel 1879 raggiungendo le 113.000 tonnellate.

## Cambiamenti strutturali negli anni 1840-60

### I coltivatori si adattano ad una nuova mappa del consumo mondiale
Nei primi anni del XIX secolo la rivoluzione haitiana permise alle piantagioni inglesi di caffè della Colonia della Giamaica di beneficiare di un monopolio mondiale virtuale, presto affiancate da quelle di Ceylon britannico dove la produzione aumentò di 20 volte tra il 1820 e il 1840, mentre il consumo nel solo Regno Unito triplicò nel decennio 1820. Tuttavia questo si dovette scontrare con il tè: sin dagli anni 1700 il "Movimento per la temperanza" lo aveva idealizzato, con un'argomentazione morale, utilizzata poi dagli industriali a favore del libero mercato per spingere la Cina a liberalizzarne la produzione e il commercio. Il consumo di caffè quindi diminuì con regolarità nella seconda metà del XIX secolo, passando da 1,25 libbre "pro capite" nel periodo 1846-60 a solo 0,96 libbre nel 1880, mentre quello di tè quasi triplicò, passando da 3,42 a 8,51 libbre "pro capite" tra il 1821 e il 1886.
La grande gara avviata tra i paesi dell'America meridionale contribuì a cambiare la situazione; il rapporto tra Marsiglia e Le Havre risultò invertito nel periodo 1858-62 per le importazioni di caffè nel Secondo Impero francese, da una quasi parità ad un volume due volte e mezzo maggiore per Le Havre, che quasi triplicò le proprie entrate grazie innanzitutto all'importante contributo dato dal caffè brasiliano.
Da parte sua Amburgo crebbe da 28.000 tonnellate nel 1840 a 115.000 (5 volte e mezzo in più) nel 1876 e a 200.000 nel 1903, disputandosi poi il passaggio attraverso l'Europa centrale con il porto di Trieste. Nel corso della prima guerra mondiale i finanziatori di New York dominarono l'apertura di prestiti agli esportatori brasiliani: la riesportazione di Le Havre cadde sotto le 10.000 tonnellate annuali, 1/4 del volume rispetto al 1913.
L'esplosione della popolazione negli Stati Uniti d'America nel corso del XIX secolo fece sì che le importazioni di caffè si moltiplicarono di 24 volte in un secolo; da solo il paese rappresentò metà della crescita del consumo mondiale. A partire dalla Dichiarazione d'indipendenza degli Stati Uniti d'America era diventato la bevanda nazionale in contrapposizione al tè inglese. Gli Stati Uniti furono inoltre l'unico mercato libero da tassazione, con una fiscalità che passò da 10 cent per libbra nel 1812 a 5 nel 1814 ed infine a 0 dopo il 1823.
Il consumo dell'America del Nord decollò di colpo passando da 1/18 di libbra "pro capite" nel 1783 a 9 un secolo più tardi fino a 13 alla fine del XIX secolo, quando il paese importò e consumò più del 40% del caffè mondiale. L'accelerazione risultò essere particolarmente accentuata nel periodo 1830-59, che vide gli Stati Uniti importare 5,7 volte più caffè in soli 3 decenni e continuando poi, con volumi divenuti enormi, godendo del successo del caffè sottoposto a torrefazione a partire dal 1873.

### Iroasterstatunitensi
Negli anni 1860 l'aumento esponenziale dei percorsi ferrati diede al porto di Baltimora la possibilità di sviluppare un efficiente servizio di clipper in direzione dell'Impero del Brasile; meglio collegata alla rete ferroviaria la città passò dal 13 al 29% delle importazioni statunitensi di caffè a scapito di New York in cui vigevano sia un oligopolio ferroviario che problemi di corruzione nei servizi d'accettazione delle merci dei bastimenti.

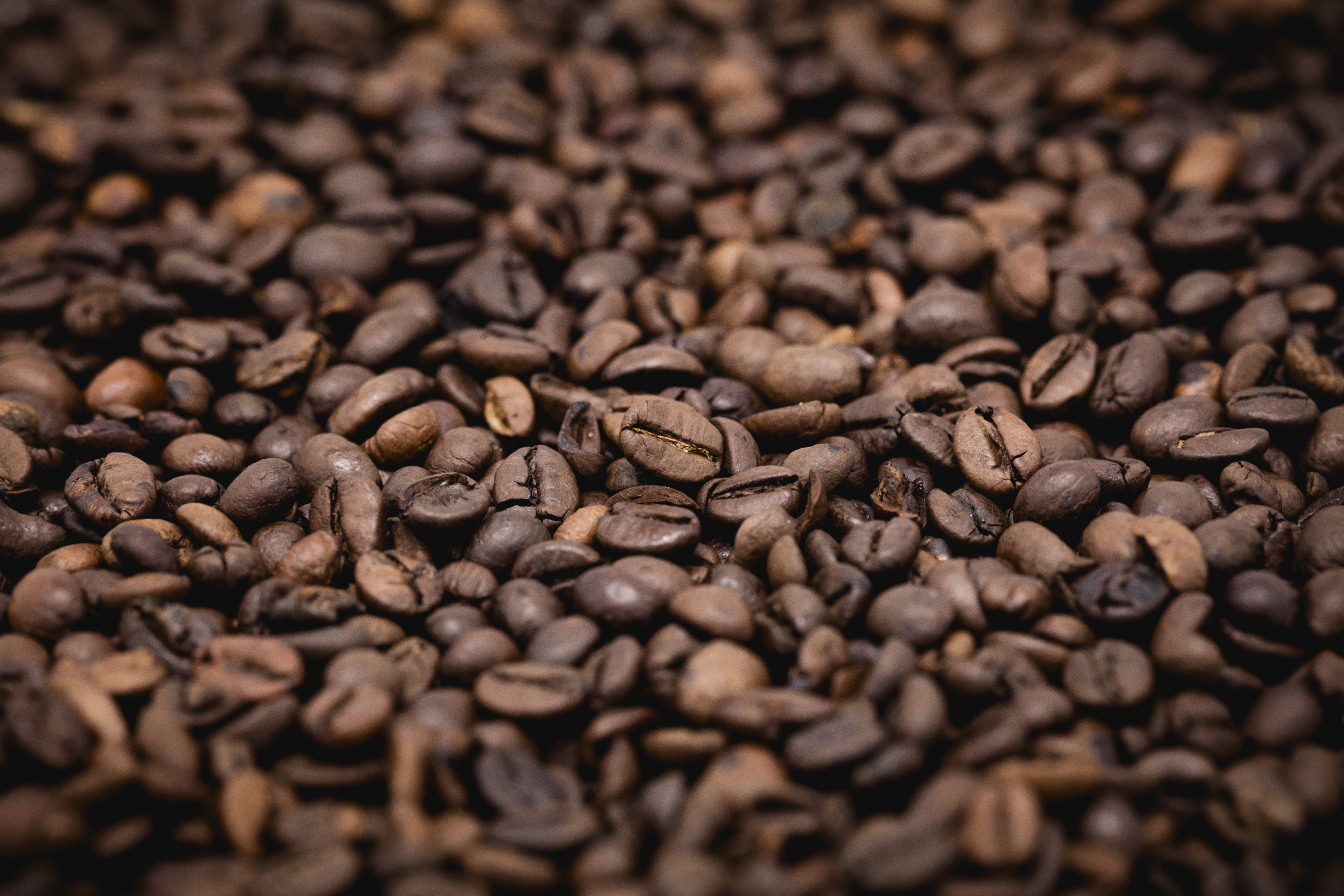
Grani di caffè sottoposti a torrefazione

Il prezzò raddoppiò tra il 1871 e il 1874 e questo fatto giocò un ruolo meno vantaggioso; New York riuscì a recuperare il terreno perduto fino a giungere alla quasi completa marginalizzazione di Baltimora. La ferrovia consentì anche ad una nuova figura professionale, i "roaster" (torrefattori newyorkesi), di moltiplicare le scorte nei propri magazzini nell'entroterra, lungo la via ferroviaria.
Il primo di essi fu John Arbuckle che fondò assieme al fratello e allo zio un negozio di alimentari a Pittsburgh nel 1860 e brevettò 4 anni più tardi una nuova versione della macchina per la tostatura di Jabez Burns, la "torrefazione a cilindro". Nel 1871 decise di concentrarsi su questo nuovo segmento di mercato. Nel frattempo la tassa su caffè e tè, rispettivamente di 4 e 15 cent - creata nel 1861 per finanziare la guerra di secessione americana e poi aumentata a 5 e 20 cent - si ridusse a 3 e 15 cent nel gennaio del 1871, con un sistema di franchising nella sua attuazione.

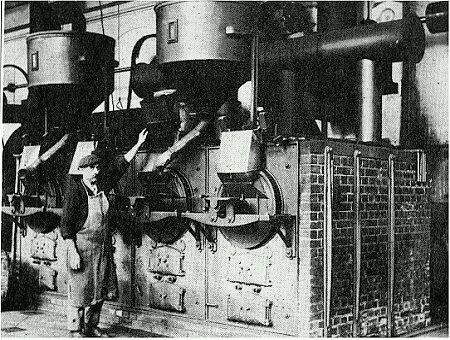
Macchina da torrefazione francese della seconda metà del XIX secolo

Mentre in precedenza gli statunitensi acquistarono il "caffè verde", Arbuckle cominciò a commercializzare dal 1873 i primi pacchetti di caffè tostato sotto il marchio "ARIOSA" (A-rbuckle RIO SAntos). Rapidamente vennero istituiti 85 reparti di torrefazione tra New York e Pittsburgh. Nel 1881, dopo il fallimento speculativo sul caffè dell'anno precedente, egli divenne il primo commerciante di caffè newyorkese con 127.000 sacchi importati; il suo vantaggio divenne ancora più netto nel 1894 con 688.726, molto più avanti del secondo concessionario metropolitano WH Crossman attestato a 355.864 sacchi.
Nella West Coast la città di San Francisco, ben disposta ad acquistare il caffè dall'America Centrale - più accessibile dalla costa pacifica - divenne il secondo porto d'importazione statunitense; durante i massicci insediamenti nella California e nelle Montagne rocciose ebbe circa 28 importatori nel 1900, guidati dai commercianti Haas Bros e Otis McAllister, rispetto ai 99 newyorkesi, i 12 di New Orleans e i 6 di Filadelfia.

### Ferrovia e schiavitù più costosa in Brasile
Grazie alla forte ripresa economica globale degli anni 1850 il Brasile riuscì a mantenere i prezzi in salita (fino al 50% in più), sostenuti anche dall'aumento dei consumi nella Confederazione germanica e negli Stati Uniti d'America. Questo permise di superare il problema dato dal forte aumento del costo degli schiavi: questi negli anni 1840 erano circa 400 000. L'abolizione della tratta degli schiavi avvenne nel 1850, sebbene lo schiavismo continuò fino al 1888.

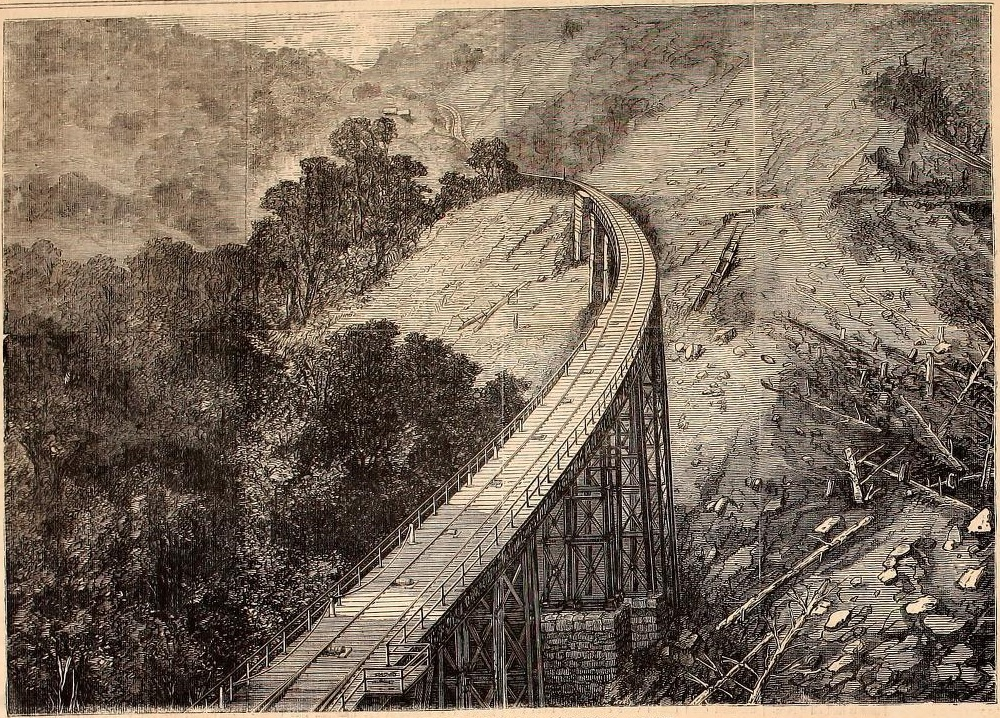
Illustrazione che mostra la costruzione del viadotto ferroviario di San Paolo (1861)

Nel 1859 il Barão de Mauá Irineu Evangelista de Sousa convinse il governo ad avviare la costruzione di una ferrovia per poter unire le piantagioni di caffè dello Stato di San Paolo a Santos, attraversando la "cordigliera del mare" con dei passaggi a più di 800 m d'altitudine e pendenze di quasi il 10%. Nel frattempo venne ampliato anche il porto di Santos.
Il "cammino ferrato" brasiliano nelle sue fasi iniziali rimase focalizzato sulle esigenze della Regione Sudest del Brasile ove operavano i maggiori coltivatori; la concessione di prestiti si mantenne relativamente difficoltosa laddove invece i piantatori più ricchi investirono in azioni di società ferroviarie come la São Paulo Railway riuscendo in tal maniera ad opporsi agli sconti tariffari da fornire ai concorrenti. A cavallo del XX secolo il trasporto via treno rappresentava in media un quarto dei costi di produzione.
Intanto la repressione sempre più decisa del commercio degli schiavi e l'impoverimento progressivo del suolo influenzarono anche il caffè brasiliano. Tra il 1846 e il 1864 la produzione ristagnò e fu accompagnata da un movimento dei prezzi mondiali altalenanti; la raccolta fu di 1,5 milioni di sacchi da 60 kg nel 1846, 2,5 milioni nel 1854 ed 1,48 milioni nel 1864, prima del decollo definitivo nel 1867 in occasione dell'apertura della São Paulo Railway.

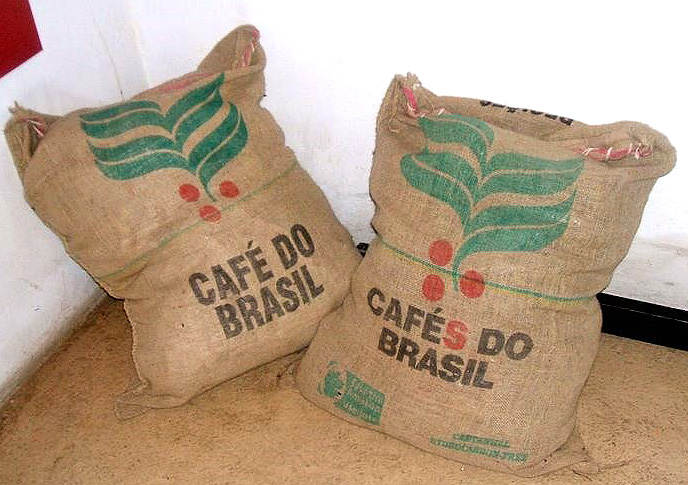
Sacchi di caffè brasiliano

La politica di donazione dei terreni iniziata nel 1850 cominciò a dare i suoi frutti.
L'entusiasmo dei paesi dell'Occidente nei confronti del caffè provocò un rapido sviluppo delle piantagioni nello stato di Rio de Janeiro e l'organizzazione di un sistema economico originale in cui le fazenda garantivano la coltivazione, la raccolta, la torrefazione (dagli anni 1860) ed infine la spedizione verso i porti di Le Havre e Bordeaux.
La Microregione di Vale do Paraíba Fluminense partì per prima, con 100.000 schiavi che lavorarono nelle piantagioni nel 1860, cifra che salì a 129.000 nel decennio successivo. San Paolo si unì a questa espansione a partire dagli anni 1840, quando si videro impiegati 25.000 schiavi africani. I collegamenti europei vennero rafforzati quando il ventenne Théodore Wille giunse nel 1838 e fondò le aziende commerciali tedesche "Wille Schimillinski and Co" a Rio de Janeiro e "Theodor Wille & Co." a Santos.
La delocalizzazione ed il conseguente trasferimento del potere politico e finanziario nella Regione Sud del Brasile facilitò lo sviluppo della produzione in direzione di Itu e Campinas, territori fino a quel momento dedicati alla canna da zucchero. Studi condotti sui movimenti interni degli schiavi brasiliani hanno dato chiare indicazioni sulla loro importazione dalla regione Nord del Brasile verso la zona di frontiera del "caffè Paulista", anche se i dati del commercio schiavista interno ed intraregionale sono rari a causa dell'assenza di registrazioni regionali, provinciali o nazionali fino al censimento del 1872. Per rimpiazzare gli schiavi l'impero del Brasile sfruttò la manodopera proveniente dalla Regione Nordest del Brasile e attrasse anche molti migranti provenienti dal regno d'Italia, dall'impero tedesco, dal regno di Grecia, dall'Europa orientale, dal Medio oriente e perfino dal Giappone. Molti di loro divennero presto autosufficienti e finirono col comprare porzioni di piantagione dai loro primi padroni.
Degli investimenti a favore del caffè beneficiò tutta la Regione Sudest del Brasile: ferrovie, porti, strade e città crebbero esponenzialmente; seguirono quartieri residenziali, aziende ufficiali, teatri, piazze e rivenditori, il tutto su un modello prettamente europeo. Questa rappresentò la seconda ondata di europeizzazione, 3 secoli dopo l'approdo dei primi portoghesi.

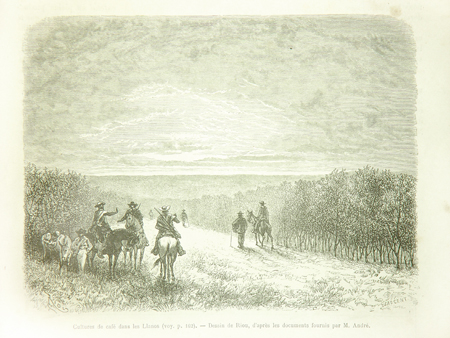
Colture di caffè nel Los llanos: schizzo di Édouard André (1869)

### La crisi finanziaria rafforza il peso politico dei coltivatori venezuelani
Le piantagioni di caffè concentrate inizialmente sulla Cordillera Central della Grande Colombia e poi ai confini del nuovo Venezuela appena costituitosi furono in prima linea quando la crisi economica causata dalla sovrapproduzione globale e il calo dei prezzi di 1/3 in 17 anni ebbe inizio nel 1840; dai 9 peso nella stagione 1831-32 caddero a 6 nel 1848-49. Nello stesso periodo quelli del cacao saliranno da 13 a 16 pesos per libbra. Il caffè passò dal 37% delle esportazioni venezuelane nel 1831-32 al 22% nel 1848-49.
Il paese rafforzò i propri legami con le nazioni estere e dispose di un consolato a Bordeaux, dove il quotidiano La Gironde trasmise frequentemente notizie fresche provenienti dal Venezuela: i dirigenti consolari José Antonio Carrillo y Navas, Manuel Vicente Montenegro e Pío Morales Marcano si assicurarono gli scambi commerciali con i francesi.
Fu la guerra civile più sanguinosa dall'epoca dell'indipendenza, ampliatasi soprattutto nella forma di guerriglia e causando centinaia di migliaia di morti. Il governo legittimo si raccolse attorno ad una serie di enclavi nei pressi dei porti del commercio internazionale; Caracas detenne il porto di La Guaira servito dalla ferrovia, Valencia ebbe quello di Puerto Cabello, mentre Maracaibo fu di per sé un'enclave collegata mediante il sistema fluviale e quello del lago di Maracaibo con le regioni andine dei coltivatori di caffè a Táchira, a ridosso delle caffeicolture colombiane.
Dopo 15 anni di sviluppo nel 1868 la produzione stagnò a circa 7.000 tonnellate annuali, prima di riavviare un ciclo d'espansione tra il 1872 e il 1893; il caffè venezuelano crebbe ancora per un breve periodo e il paese continuerà a rimanere il 2° produttore mondiale ancora nel 1900. La fase venne guidata dalle colture in progressione nelle tre regioni andine di Táchira, Trujillo e Mérida, che insieme rappresentarono il 45% della produzione nazionale nel corso degli anni 1920 al momento del loro apogeo.

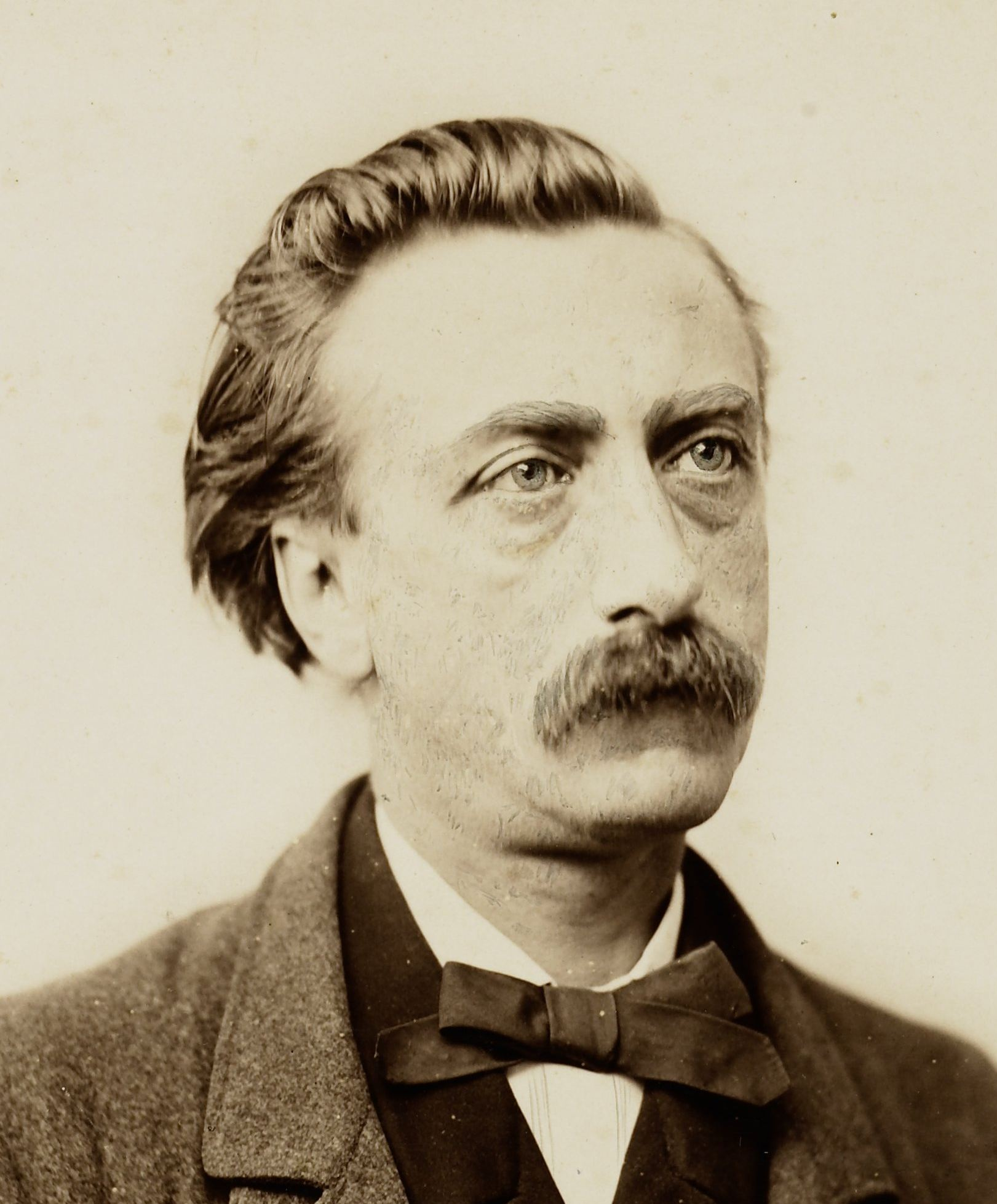
Eduard Douwes Dekker, "alias" Multatuli

### Max Havelaar, il malessere del colonialismo olandese a Giava
Eduard Douwes Dekker, ufficiale coloniale olandese dal 1834, venne designato nel 1857 per assumere la direzione del servizio di assistenza alla reggenza di Lebak a Giava Occidentale; qui cominciò a protestare apertamente contro lo sfruttamento e gli abusi perpetrati dai reggenti e la pessima condotta delle autorità coloniali. Fatto rimpatriare continuò le proprie proteste con articoli giornalistici e tramite opuscoli, fino a quando nel 1860 fece pubblicare il proprio libro intitolato Max Havelaar sotto lo pseudonimo di Multatuli.
Aspramente criticato dai suoi superiori dell'amministrazione coloniale delle Indie orientali olandesi, venne di colpo inscritto ad eroe indonesiano e registrato negli annali storiografici del paese; otterrà in seguito il riconoscimento ufficiale anche attraverso una statua in suo onore posizionata tra i canali di Amsterdam.
Nel 1867 il prezzo d'acquisto del Java venne fortemente incrementato, anticipando l'aumento dei prezzi mondiali e rianimando le piantagioni cadute in una fase di stallo. Il desiderio di acconsentire agli interessi commerciali privati di essere maggiormente coinvolti nella produzione di colture condusse nel 1870 all'abrogazione del "Cultuurstelsel". Ma a causa della sua redditività la coltivazione del caffè preminentemente da esportazione rimase in vigore fino agli inizi del 1900.

### Compagnie di navigazione tedesche e ferrovia a Panama
Tra il 1850 e il 1880, per reagire ai "colli di bottiglia", un gran numero di compagnie europee di battelli a vapore iniziò un servizio regolare verso l'impero del Brasile dove le infrastrutture portuali vennero gradualmente migliorate, riducendo così in maniera decisiva i costi di trasporto.
Le navi transoceaniche trasportavano il caffè ad Amburgo, Brema e Lubecca per ripartire poi cariche d'immigrati, approfittando così dell'importanza assunta dall'immigrazione tedesca in territorio brasiliano, dove la prima colonia si stabilì poco dopo il 1824. Tra il 1825 e il 1875 da 20 a 28.000 migranti tedeschi giunsero a Rio Grande do Sul; quasi tutti si trasformarono in agricoltori.

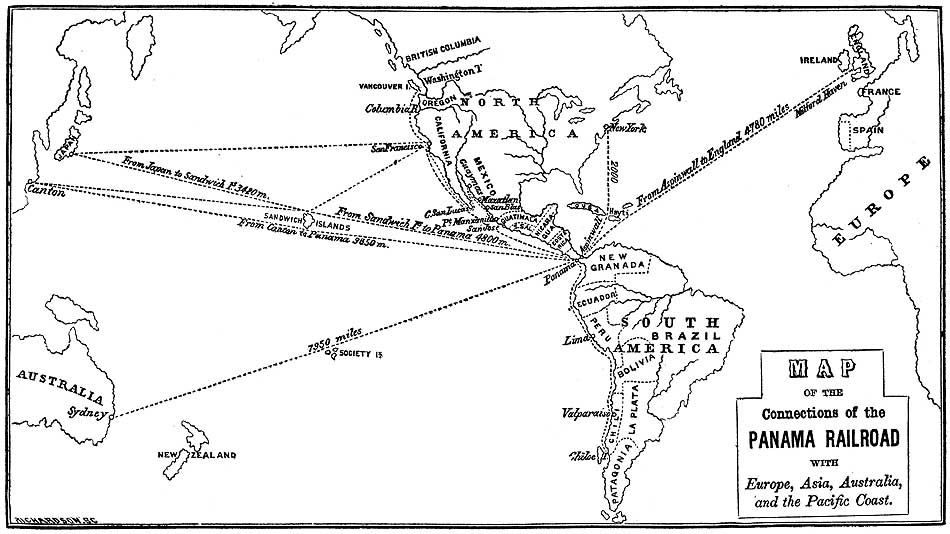
Collegamenti internazionali stabiliti dalla Panama Railway nel 1861

La compagnia di navigazione HAPAG (Hamburg America Line), nata nel 1847 venne fondata da Adolf Godefroy con l'apporto di Ferdinand Laeisz, H. J. Merck, Carl Woermann e August Bolten, lanciò il servizio per il porto di Colón, permettendo in tal modo al caffè di attraversare via treno l'istmo di Panama dopo il completamento del tratto ferroviario nel 1855 e di raggiungere il continente europeo senza l'obbligo di dover doppiare Capo Horn.
La società mercantile tedesca Hockmeyer & Rittscher istituì una succursale in Guatemala nel corso degli anni 1850, organizzando le esportazioni di caffè in direzione di Amburgo. A partire dal 1858 rappresentò la Panama Railway. Solo più tardi le compagnie di navigazione inglesi si lanciarono anch'esse nell'affare. Rieper Augener, "casa di commercio" di Brema, fu l'agente della Norddeutscher Lloyd fondata nel 1857 da Eduard Crüsemann grazie ai finanziamenti di Hermann Heinrich Meier, fondatore a sua volta della nuova borsa valori bremese nel 1861.
Poterono così essere trasportati con facilità migliaia di emigranti da Bremerhaven negli Stati Uniti d'America, caricando poi il tabacco e il cotone statunitense; la società utilizzò una rete di agenti con altre compagnie marittime bremesi; tra queste vi fu la C. Melchers& Co. la quale aprì un ufficio ad Hong Kong nel 1866, divenendo in tal modo il suo agente asiatico.
Nel 1871 11 case commerciali amburghesi fondarono la compagnia di spedizioni Hamburg Süd guidata da Heinrich Amsinck. Tre vapori da 4.000 tonnellate lorde servirono mensilmente oltre al Brasile anche l'Uruguay e l'Argentina. I costi di spedizione inferiori inoltre aumentarono la redditività dei coltivatori della Costa Rica.

La colonizzazione tedesca si rivolse poi alle terre vergini del Guatemala, facilitata dalle lettere di presentazione del proprietario terriero Rodolfo Dieseldorff, installatosi a partire dal 1862 nel Dipartimento di Alta Verapaz e a Quetzaltenango come coltivatore di caffè. Nel 1876 iniziò a costruzione dell'originaria tratta ferroviaria guatemalteca; la prima sezione si collegò nel 1880 a Puerto de San José sulla costa pacifica e a Escuintla, dove il francese Oscar Teil aveva piantato 110.000 alberi di caffè tra il 1856 il 1859. La rete venne estesa a Città del Guatemala nel 1884. Il diplomatico tedesco Von Erckert riferì che il nuovo governo preferiva che, nel pericolo che il capitale nazionale si estinguesse, i centri urbani imprenditoriali tedeschi venissero completati al più presto possibile.

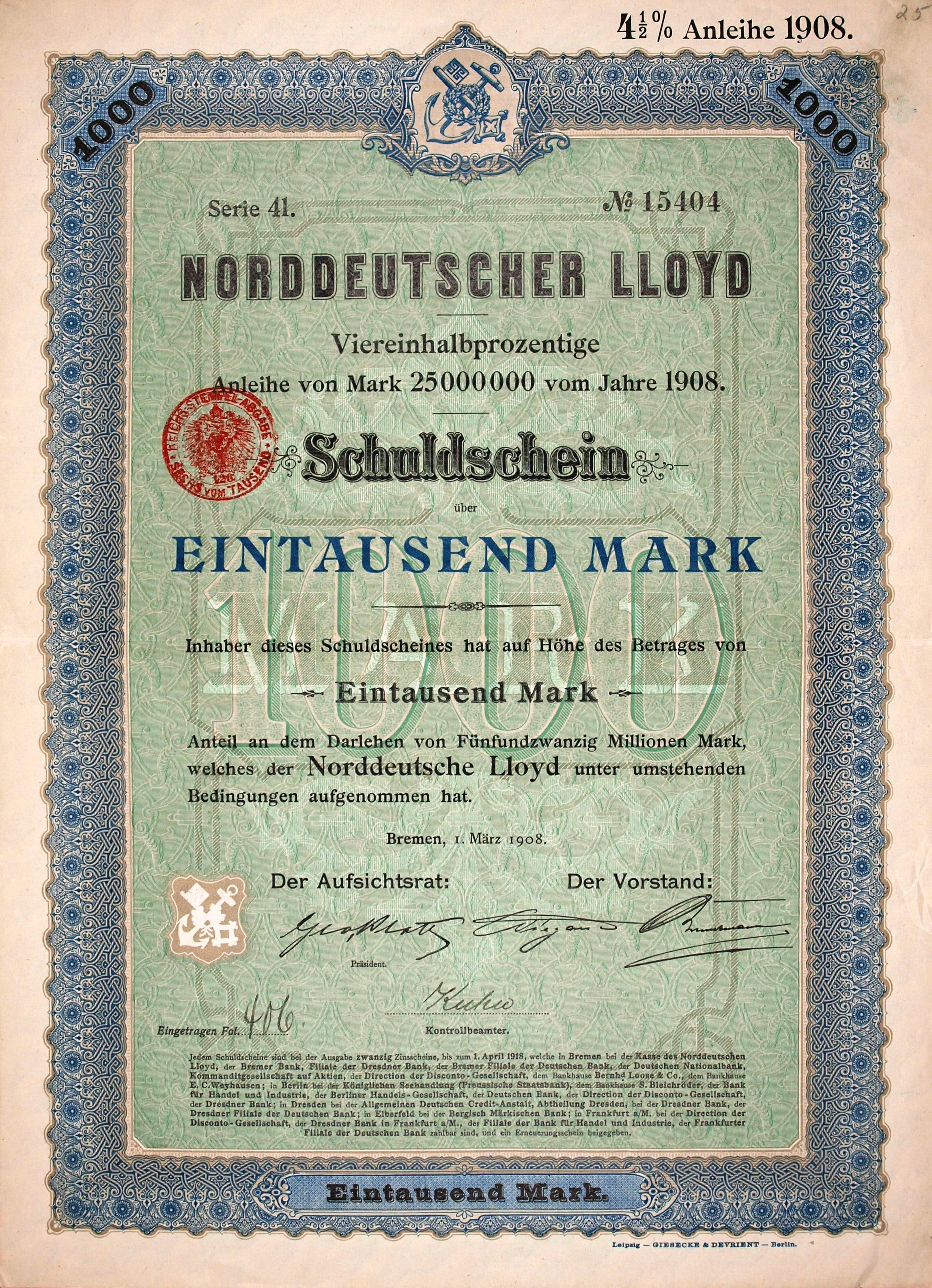
Obbligazione della Norddeutscher Lloyd datato 1º marzo del 1908

Alta Verapaz già nel 1890 ebbe i 2/3 dell'intera produzione di caffè sotto il diretto controllo tedesco. Nel 1900 vi furono 1.000 persone, salite a 3.000 nel 1930, soprattutto a Cobán e nelle vicine zone montuose al confine col Chiapas messicano. Solo a seguito delle forti pressioni esercitate dal governo statunitense la maggior parte dei coloni venne espulsa nel corso degli anni 1940.
In Nicaragua i tedeschi si stabilirono a Matagalpa, Estelí e Jinotega, ove a tutt'oggi esistono ancora molti nicaraguensi d'origini tedesche.

## Redistribuzione della produzione del caffè negli ultimi decenni del secolo
Nel 1867 il tratto ferroviario Colombo-Kandy si spinse fino a Nuwara Eliya da un lato e Matale dall'altro. Ma fu soprattutto l'apertura del canale di Suez a rappresentare un avvenimento fondamentale nella storia della coltivazione del caffè di Ceylon britannico, delle Indie orientali olandesi e di tutta l'area dell'Oceano indiano, con un forte calo dei costi di trasporto.
Il successo del canale di Suez consentì di riprendere la coltivazione nell'area esterna dell'arcipelago costituito dalle Isole Mascarene; il progetto si svolse in 2 fasi: dal 1865 al 1871, quando s'incrementò da 2 a 4.000 ettari e poi dal 1878 al 1881, quando vennero raggiunti i 6.000 ettari coltivabili.
Fino a quel momento la produzione aveva continuato incessantemente a diminuire passando da circa 7.000 piantagioni negli anni 1817-19 a 4.000 nel biennio 1829-30, fino a toccare un fondo con meno di 3.000 nel 1850. Furono coinvolte la concorrenza proveniente da quei paesi in cui lo schiavismo sarebbe stato abolito solo in seguito nonché determinanti fattori botanici: esaurimento del suo, imbastardimento delle specie con conseguente abbassamento di qualità, malattie agricole.
I prezzi del caffè raddoppiarono tra il 1870 e il 1876 passando da 12 a 23 centesimi per kilogrammo, per poi declinare a partire dal 1879 quando il raccolto di Java toccò una vetta storica di 120.000 tonnellate. Già nel 1868 la produzione era temporaneamente diminuita sia nell'America centrale che nel Regno del Brasile, mentre il consumo continuò a progredire fortemente negli Stati Uniti d'America.
Emerse una vasta speculazione intesa a cavalcare l'onda finanziaria; ma un periodo del tutto improvviso di gelate decimò le piantagioni di San Paolo nel 1870. Ciò in contemporanea con l'apparizione della "ruggine del caffè", malattia che un poco alla volta estinse completamente la coltura di Ceylon britannico e i 4/5 della coltivazione nelle Indie orientali olandesi (tra il 1880 e il 1893); questo anche se la resistenza delle piantagioni si trascinò più a lungo del previsto.
Il contesto del prezzi mondiali i quali si mantennero nonostante tutto altamente remunerativi consentì alla produzione di recuperare i danni e riprendere a crescere più del preventivato in tutto il Centroamerica, la Colombia, ma in particolare nell'impero del Brasile in cui si cominciò a sfruttare appieno la ferrovia. Anche le esportazioni di Haiti rimbalzarono a 30.000 tonnellate medie tra il 1824 e il 1880, i 2/3 delle quali vendute nella Terza Repubblica francese.
La speculazione montante fece affondare i prezzi nel 1880, provocando fallimenti a ripetizione tra i professionisti; il caffè fu costretto ad entrare nella sua "fase moderna" tramite i "Futures" (contratti a termine), una qualità d'origine maggiormente codificata, il totale evitamento della monocoltura e la ricerca di nuove specie più resistenti alle infezioni derivate dai funghi.

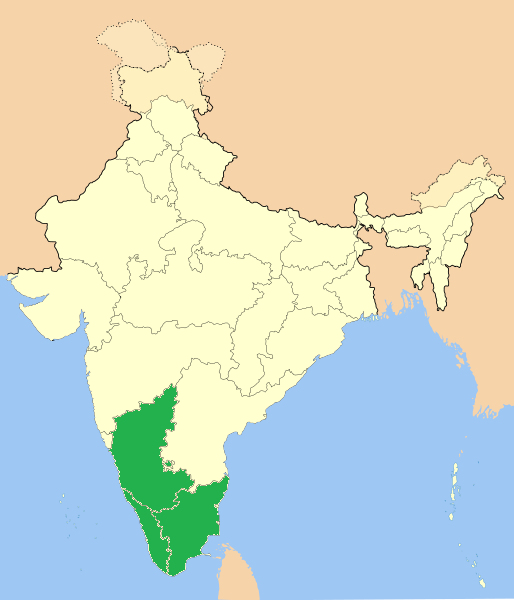
Regioni principali della coltivazione del caffè indiana

### Sviluppo in India
Con solo 355 tonnellate prodotte nel 1866 (a partire dalle 62 del 1857) la coltivazione del caffè nell'impero anglo-indiano crebbe ancora molto timidamente, ma poi cominciò a beneficiare di forti risorse finanziarie - in gran parte europee - da cui trassero il maggior profitto le grandi proprietà costituitesi nel corso degli anni 1850 nell'India meridionale tra le colline del Distretto di Hassan e quelle di Kuder nel Regno di Mysore, con rendimenti alti quasi quanto quelli di Ceylon.
Nel periodo compreso tra il 1870 e il 1875 esse utilizzarono circa 150.000 lavoratori annuali reclutati nelle regioni limitrofe. Durante gli anni 1870 le vendite si piazzarono alla 10ª posizione tra tutte le esportazioni indiane. La raccolta di un'ottima Coffea arabica culminerà a 25.000 tonnellate, metà di quella singalese dello stesso periodo. Come accadde anche a Ceylon il caffè indiano venne gravemente danneggiato dai costi intrapresi nell'intento di combattere la "ruggine del caffè".
Anche per colpa di questo fatto si giungerà alla creazione negli anni 1920 della varietà arabica "Kent", adattata specificamente per il clima indiano molto umido, il che consentirà nel decennio seguente di rimbalzare da 13 a 18.000 tonnellate ripartite essenzialmente in 3 zone: Mysore col 52%, Madras col 24% e Coorg col 22%.
Il subcontinente indiano rimase per lungo tempo un luogo di redistribuzione del mercato; Calcutta riesportò da Ceylon e Giava e Bombay dai carghi provenienti da Mokha. Le piccole regioni tradizionali della coltivazione del caffè, Kerala e Tamil Nadu, vennero rapidamente raggiunte dalle nuove aree impiantate nell'Andhra Pradesh e in Orissa sulla costa orientale del paese; a queste se ne aggiungeranno altre negli Stati di Assam, Manipur, Meghalaya, Mizoram, Tripura, Nagaland e Arunachal Pradesh nell'India nordorientale (conosciuti in lingua inglese col titolo di "Seven Sister").

#### Picco di 50.000 tonnellate a Ceylon nel 1875
La raccolta di Ceylon britannico raggiungerà un massimo di 50.000 tonnellate nella metà degli anni 1870, grazie allo sfruttamento intensivo dell'apertura del Canale di Suez e ad una maggior estensione delle piantagioni nel 1878 con 275.000 acri coltivati; il tè nel frattempo ne occupò solamente 4.700. Il seguito fu un disastro, per colpa del diffondersi della malattia che devastò gli alberi di Coffea mentre i prezzi mondiali in fase di depressione ne minarono la reddittività. La regressione del caffè fu estremamente rapida nel 1880 e non fece che accelerare con la contemporanea crescita delle piantagioni brasiliane: Ceylon pesò in maniera decisiva sul mercato per soli 3 decenni.
La lentezza relativa con la quale la produzione di caffè diminuì a Ceylon viene spiegata dagli investimenti compiuti dai maggiori produttori dell'isola; assieme al costante aumento dei prezzi fino al 1879 e allo spettacolare miglioramento delle reti di trasporto. Rimasero accecati dalla prospettiva di profitto e continuarono a piantare caffè sempre più in nuove aree, sfruttando i margini più elevati. L'aumento dei prezzi fu dovuto innanzitutto alla crescita del mercato statunitense, un nuovo sbocco per Ceylon, oltre che alle coltivazioni giavanesi e brasiliane di qualità deludente.
Alcuni piantatori tuttavia riuscirono a mantenere la lucidità, cominciando a rivolgersi prima alla Cinchona (dalla cui corteccia si estrae il Chinino) e successivamente al cacao e al tè; tra di essi vi fu anche il botanico ed entomologo George Henry Kendrick Thwaites, direttore dell'orto botanico di Peradeniya a Kandy dal 1857 al 1880: egli riferì che il caffè non poteva più avere alcun futuro, ma i suoi avvertimenti rimasero del tutto inascoltati.

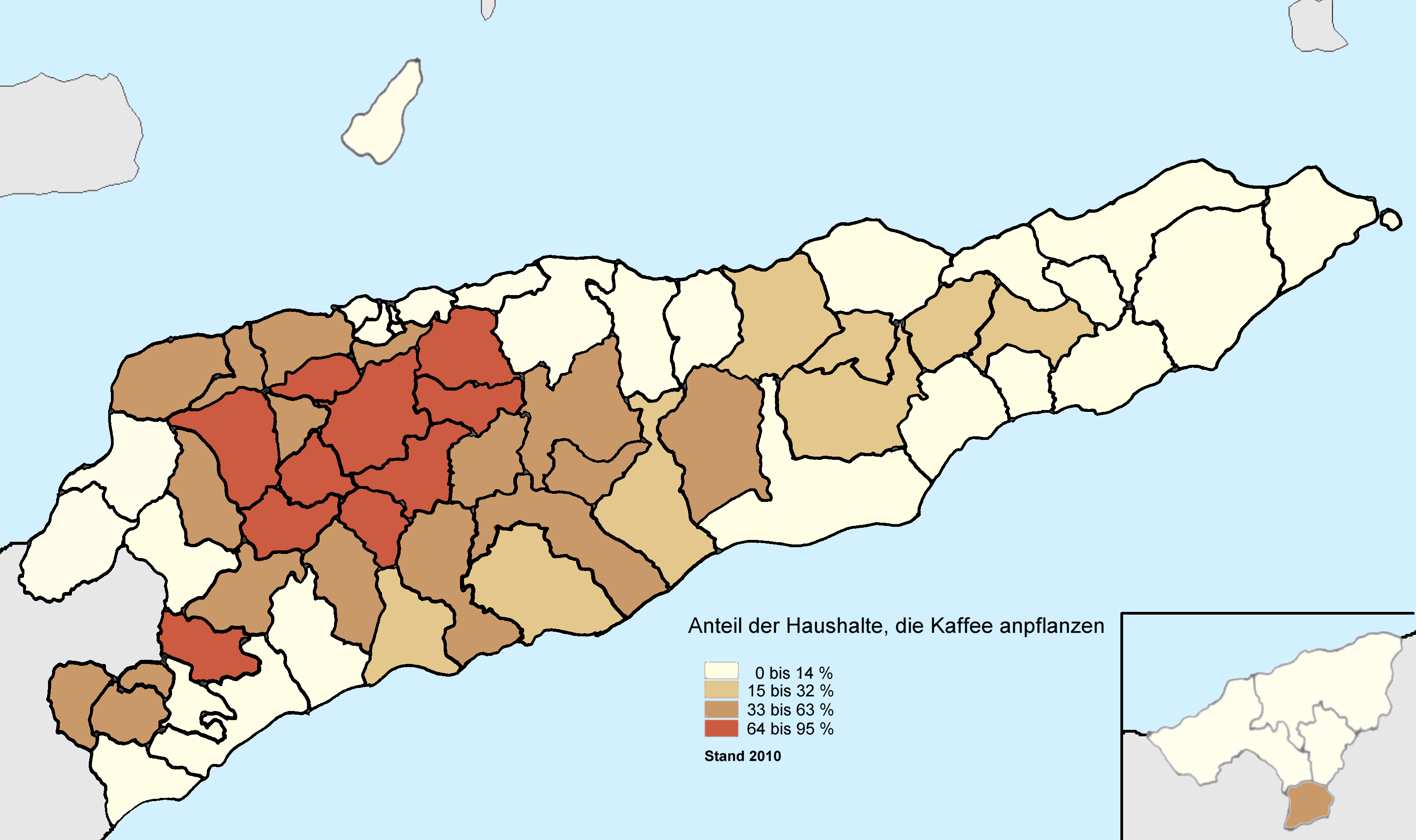
Il caffè a Timor Est

### Nuovi spazi a Bali, Sumatra e Célèbes
A metà degli anni 1870, dopo l'ondata di aumento dei prezzi globali, le aree produttrici di Coffea arabica ampliarono le loro basi a Sumatra settentrionale negli altopiani vicini al Lago Toba nel 1888, come pure a Bali e Celebes ove il caffè iniziò ad essere piantato attorno agli anni 1850; infine anche a Timor Est.
Una tale diversificazione geografica ridusse gli effetti delle crisi produttive causate dalla malattia che decimò le piantagioni e che obbligherà in parte a rimpiazzare l'arabica con la Coffea liberica e successivamente con la Coffea canephora. La produzione delle Indie orientali olandesi in realtà decrebbe solamente nel quinquennio 1885-90, scendendo di 2/3 nel 1887 a 43.000 tonnellate e ancora alla metà del 1893 scese fino a 24.000 tonnellate.

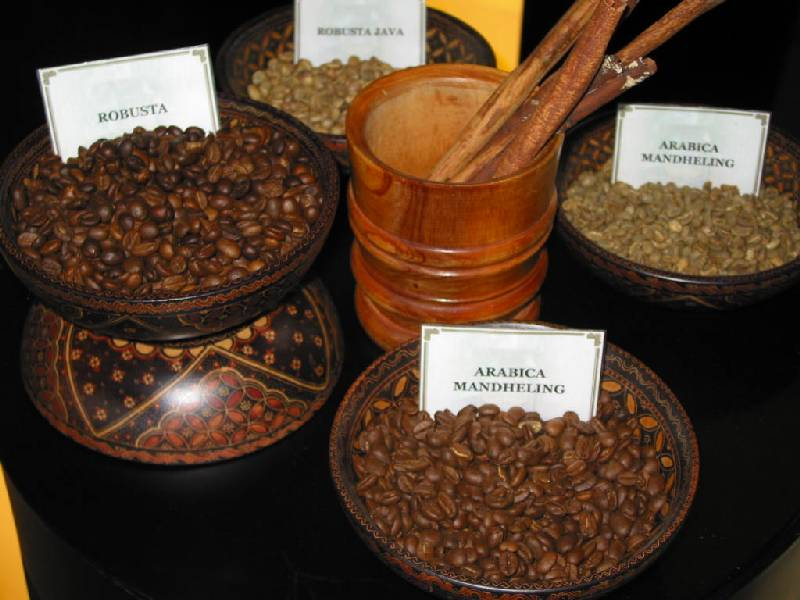
Il kopi luwak in Indonesia

### La "ruggine del caffè" ridisegna la mappa mondiale e le modalità di coltivazione
Tra il 1865 e il 1880 i piantatori singalesi importarono arbusti di Coffea dalla Colonia della Giamaica, dalla Guyana francese, dalla Capitaneria generale di Cuba, dalla Liberia e da Giava utilizzando il metodo del "Wardian Case" (un contenitore protettivo appositamente studiato per facilitare il trasporto e la protezione dei vegetali), una specie di serra portatile inventata da Nathaniel Bagshaw Ward a Londra attorno al 1829 per il trasporto a lunga distanza.
Nel 1866 le piante di caffè selvatiche vennero importate in gran numero dalla Liberia, ove esisteva una malattia parassitaria che era con molte probabilità quella che fece nascere la "ruggine del caffè".

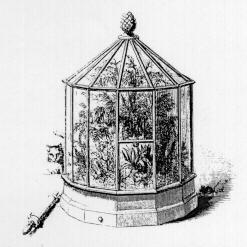
Un "Wardian Case" utilizzato per il trasporto di piante

Le piantagioni cingalesi vennero rapidamente attaccate dalla nuova malattia crittogamica prodotta dai funghi Basidiomycota Hemileia vastatrix e Hemileia coffeicola. Favorito dall'umidità e da una temperatura ottimale compresa tra i 22 e i 24° infettò prima le foglie e quindi portò a perdite di produzione e declino della qualità.
Il problema venne descritto per la prima volta da Berkley e Broom nel novembre del 1869 in Gardeners Chronicle dopo aver effettuato un accurato esame degli alberi singalesi. Tra il 1870 e il 1877 la produzione dell'isola scese di 1/3, mentre l'area coltivata aumentò di 52.000 acri. Nel 1880, per poter dare aiutare gli esperti dell'orto botanico reale di Peradeniya (a Kandy), il giovane botanico inglese Harry Marshall Ward venne inviato sull'isola. Egli condusse diverse serie di studi i quali dimostrarono che la distruzione degli alberi era effettivamente dovuta alla malattia fungina.

Il giornale Tropical Agriculturist fondato nel 1881 propose le domande dei piantatori producendo dibattiti che cominciarono a echeggiare in tutto l'ambiente del settore; alla ricerca di una soluzione veloce si credette di poter riconoscere gli alberi malati ad occhio nudo. Si investì nella cosiddetta "poltiglia bordolese" di Pierre-Marie-Alexis Millardet, già utilizzata per combattere le malattie del vino e della patata.

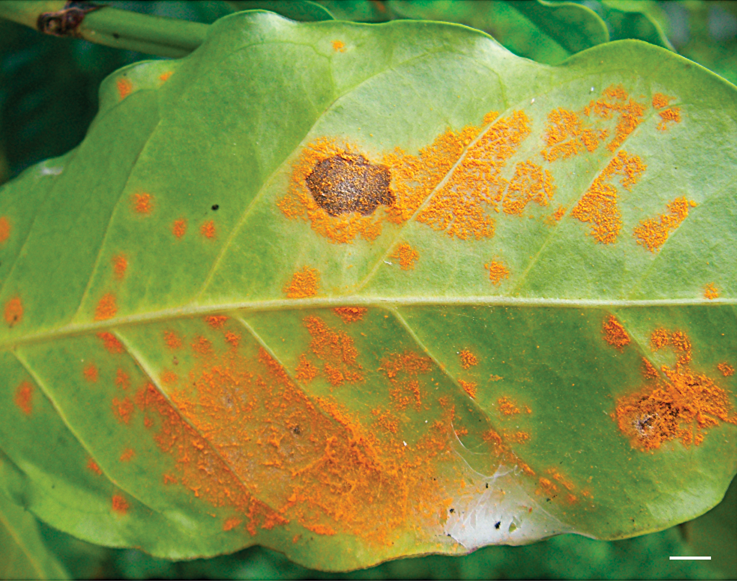
I danni provocati dall'Hemileia vastatrix

Ma nel suo rapporto redatto nel 1882 Ward negò qualsiasi relazione tra la presenza di rigature e strati cerosi sulla superficie delle foglie con l'infezione, che è invece in realtà legata alla presenza di enzimi, tossine e antitossine esistenti sia nel parassita che nell'ospite. La relazione tra la pianta e il proprio parassita durante l'infezione fu il soggetto principe della sua Croonin Lecture nel 1890. Le proposte di Ward furono il passaggio dalla monocultura alla policoltura con l'intento di prevenire la diffusione di spore nel vento e di creare "schermi biologici" diversificando per l'appunto le colture, ma vennero formulate tardivamente: il fungo si era già moltiplicato dappertutto, costringendo l'abbandono delle piantagioni singalesi. Dalla coltura del caffè si ritornò a quella del tè.

#### Diffusione della malattia del caffè in Asia e Oceania
Le piantagioni singalesi contribuirono ampiamente a far diffondere il male. Venne rinvenuto nel 1872 in Madagascar, poi nelle piantagioni di un grande coltivatore a Giava nel 1876 (allora la seconda più grande produttrice del mondo); per essere successivamente rilevata nella Colonia del Natal nel 1878 e nelle isole Figi l'anno seguente. Nel 1903 uno scienziato di Porto Rico richiese ed ottenne facilmente la distruzione dell'intero carico in arrivo da Giava.
Intorno al 1878 le regioni costiere di Giava, divenute oramai troppo esposte e sensibili alla "ruggine" dovettero essere abbandonate. La coltura si diresse verso altre zone dell'arcipelago indonesiano controllato dagli olandesi i quali si resero ben presto conto che le giovani piante installate sulle vecchie terre della monocoltura diventavano particolarmente fragili e vulnerabili alla malattia.

Il calo dei prezzi a livello mondiale aggravò i danni alle piantagioni. La raccolta di Riunione diminuì del 75% nel corso degli anni 1880-90; quella delle Indie orientali spagnole (all'epoca il 4° esportatore mondiale con circa 32.000 tonnellate) venne quasi completamente azzerata tra il 1889 e il 1892. Nelle regioni di Giava Occidentale e Sumatra Meridionale fu sufficiente un'unica stagione per ridurre la produzione del 30 e 50% rispettivamente. La malattia crittogamica colpì di preferenza gli alberi impiantati sotto i 1.400 m e a Giava furono abbandonati tutti quelli situati al di sotto dei 1.000 m.

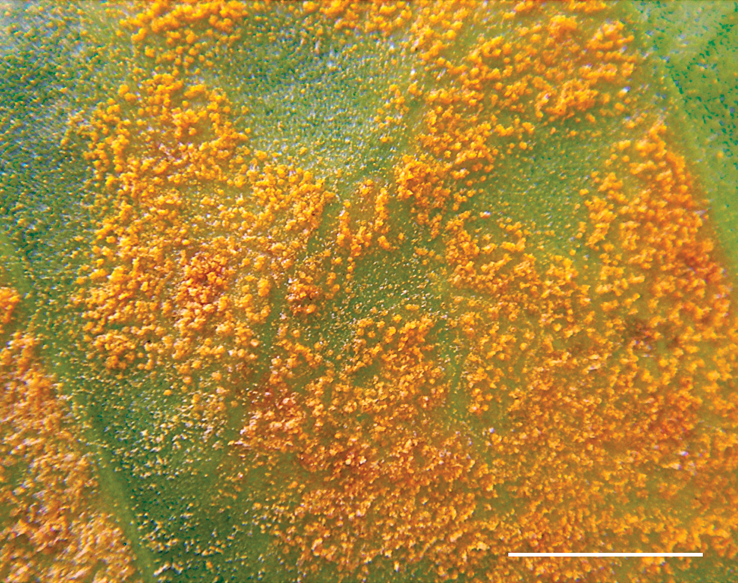
Pustole di Hemileia vastatrix sulla parte inferiore di una foglia

I tentativi di coltivare la Coffea arabica nei territori degli attuali Uganda, nelle regioni meridionali del Kenya e del Lago Tanganica rimasero seriamente compromessi; si decise allora di affrontare la sfida rappresentata dalle pendici del Kilimangiaro e dalle regioni a Nordovest di Nairobi.
In molti luoghi le piantagioni abbandonate dai grandi proprietari europei divennero invece delle occasioni da sfruttare per gli indigeni, che utilizzarono modalità di colture meno estese; questo accadde specialmente in Madagascar e nelle Indie orientali olandesi. Altrove, come ad esempio a Ceylon britannico, si realizzarono al posto del caffè colture di tè o zucchero.
Intorno al 1900 la varietà di Coffea canephora, maggiormente resistente al male, sarà importata nel Congo belga, un po' prima che l'Institut national pour l'étude agronomique du Congo belge riuscisse a sviluppare un processo di selezione della Robusta africana.

### Ruolo dominante del caffè nella regione Paulista in Brasile
Grazie alla strada ferrata la coltura raggiunse poco prima del 1870 le terre rosse e fertili del Nordest dello Stato di San Paolo, nei pressi di Ribeirão Preto, vedendo presto apparire le piantagioni di caffè più vaste e maggiormente produttive al mondo, andando a superare anche quella del vicino Rio de Janeiro nel giro di una decina di anni, caratterizzati da elevati prezzi mondiali. Essa beneficiò della "politica del caffè e latte". Gli enormi raccolti del San Paolo finirono con il destabilizzare del tutto i prezzi globali.

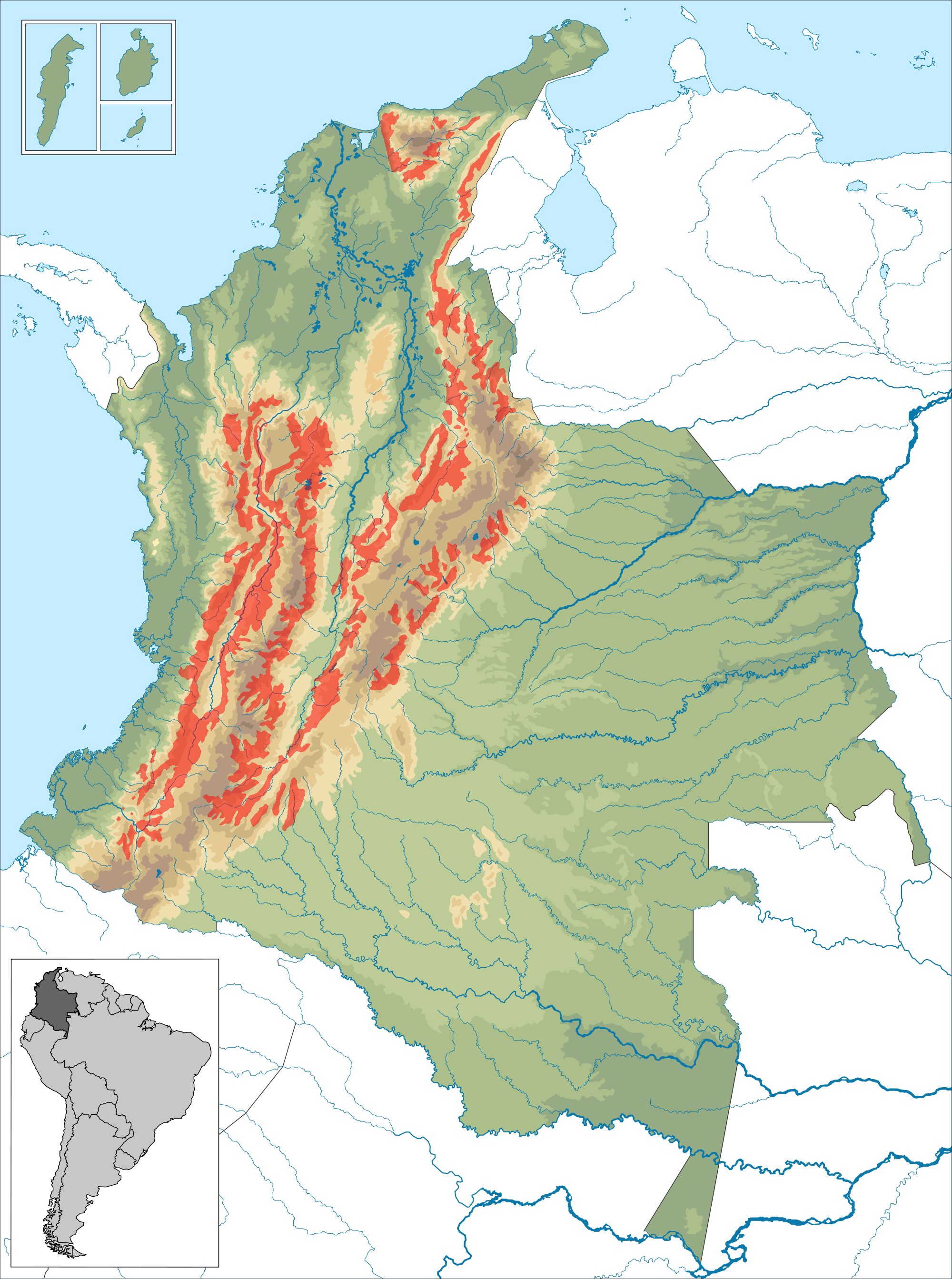
Coltivazione del caffè nella Cordillera Oriental e nella Cordigliera Occidentale in Colombia

### Radicamento del caffè colombiano grazie agli alti prezzi degli anni 1870
Il caffè colombiano fiorì a partire dalla Dipartimento di Santader nel vicino Venezuela, in risposta alla crisi dell'artigianato locale. Si stabilì dapprima nel Dipartimento di Cundinamarca e nel Dipartimento di Tolima verso il 1870 approfittando degli elevati prezzi mondiali.
L'avvio fu tuttavia relativamente lento: Santander continuava a fornire il 90% della produzione nazionale con 10-25.000 tonnellate annue verso il 1875; il caffè rappresentò però solamente il 7% delle esportazioni totali del paese nel corso degli anni 1870, rispetto al 74%. La crescita accelerò quando gli esiliati tornarono nel 1881; questi contribuirono alla colonizzazione delle regioni più fertili del Dipartimento di Antioquia di cui erano originari, utilizzando la loro esperienza tecnica acquisita in Guatemala. Le colture si diffusero gradualmente sulle 3 ramificazioni della Cordigliera delle Ande, a 1.800 m d'altitudine in zone con clima temperato.
Nella Cordillera Central, più precisamente nell'area compresa tra il Sud della Valle d'Aburrá e il Nord del Dipartimento di Valle del Cauca, i terreni più fertili e meno inclini all'erosione rispetto a quelli delle catene montuose occidentali e orientali - in quanto composti da spessi strati di cenere di origini vulcaniche - favorirono la coltivazione del caffè.
La colonizzazione del Dipartimento di Antioquia, iniziata nel 1890, permise al caffè di diventare un importante prodotto d'esportazione lavorato da contadini che ne furono anche i proprietari. Le famiglie riunite nel cartello "Ospina, Vasquez e Jaramillo" guidata da Julián Vásquez Calle dovettero mettersi in salvo in Guatemala dopo lo scoppio della guerra civile colombiana del 1860-62, lasciando tutto nelle mani di Mariano Ospina Rodríguez.

Installatesi nella municipalità messicana di Cuajinicuilapa prima e a Flores Costa Cuca poi acquisirono la proprietà "Las Mercedes", prima operazione guatemalteca a scala nazionale sotto la direzione di Leon Ospina Rodríguez. Riuscirono ad ottenere il permesso governativo per poter far costruire una propria strada volta ad evitare la deviazione per Retalhuleu, che allungavano il trasporto con i muli da 39 a 66 km. Prima di vendere nel 1881 e ritornare in patria importarono macchinari inglesi innovativi.

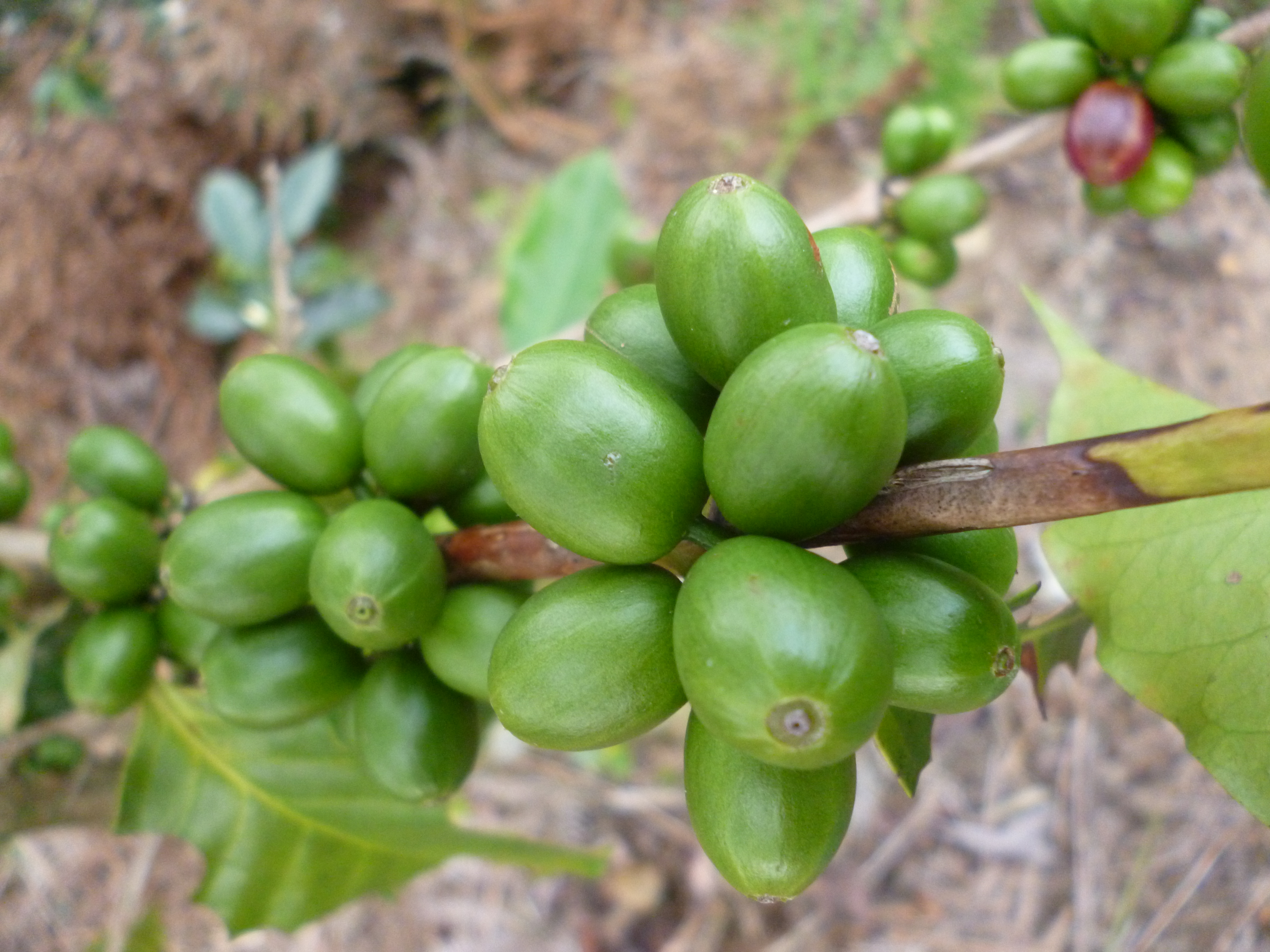
Frutti di Coffea arabica a San Roque (Colombia)

L'azienda aveva 6 piantagioni. Ospina Rodríguez e Eduardo Vásquez svilupparono la coltivazione ad Antiouqia, ove si crearono i più vasti appezzamenti, e risultarono tra i più attivi nella fondazione della prima Federación Nacional de Cafeteros de Colombia. Tra il 1888 e il 1896 piantarono più di mezzo milione di alberi a Fredonia, Amagá e a Titiribí.
Dal 1875 il caffè colombiano attraversò una grave crisi, che si mutò in catastrofe a partire dal 1890: i prezzi mondiali crollarono e le guerre civili d'inizio "Regeneración" devastarono le regioni produttrici, interrompendo l'opera delle grandi "haciendas", le quali fornivano la gran parte del prodotto.

### Coltivazione del caffè tedesca in Guatemala, Messico

#### Espropriazione delle comunità indigene
Dopo aver partecipato ad un tentativo di colpo di Stato nel 1871, il generale Justo Rufino Barrios Auyón venne eletto presidente del Guatemala nel 1873; fece attuare un cospicuo piano di privatizzazione delle terre: gli immigrati tedeschi ne risultarono i grandi vincitori, tutto a scapito della formazione di una borghesia nazionale; nel 1885 controllavano l'83,5% del commercio d'importazione e nel Dipartimento di Alta Verapaz già nel 1890 i 2/3 dell'intera produzione di caffè erano in mano tedesca. La somma totale fu di 370.000 ettari tra il 1871 e il 1883 ubicati nelle zone maggiormente fertili, innanzitutto a Flores Costa Cuca, che aveva fino ad allora servito ai Maya per la propria agricoltura di sussistenza. La produzione di caffè guatemalteco raggiungerà le 24.000 tonnellate nel 1891: "l'integrazione definitiva dell'America centrale nell'economia di mercato mondiale" si basò quindi sull'esportazione di caffè su vasta scala secondo l'esperto in sociologia Edelberto Torres Rivas.
Ad El Salvador le legislazioni del 1881-82 abolirono il sistema indigeno delle terre comunitarie, accusato di "impedire lo sviluppo agricolo" e di "indebolire i legami familiari e l'autonomia degli individui". Anche il presidente del Nicaragua José Santos Zelaya privatizzò buona parte delle terre fino a quel momento assegnate alle popolazioni dei nativi americani, con le forze militari e poliziesche poste al servizio dei proprietari terrieri e dei governi locali. Il processo si rivelò più centralizzato rispetto a El Salvador e le imprese private, piccole e medie, prima del boom del caffè, riuscirono almeno parzialmente a sopravvivere. Tuttavia lo sviluppo della coltivazione del caffè rimase limitata in Nicaragua.
Nel frattempo la privatizzazione guatemalteca accelerò tra il 1896 e il 1918. Nei 7 dipartimenti con maggior popolazione indigena, il 45% dei rivenditori di lotti terrieri furono di origine europea ed approfittarono ampiamente dei massicci investimenti nati dalle prime colture, così come fecero anche i commercianti, i venditori di liquore e i fornitori di manodopera. Già la riforma del 1873 aveva reso il caffè il prodotto principale, approccio questo ribadito anche attraverso la creazione del "Banco de Occidente" nel 1881. Le proprietà comunali e municipali poco per volta finirono con l'essere del tutto destrutturate e scomparvero.

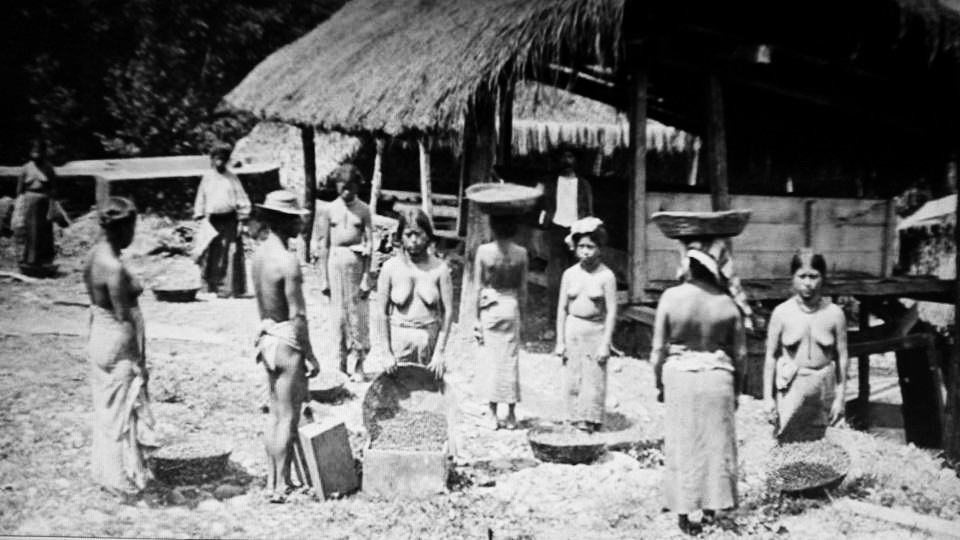
Lavoro forzato stagionale tra i nativi americani del Guatemala nel 1875

Il Ley de Jornaleros, promulgato definitivamente nel 1877, istituì il lavoro forzato gratuito. Esso costrinse i lavoratori rurali a portare con sé un documento contenente gli obblighi del loro contratto di lavoro e si distinsero principalmente in tre categorie: i lavoratori residenti, quelli stagionali ed infine gli operatori agricoli liberi (quest'ultima rimase più che altro a livello prettamente teorico).
Un decreto prescrisse la "trasmissione ereditaria dei debiti", gonfiata da varie pratiche relative quali il cibo acquistato giornalmente presso il negozio della piantagione, la paga anticipata e la gestione dei conti. Nella pratica il sistema permise di adibire gli indigeni a "servi della gleba", secondo l'istituzione coloniale del "mandamiento" la quale diede il potere di reclutare forzosamente all'interno di ogni comunità nativa squadre di 30 o 60 lavoratori. Venne inoltre usata la forza militare - costituita dall'esercito e dalla milizia privata dei piantatori - nelle comunità dell'Altiplano. Questa violenza "stagionale" interessò decine di migliaia di uomini, donne e bambini e condusse alla migrazione permanente d'interi villaggi verso le piantagioni di caffè del versante Pacifico.
A Salvador, più densamente popolata, s'installò una "repubblica del caffè" la quale promosse gli interessi dei proprietari terrieri e l'oligarchia delle cosiddette "14 famiglie". La completa privatizzazione delle terre trasformò la gran parte dei contadini salvadoregni in potenziali lavoratori giornalieri; stabilito quale dovesse essere il villaggio interessato dai funzionari, polizia rurale ed esercito assicurarono la loro effettiva presenza nelle piantagioni col pretesto di prevenire invasioni di terre e di vietare il vagabondaggio.
Nella sua costante preoccupazione di modernizzazione la seconda generazione liberale guatemalteca promosse progetti d'immigrazione sia nel 1868 che nel 1877. Nel Dipartimento di Alta Verapaz nel 1890 i tedeschi inglobarono sotto il loro controllo i 2/3 della coltivazione del caffè nazionale. Lo storico e economista Julio Castellanos Cambranes ha definito il concetto di "Stato oligarchico basato sul caffè": negozianti e coltivatori, proprietari terrieri, commercianti e ufficiali pubblici vollero riorganizzare il paese attraverso la promozione di una rapida modernità sottomessa ai loro precisi interessi.
In un primo momento si scontrarono contro gli ostacoli posti dalle rivalità e le tensioni esistenti tra la vecchia oligarchia creola della capitale e l'élite provinciale di Los Altos (a Quetzaltenango) dall'altra. La popolazione indigena riuscì a difendere a fatica la proprietà comunitaria della terra e a conservare aree di memoria e/o cultura popolare; questo almeno fino ai primi anni 1870, quando la nuova élite provinciale risultò essere necessaria al governo centrale; in un'alleanza con gli ex rivali svilupparono tutta una serie di progetti di "civilizzazione" per disciplinare gli indigeni. Scritti, lettere, racconti, rapporti di ricerca e memorie di viaggiatori ed esploratori, d'immigrati europei ed investitori (soprattutto tedeschi) giunti in Guatemala tra il 1860 e il 1920, esprimono "un forte sentimento di disprezzo nei confronti della popolazione nativa, considerata indolente e del tutto incapace di sfruttare al massimo livello possibile le risorse naturali di cui dispone".
Servire militarmente nelle zone del caffè diede libero accesso a posizioni più alte nel governo regionale e nazionale, oltre che alla terra per la creazione di nuove aziende. I soldati e le milizie locali monitorarono l'analisi e l'assegnazione dei terreni, frenando e reprimendo le rivolte sobillate dagli indigeni. Gli alti ufficiali assieme alle loro famiglie divennero proprietari di vasti appezzamenti ad Alta Verapaz e a Boca Costa, nel Dipartimento di Suchitepéquez e a Quetzaltenango (al tempo la seconda città guatemalteca per dimensioni), le cui economie crebbero con la creazione della ferrovia a San Marcos.

#### Insediamenti tedeschi a Soconusco, nel Sudovest messicano
Sotto l'impulso delle grandi piantagioni tedesche la coltivazione del caffè si diffuse negli anni 1880 dalla costa Nordoccidentale del Guatemala presso Soconusco, nel Sudovest del vicino Messico. L'élite della regione rimase però legata allo Stato confinante e la popolazione espresse il suo desiderio d'integrarsi con la società guatemalteca durante i conflitti che condussero ai negoziati del 1877-79 i quali formalizzarono infine nel 1882 un trattato il quale determinò il Confine Guatemala-Messico; esso concesse alla nazione messicana la maggior parte del territorio conteso.

Il Chiapas messicano al confine guatemalteco; il Soconusco è la sua propaggine Sudovest sulla costa pacifica

Nel 1847 il veneziano Geronimo Manchinelli introdusse il caffè nella parte messicana di Soconusco a Tuxtla Chico, seppur su scala modesta; verrà seguito dal diplomatico e ministro Matías Romero Avendaño, ritiratosi in Chiapas nel maggio del 1872 per dedicarsi alla coltivazione del caffè sulla quale scrisse anche una monografia.
I tedeschi giunsero a Soconusco tra gli anni 1870 e 1880 direttamente dall'impero tedesco o provenendo dal Guatemala, dove già possedevano delle "Finca" (aziende agricole); investirono capitali e tecnologie e finirono con il controllare il mercato delle esportazioni. Le società commerciali di Amburgo, Brema e Lubecca intanto cercarono di accrescere il proprio peso finanziario monopolizzando l'approvvigionamento europeo di caffè; tra questi imprenditori emigrati si segnalarono i Nöttebohm di Königsberg, gli Schröder di Amburgo, i Melchers di Brema, i Wölhler Bartning stabilitisi a Mazatlán, mentre i fratelli Oetling risiedettero a Manzanillo.
I tedeschi lavorarono e s'impegnarono diligentemente per riuscire ad acquistare grandi proprietà. L'autocrate Porfirio Díaz assunse il potere nel 1876 istituendo immediatamente il "Porfiriato" con l'intento precipuo di fare del Messico un paese "sviluppato" sulla linea data dal modello del capitalismo occidentale; schiacciò innanzitutto con estrema brutalità le rivolte contadine e indigene.
Sui fianchi estremamente fertili dello stratovulcano Tacaná, il 3° più alto di tutta l'America centrale posto a 4.061 m sul confine guatemalteco, i tedeschi operarono il dissodamento del terreno boschivo piantandovi il caffè ed utilizzando a tale scopo una forza lavoro prevalentemente nativa, ma composta anche di Nanakas trasferiti dalle isole dell'Oceano Pacifico.
Nel 1890 Díaz e Otto von Bismarck collaborarono per inviare 450 famiglie tedesche a Soconusco, nei pressi di Tapachula. Le principali aziende agricole vennero costruite nella giungla dei "Chapaneca" e presero nomi tedeschi quali "Amburgo, Brema, Lubecca, Agrovia, Bismarck, La Prussia e Hannover". Anche svariati messicani, statunitensi e giapponesi crearono le proprie coltivazioni nelle parti più alte, fino a 1.800 m di altitudine, laddove invece il cacao poteva essere impiantato solo tra i 200 e i 500 m.
Tra il 1895 e il 1900 11.500 tonnellate di caffè furono raccolte nel Soconusco; tra il 1890 e il 1910 la regione divenne quindi la più grande produttrice messicana. Essa si amplierò poi verso le montagne di Veracruz sulla costa del Golfo del Messico e della foresta abitata dai Lacandón. Uno dei primi 2 snodi ferroviari del Chiapas ad inizio secolo seguì la costa pacifica, ma il tonnellaggio rimase limitato a causa della vetustà dei traballanti ponti di legno che attraversavano i corsi d'acqua.

### Africa orientale tedesca, paradiso perduto dei botanici
Otto von Bismarck convocò la Conferenza di Berlino il 14 novembre del 1884 per porsi in una posizione di intermediazione nelle rivalità esistenti tra francesi, belgi e portoghesi sulla parte meridionale del bacino del fiume Congo. Il 28 marzo del 1884 l'esploratore Carl Peters fondò a Berlino assieme a Friedrich Lange, editore del giornale Tägliche Rundschau, la "Società coloniale tedesca" e il 2 aprile dell'anno seguente - con il diretto appoggio di Bismarck - la "Compagnia tedesca dell'Africa orientale". Nell'autunno del 1884 firmò i primi accordi con i leader tribali, prima di far ritorno nella capitale il 5 febbraio per assistere alla conclusione della "Conferenza" la quale pose i territori sotto protettorato tedesco.
Nello stesso lasso di tempo il giornale di agronomia Der Tropenpflanzer venne fondato da Otto Warburg, un esperto di botanica di Amburgo appena tornato dai suoi viaggi nella Malesia britannica del 1885-89. Numerosi altri ricercatori contribuirono al giornale; tra di loro vi furono anche Albrecht Zimmerman e Franz Stuhlmann, in stretti rapporti con la società commerciale amburghee "Hansing & Co" già presente sulle coste dell'Africa orientale tedesca; essi avevano già intrapreso viaggi di studio tra il 1858 e il 1865 sia nelle Filippine spagnole che nelle Indie orientali olandesi. Grazie al sostegno finanziario ricevuto dall'Accademia delle scienze di Berlino si diressero alla volta dell'Africa orientale nel febbraio del 1888.
Gli scienziati studiarono il Java nel tentativo di farlo acclimatare in posizioni strategiche; questo avvenne in special modo a Bujumbura, zona calda, umida e paludosa a Nord del Tanganika, dove vollero implementare una grande stazione di ricerca botanica, il futuro "Istituto di ricerca botanica Amani" lanciato nel 1901. Engler, leader del progetto, convinto del grande potenziale agricolo rappresentato dai monti Usambara, s'immerse completamente nell'idea a partire dai primi anni 1890.

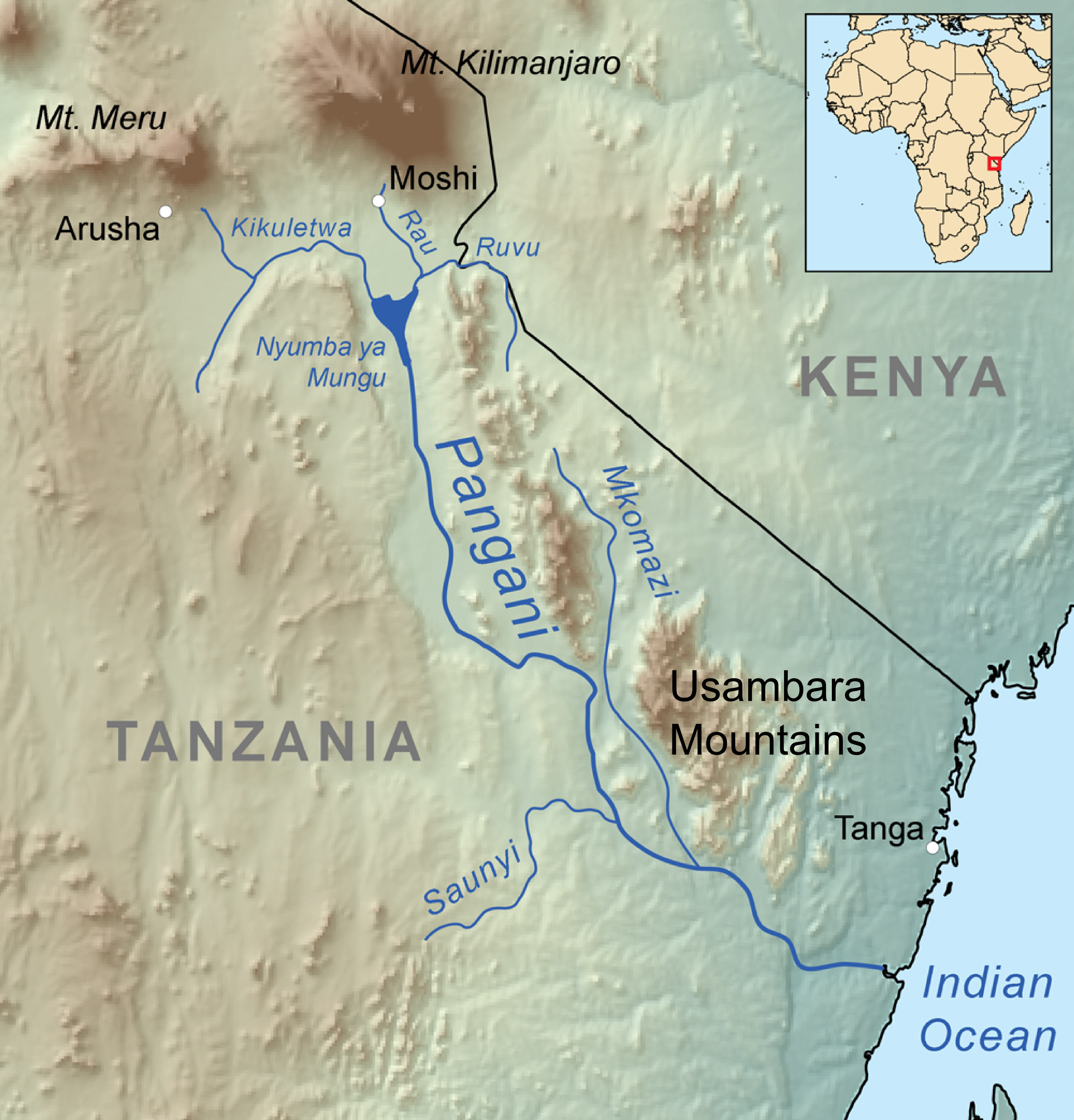
Localizzazione dei Monti Usambara, la zona inizialmente prescelta per sviluppare la coltivazione del caffè nell'Africa orientale tedesca

Dal 1892 fu effettuato un massiccio dissodamento per potervi impiantare le colture. Molto rapidamente emersero però seri conflitti d'interesse tra gli investitori, i quali desiderarono una redditività rapida, e gli scienziati, che invece spingevano per un centro di ricerche. Il loro sogno era quello di arrivare a disegnare una mappa completa di tutte le specie vegetali presenti nel territorio, con i più alti livelli di biodiversità possibile, studiandone il loro potenziale nel punto d'intersezione tra economia, geografia ed agronomia.
A partire dal 1890 il mondo coloniale tedesco reclamò a gran voce il collegamento tra l'Oceano indiano e la regione dei tre grandi laghi (Lago Vittoria, Tanganika e Nyassa-odierno Lago Malawi), per il quale vennero presentati 3 progetti. La legge del 17 aprile del 1886 pose le colonie sotto la diretta autorità dell'imperatore di Germania e del Cancelliere del Reich, mentre quella del 30 aprile del 1892 richiese il consenso del Reichstag per qualsiasi misura coloniale che avrebbe avuto un impatto sul bilancio dello Stato; divenne quindi necessario accordare la garanzia di interessi senza la quale il capitale tedesco non si sarebbe impegnato.
La ferrovia che avrebbe dovuto collegare Tanga al lago Vittoria, destinata a servire la regione di Usambara, venne giudicata assai favorevolmente e propizia alla colonizzazione europea; i lavori iniziarono nel 1892 grazie a una compagnia privata la quale impiegò 10 anni per aprire la prima linea.
Nel 1899 le piantagioni montuose di Usambara contavano già 60,4 ettari coltivati a caffè, ma un anno dopo l'apertura dell'"Istituto" si ritrovarono con centinaia di migliaia di alberi malati; si ipotizzò un'eccessiva acidità del suolo. Il prezzo del caffè diminuì di 3/4, passando da 175 marchi per 200 kg a 54. Nel 1903 Engler constatò il saldo negativo tra l'imperativo alla redditività e l'acidità del suolo e ordinò l'interruzione dei disboscamenti. Il bilancio del 1903 stimò i bilanci a metà dei costi d'esercizio della ferrovia, ma si decise ugualmente la sua estensione per altri 132 km; nel contempo il Reichstag accordò una prima rendita annuale di 1 milione di marchi.
Dal momento che la foresta si rivelò molto spessa e difficile da penetrare ancora nel 1906 ne erano stati rimossi solamente 2.000 ettari tutt'attorno agli Usambara. Le nuove piantagioni attirarono gli immigrati, che si misero al lavoro su terreni di 100 ettari nella gran parte sul lato Ovest; ma il caffè crebbe fragile e cedette molto presto a parassiti e malattie, costringendo Engler a richiedere l'immediata cessazione dell'intera coltivazione. I terreni vulcanici del Kilimangiaro e del Monte Meru si riveleranno più adatti all'impianto del caffè rispetto ai suoli acidi degli Usambara.

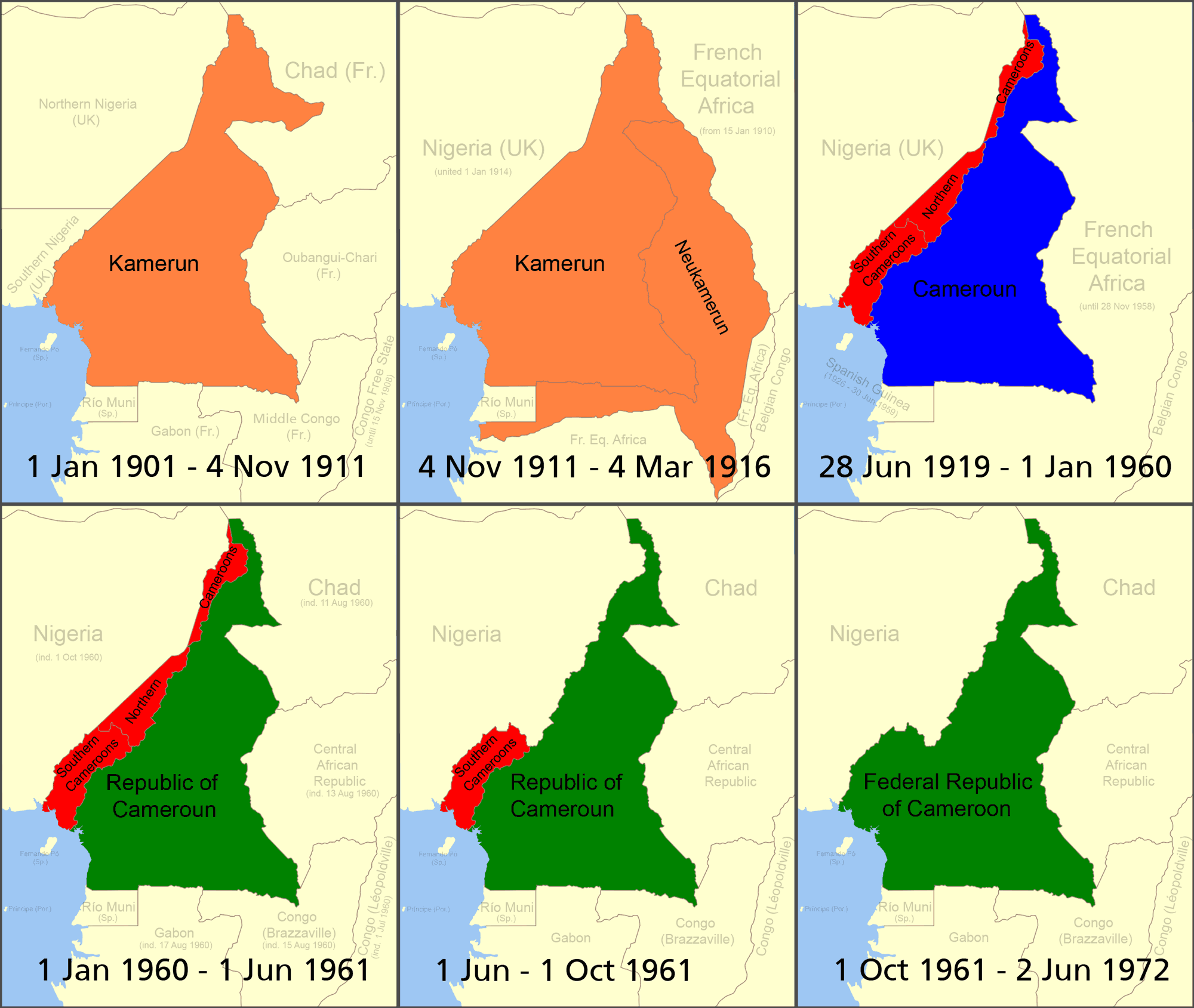
Evoluzione del dominio coloniale sul Camerun tra il 1901 e il 1972
Camerun tedesco
Camerun britannico
Camerun francese
Repubblica del Camerun

     Camerun tedesco
     Camerun britannico
     Camerun francese
     Repubblica del Camerun

#### Avvio della produzione in Togo e Camerun
I primi commercianti tedeschi giunsero nel futuro Camerun tedesco nel 1868. Gustave Nachtigal venne inviato a negoziare e il 14 luglio del 1884 il Kamerun divenne una colonia dell'impero tedesco; gli occidentali si stabilirono inizialmente a Douala e a Buéa, cittadine dal clima più mite. A Douala la popolazione di oppose senza alcun successo all'esproprio delle loro terre ancestrali.
Il decollo della coltivazione caffeicola fu lenta e i suoi primi risultati all'inizio del XX secolo testimoniano le molte difficoltà sopravvenute. Venne inserita all'interno di un insieme di colture tropicali tra cui cacao, banana, caucciù e olio di palma e rimase molto diversificata; mentre sulle terre di Togoland continuò ad essere decisamente privilegiato il cacao.
Il protettorato tedesco si estendeva dal Lago Ciad fino alle sponde del Sangha a Sudest. I tedeschi svilupparono per la prima volta colture d'esportazione su vaste piantagioni poste sui fianchi del Monte Camerun, creando infrastrutture portuali e ferroviarie; fecero anche volentieri ricorso al lavoro forzato e alla deportazione nei centri agricoli.
La coltura caffeicola del periodo coloniale tedesco, fino alla perdita di tutte le colonie dopo il 1919, si espanse fino a toccare le zone di Limbe, Ebolowa, Nkongsamba e successivamente Yokadouma, Abong-Mbang, Doumé, Lomié e Akonolinga poste tutte a meridione.

### Crisi del 1880 e l'avvento dei futures
Ispirata dalla malattia del caffè la speculazione sull'aumento dei prezzi della Coffea arabica negli anni 1870 venne condotta principalmente negli Stati Uniti d'America dalla cosiddetta "Trinità" dei grossi commercianti: il giovane O. G. Kimball di Boston insieme a Benjamin Green Arnold (il primo "re del caffè"), e Bowie Dash (della "Scott & Meiser") di New York. Tennero sotto stretto controllo le scorte per soffocare i concorrenti; tutti e 3 mantennero artificialmente il prezzo del Java, che alla fine venne spazzato via dal dilagare del caffè brasiliano nel mercato globale. Tentarono di controllare maldestramente l'offerta latinoamericana, ma rimasero colti di sorpresa dalla portata delle sue dimensioni.
Le loro operazioni iniziarono nel 1869, quando Arnold divenne milionario grazie ai suoi cospicui acquisti di Java. Conservò le scorte nonostante il raddoppio dei prezzi, speculando sulla diminuzione dei raccolti causata dalla "ruggine del caffè", rilevata Giava nel 1876 quand'era ancora la 2° produttrice mondiale. Nel 1878 le regioni costiere dell'isola, divenute molto sensibili alla malattia, dovettero essere abbandonate. Ma la produzione con cadde a picco immediatamente: nella seconda metà degli anni 1870 le piantagioni si trasferirono verso Sumatra Settentrionale, Bali, Celebes e Timor Est. I raccolti delle Indie orientali olandesi non precipitarono davvero almeno fino al 1885-90.
Per quanto riguarda Ceylon britannico le statistiche sull'esportazione mostrano che la produzione delle piccole aziende detenute dalle popolazioni locali crollò rapidamente dopo la prima apparizione della "ruggine" nel 1869, mentre la produzione totale raggiunse nonostante ciò un suo picco massimo nel 1875 e non scese irreversibilmente se non a partire dal 1881.

Allo stesso tempo gli alberi piantati nel regno del Brasile e nelle "Indie olandesi", per approfittare dei prezzi elevati del 1876, cominciarono ad essere coltivati massicciamente con l'effetto d'inondare il mercato. Nei primi 11 mesi del 1880 i prezzi continuarono invece a diminuire rifiutandosi di rimbalzare, passando a New York da 24 a 16 centesimi per libbra. Il 27 ottobre l'agenzia di commercio Risley, attiva da 30 anni, entrò in bancarotta con un buco di 400.000 dollari; il 14 dicembre Kimball morì improvvisamente dopo una partita di carte, un fatto questo che disintegrò la sua società e mise in estrema difficoltà i creditori e i soci

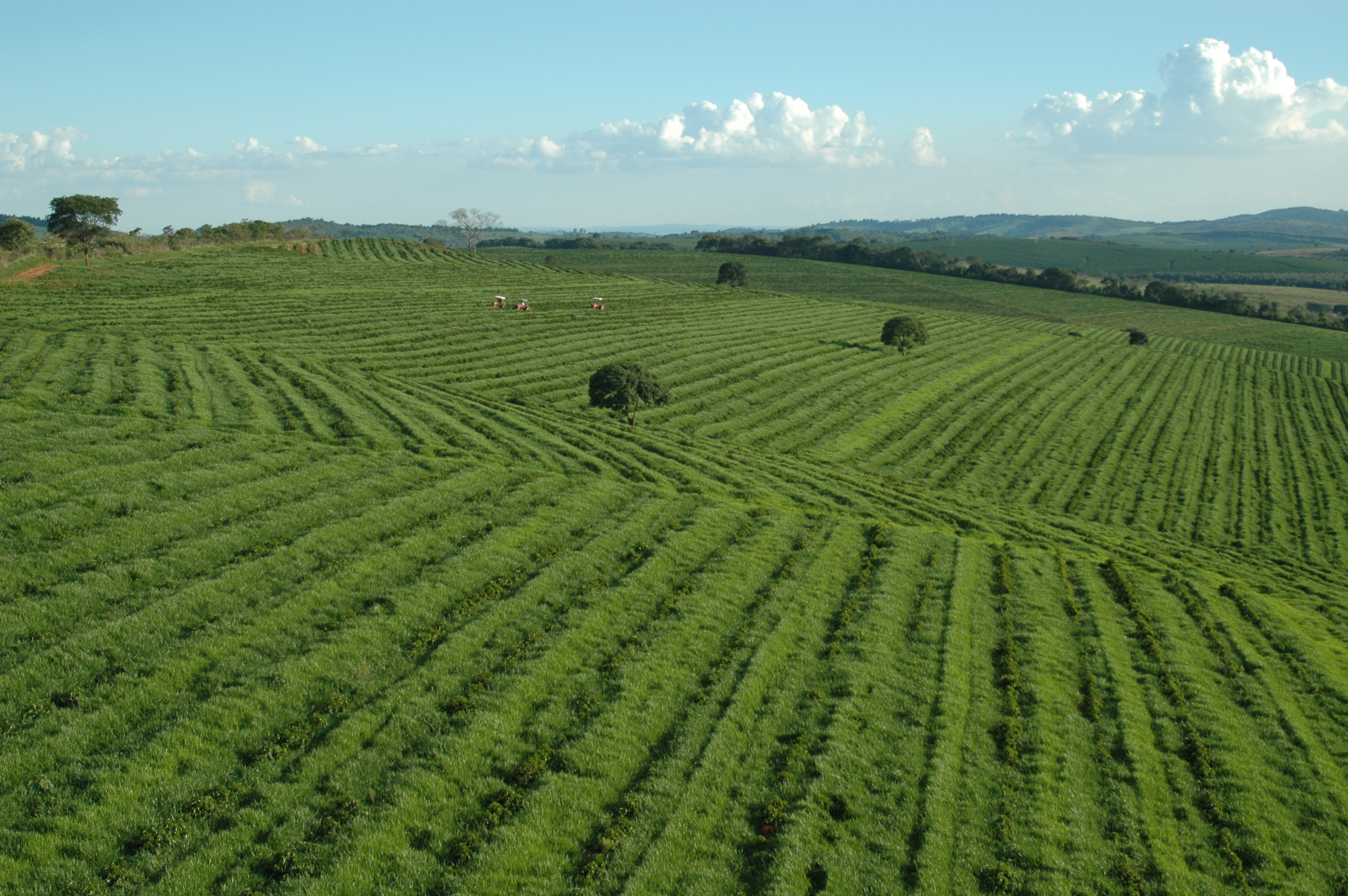
Piantagione a Santo Antônio do Amparo nel Minas Gerais

The New York Times l'8 dicembre constatò il moltiplicarsi dei fallimenti, "mettendo in congelatore" i creditori per lungo tempo. Si venne a scoprire che Arnold aveva 2,1 milioni di debiti e che i suoi beni ed attività si erano dimezzati.
Molti dei commercianti fallimentari crearono i primi Futures (mercati con contratto a termine) del caffè per impedire agli speculatori di strangolare il mercato; la New York Coffee Sugar and Cocoa Exchange (oggi New York Board of Trade) partì il 7 marzo del 1882. Benjamin Green Arnold ospitò le riunioni nei propri uffici newyorkesi e ne divenne il primo presidente; vennero definiti 9 tipi di Coffea arabica provenienti da tutto il mondo, classificati e riconosciuti purché se ne disponesse di quantità sufficienti. Il 9º tipo venne scartato mentre il 7° trattenuto in "future".
Occorreranno invece altri 50 anni per poter creare la prima "future" sulla Coffea canephora, lanciata a Le Havre negli anni 1930. Nel 1928 si darà il via ad un accordo contrattuale sul 100% del 4º tipo di Santos, sulla base di tutto il "melange viennese"; preceduto nel 1886 da un contratto che distinse 18 differenti tipi di "arabica". L'istituzione della "future" generò una rigorosa classificazione, con controlli di cassa e qualità, una piattaforma per la raccolta e la diffusione d'informazioni oltre che le opportunità di coprire i finanziariamente i professionisti del settore.
Inoltre i cavi, la nascente telefonia e i collegamenti transoceanici veloci ridussero le possibilità di manipolazione del mercato: i prezzi iniziarono così a riflettere lo stato effettivo dei raccolti in corso confrontandoli con le scorte dei paesi consumatori. Il brasiliano Jornal do Commercio ricevette i servizi dell'alleanza Havas-Reuters con notizie sui prezzi ad Anversa e sul mercato degli scambi europei. Nella primavera del 1888 la raccolta risultò minore del previsto, con conseguente fallimento dei commercianti europei.
La creazione di un mercato equivalente alla camera di commercio di Le Havre venne inaugurato il 25 agosto seguente. Esso istituzionalizzò un accesso più diretto alle informazioni tra le piantagioni e l'Europa, approfittando del cavo sottomarino transoceanico che collegò Londra a Recife dal 1874. Una "cassa di liquidazione d'affari e mercantile" fu il fondo responsabile per la compensazione tra acquirenti e venditori di Le Havre con i clienti internazionali.
Baltimora lanciò il proprio mercato dei "futures" nel 1883, ma qui esso non riuscì a decollare. I prezzi dell'"arabica" quell'anno scesero a 11 centesimi, in dimezzamento dopo la crisi di sovrapproduzione dell'anno precedente; per poi rimbalzare consentendo così a mercati newyorkesi e di Le Havre di prosperare. Londra non fece rinascere fino al 1888 il proprio "Coffee Terminal Market", associazione che era nata nel 1858 per stabilire un contratto di grande successo sulla "robusta ugandese non lavata" (di minor qualità): sarà fusa nel 1986 con la "London International Financial Futures and options Exchange".
Nel 1887 sia Amsterdam che Amburgo ebbero i loro "future", a cui si aggiunsero Anversa e Rotterdam nel 1890, Trieste nel 1905 e Santos nel 1914. Per poter rimanere ad alti livelli competitivi Le Havre rimosse i dazi fiscali sull'importazione nel 1892, azione riservata tutti i caffè dell'impero coloniale francese; le misure saranno estese nel 1913 a tutte le colture coloniali.

I prezzi del caffè ebbero una ricaduta totale del 40% dal 1875 al 1886; il deprezzamento del 33% della valuta brasiliana compensò parzialmente i piantatori in deficit e la produzione aumentò di oltre il 50%. L'economista Antônio Delfim Netto, ex ministro dell'agricoltura, classificò i cicli del caffè nel XIX secolo suddividendoli in 3 periodi (1857-68; 1869-1895 e 1896-1906: preventivò che nel Novecento i cicli sarebbero stati più lunghi (citato da Frederic Mauro nel suo Histoire du café).

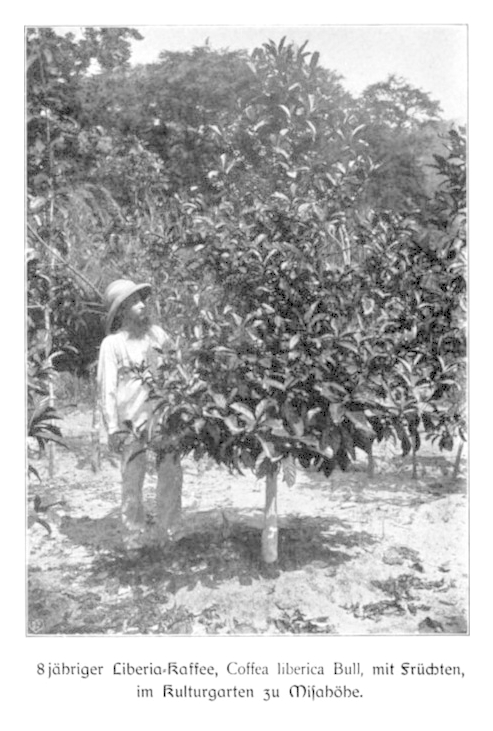
Una pianta di Coffea liberica a Missahoe nel Togoland (1904)

## Il caffè africano indigeno sorge timidamente
Nell'ultimo terzo del XIX secolo la domanda di caffè fu talmente alta che l'espansione della Coffea arabica risultò essere del tutto insufficiente; la scarsità era aggravata anche dal fatto che essa fosse assai fragile alle malattie (oltre alla ruggine anche l'antracnosi). Si passò quindi a cercare di reperire e identificare altre specie tra le quali le più famose furono:
- Coffea liberica, coltivata dalla fine del XVIII secolo nei pressi di Monrovia.
- Coffea excelsa,[153] che cresce in natura nella zona di Ubangi-Sciari nell'Africa Equatoriale Francese.
- Coffea congensis,[154] che cresce come specie selvatica nello Stato Libero del Congo.
- Coffea eugenioides.[155]
- Coffea stenophylla, che cresce nell'Africa Occidentale Francese (l'attuale Costa d'Avorio) allo stato selvatico; selezionata da George Don.

### Libericaimpiantata in Congo, Costa d'Avorio e Asia
Alla fine del XVIII secolo il botanico svedese Adam Afzelius si mise a coltivare la Coffea liberica rinvenuta nel territorio dell'odierna Sierra Leone sulla zona costiera, dove gli inglesi avevano da poco fondato la città di Freetown nel 17. Nel 1865 il botanico francese Charles Eugène Aubry-Lecomte battezzò questa nuova varietà col nome di Munrovian e nel 1870 un certo numero di piante furono trasferite a Parigi da una piantagione a conduzione europea. La sua prima descrizione accurata venne fatta nel 1872 dall'esploratore e botanico britannico Joseph Dalton Hooker, direttore dell'orto botanico reale ai Kew Gardens dal 1865 nonché mecenate di Charles Darwin; questa Coffea fu identificata in un vivaio a Chelsea e qui William Bull la denominò liberica.

Una ricerca effettuata dai servizi commerciali britannici stabilì che le sue condizioni agricole e climatiche fossero assai simili a quelle delle zone caffeicole presenti sulla costa dell'Indonesia.

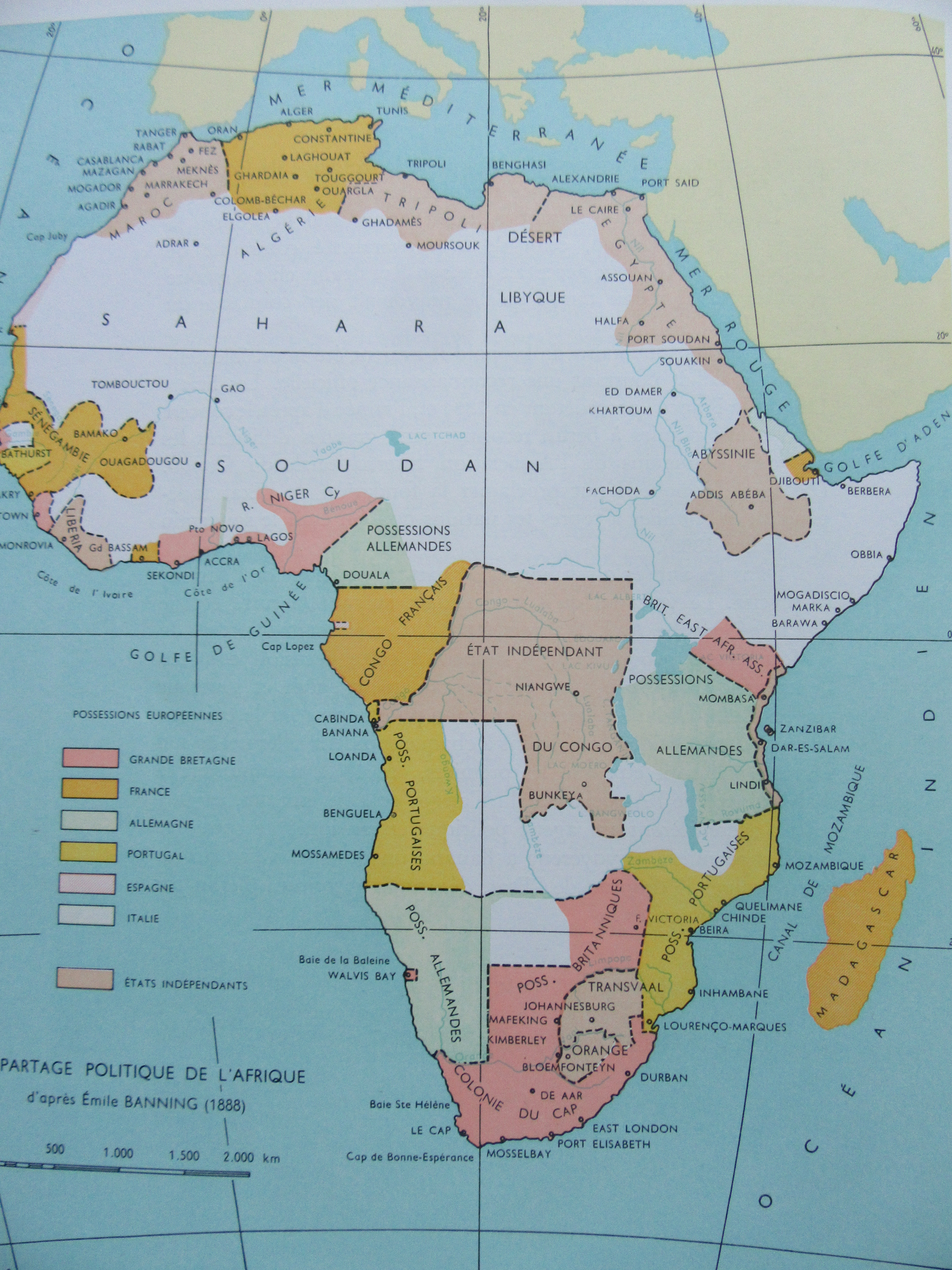
Carta politica africana nel 1888, lo Stato Libero del Congo vi si trova proprio al centro

La prima piantagione di caffè africano venne creata dal francese Arthur Verdier a Elima, un villaggio della Regione del Comoé Sud nel 1881. L'anno precedente aveva ottenuto dal sovrano del regno di Samwi il diritto esclusivo d'impiantare caffè sulla laguna d'Aby di fronte a Adiaké; Verdier, assieme al nipote Amédée Brétignère, cancellò subito 100 ettari di foresta vergine più altri 300 nel corso dei 6 anni successivi per potervi coltivare la munrovian. L'esploratore e amministratore coloniale Marcel Treich-Laplène istituì la Compagnie française de Kong dove trovavano lavoro 60 persone tutto l'anno e 500 durante la raccolta.
L'impero coloniale francese non rivendicò il territorio ivoriano fino al 1893, quasi 10 anni dopo la creazione del Togoland tedesco. Nel 1889 Verdier produsse 64 tonnellate, dopo aver importato massicciamente la varietà dalla Liberia; la sua coltura cominciò però a stagnare avendo appena 3.000 ettari nel corso della prima guerra mondiale, 25 volte in meno di quanto riuscirà a raggiungere la colonia nel 1939.
L'Association internationale du Congo seminò la liberica intorno al 1881 a Leopoldville, l'odierna Kinshasa. Dal 1885 al 1888 diversi consoli belgi operanti in paesi tropicali stranieri inviarono nello Stato Libero del Congo anche bacche di marngogipe (brasiliana), arabica, myrtifnliu e altre specie. Nel 1892 il segretario di Stato Edmond van Eetvelde prescrisse che almeno un milione di alberi avrebbero dovuto essere piantati prima che venisse completata dalla Compagnie du chemin de fer du bas-Congo au Katanga il troncone iniziale della ferrovia nel basso Congo. La maggior parte delle piantine tuttavia non riuscì a crescere; solamente la liberica e i tipi di Coffea detti selvatici ottennero dei risultati piuttosto buoni, come venne vantato all'"Esposizione coloniale d'Anversa" nel 1894.
Nelle Filippine spagnole durante gli anni 1880 la Provincia di Batangas divenne la più grande produttrice di liberica, con un picco di 7.500 tonnellate raccolte nel 1884; ma in seguito scomparve quasi del tutto con la distruzione delle piante a causa della "ruggine del caffè".

### Esploratori e missionari riportano il caffè selvatico dal fiume Congo

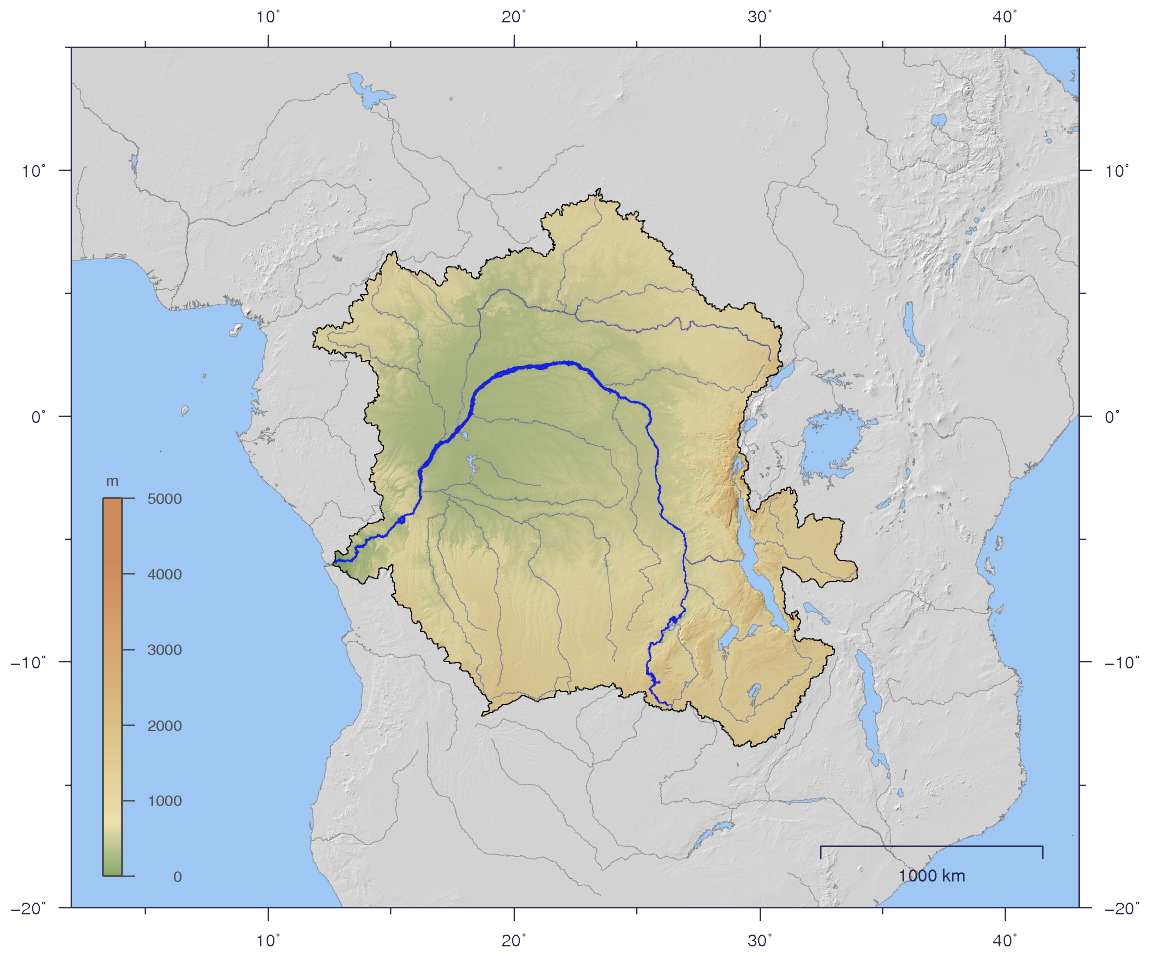
Il corso e il bacino del fiume Congo, con indicazioni topografiche

L'area centrale del bacino del fiume Congo e le odierne Repubblica Centrafricana e Gabon risultarono particolarmente ricche di Coffea selvatica, presentando almeno 10 diverse specie; questo secondo il botanico militare e amministratore coloniale britannico Harry Johnston. Poiché solamente i missionari, gli esploratori e gli appassionati di botanica si erano avventurati nell'impresa di risalire il Congo, il caffè selvatico venne coltivato in maniera rapida in loco, mentre richiese del tempo per poter essere trasportato fino agli orti botanici europei. Le prime piante selvatiche furono scoperte in Africa Centrale nel 1887 dal pastore inglese George Grenfell, esploratore e missionario del Battismo, navigando il corso dell'Ubangi; dopo aver attraversato le rapide nei pressi di Bangui scoprì la varietà congensis, non utilizzata dai nativi.
Nel maggio dl 1889 François-Romain Thollon la riscoprì a sua volta sulle rive dell'Ubangi. Sarà battezzata Coffea congensis da Pierre ex A. Froehner nel 1897, dopo averne esaminato un campione raccolto l'anno precedente sugli isolotti congolesi e tutt'attorno a Mbandaka da Émile Laurent - professore dell'"Institut supérieur industriel agronomique de Gembloux" - durante il suo viaggio nell'Alto Congo in una missione d'ispezione su precisa direttiva di Leopoldo II del Belgio.
Nel 1891-92 l'esperto in agronomia Jean Dybowski, nel corso di una missione di salvataggio sulle tracce di Paul Crampel, ritrovò la congensis assieme ad un'altra specie che sarà battezzata in suo onore Coffea Dybowskii.

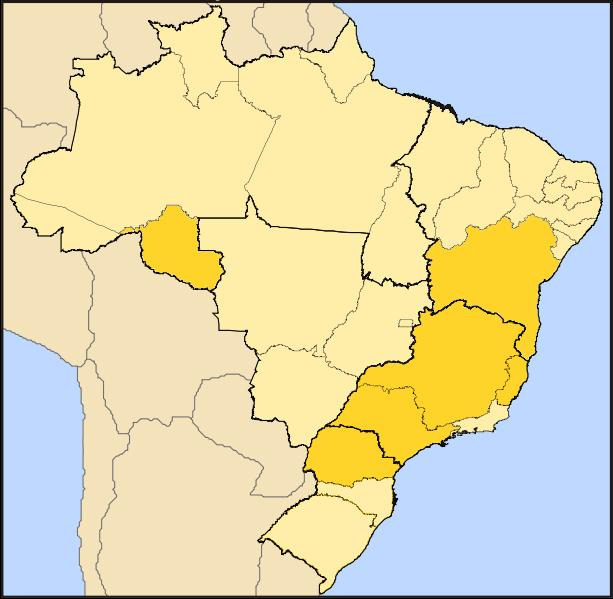
Le principali zone di produzione del caffè brasiliano (in arancione) sono concentrate nella Regione Sud del Brasile e nella Regione Sudest del Brasile

## Brasile controllato dai grandi gruppi commerciali esteri e la crisi del 1896
Grazie all'avanzata della colonizzazione interna e alla creazione di grandi piantagioni nel San Paolo il Brasile raddoppierà la produzione in trent'anni. All'inizio del XX secolo fornirà il 75% del raccolto mondiale, la metà del quale proveniente dal San Paolo. La produzione brasiliana negli anni 1890-1910 rappresenterà la maggior parte della variazione dell'offerta mondiale.
Nel 1880 le fluttuazioni dei prezzi saranno totalmente dipendenti dai capricci climatici, le gelate nel San Paolo e a Paraná e la siccità più a Nord. Le società di negoziazione seguiranno tutte le informazioni locali ed il controllo delle scorte consentì loro anche d'influenzare i prezzi internazionali e sfruttarne di conseguenza le variazioni.
Il commerciante Antonio de Lacerda fondò l'omonima azienda nel 1860. Il "Gruppo Lacerda" divenne rapidamente il più grande esportatore di caffè a Santos e tale rimase nel 1885-86 con 480.000 sacchi annuali; seguirono 2 imprese societarie tedesche, "Zerrener Bülow" con 450.000 e "Berla Cotrim" con 240.000 sacchi.  Altri negozianti esteri minori si spartirono gli avanzi.
L'impennata del porto di Santos, appositamente attrezzato per la manutenzione del caffè, attrasse grossi gruppi d'intermediazione e scambio stranieri: la maggior parte dei primi 10 commercianti dell'esportazione brasiliana erano tedeschi e inglesi. 9 di questi entrarono nel settore del caffè dopo il 1870, essendo precedentemente impegnati nel cotone e nello zucchero. Il primo, il tedesco Théodore Wille, concentrò il 18,5% dell'export di caffè brasiliano, pari al 13,5% dell'intero commercio mondiale; le prime 5 imprese ne controllavano il 53% (39,7% globale), le prime 10 il 71% (53,25% globale).
La banca privata francese "Neuflize Schlumberger Mallet" partecipò al finanziamento delle operazioni commerciali dei grandi mercanti amburghesi; queste si estesero via via sempre più alla copertura dei Futures attraverso la redistribuzione. Gli altri istituti bancari rimasero invece ben poco presenti. I mediatori di Le Havre del mercato internazionale dei "Futures" non furono fisicamente presenti, svolsero però un ruolo fondamentale: riesportarono nel continente europeo il caffè brasiliano quasi nella stessa quantità di quanto ne importarono nella Terza Repubblica Francese.
Il caffè, che rappresentava solo il 40% delle esportazioni brasiliane negli anni 1830, salì fino al 61,6% negli anni 1880. Il 1896 fu caratterizzato da un'imponente sovrapproduzione brasiliana la quale giunse a 22 milioni di sacchi; il prezzo mondiale passò così da 32 a 8 centesimi in 2 anni e si mantenne a questo livello per tutto il triennio 1898 e il 1900.

Il caucciù cominciò a diventare maggiormente attraente, salendo dal 15% dell'export brasiliano negli anni 1890 al 28% negli anni 1900. Gli investimenti stranieri risultarono essere estremamente utili, ma ciò si rivoltò contro lo stesso Brasile quando parte degli operatori andò in fallimento dopo il 1896.

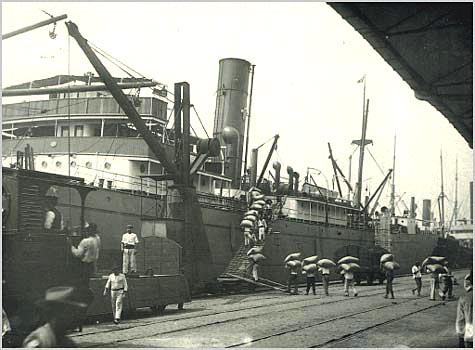
Sacchi di caffè mentre vengono trasportati nella stiva di una nave a Santos (1895)

Non meno di 8 società commerciali di Santos fallirono entro il primo trimestre del 1896. L'anno seguente il "Gruppo Lacerda" accusò gli Stati Uniti d'America di cospirare contro gl'interessi brasiliani per far abbassare il prezzo di vendita comprandolo direttamente dai piantatori sui terreni.
Il fattore Honorio Riberiro organizzò delle audizioni di fronte alla camera di commercio e richiese la creazione di un organismo incaricato alla difesa dei prezzi di vendita, idealmente un'agenzia finanziata dal governo. I suoi stessi argomenti furono ripresi davanti all'aula parlamentare dal ministro delle finanze Bernardino de Campo.
Quest'ultimo tuttavia respinse l'idea di un monopolio all'export per tale agenzia e chiese invece migliori strumenti statistici per anticipare l'evoluzione dei prezzi globali. La crisi si aggravò nel 1898 e una nuova legge autorizzò i piantatori a rivolgersi direttamente agli esportatori i quali avevano già aperto grandi magazzini nell'area portuale di Santos, in cambio di basse commissioni. Questa rappresentò una minaccia diretta all'attività dei fattori, che fino a quel momento avevano sempre svolto in esclusiva il ruolo d'intermediari.

### Libri
- Beolens, Bo. e Watkins, Michael, 1940-, The eponym dictionary of reptiles, Johns Hopkins University Press, 2011, ISBN 978-1-4214-0227-7, OCLC 794700413. URL consultato il 13 giugno 2020.
- (EN) William Paul McGreevey, An Economic History of Colombia 1845-1930, Cambridge University Press, 31 ottobre 1971, ISBN 978-0-521-07909-9. URL consultato il 13 giugno 2020.
- Richard P. Tucker, Insatiable Appetite: The United States and the Ecological Degradation of the Tropical World, Rowman & Littlefield, 2007.
- (EN) Gwyn Campbell, David Griffiths and the Missionary "History of Madagascar", BRILL, 3 aprile 2012, ISBN 978-90-04-20980-0. URL consultato il 13 giugno 2020.
- (FR) Jean-François Brière, Haïti et la France 1804-1848. Le rêve brisé, KARTHALA Editions, 2008,  p. 190, ISBN 978-2-84586-968-4.
- (FR) Armelle Enders, Histoire du Brésil contemporain: XIXe-XXe siècles, Editions Complexe, 1997, ISBN 978-2-87027-637-2. URL consultato il 6 ottobre 2019.
- (FR) David Cizeron, Les représentations du Brésil lors des Expositions universelles, Harmattan, 2009, ISBN 978-2-296-09828-2. URL consultato il 6 ottobre 2019.|cid=Cizeron}
- (FR) Bernard Ducol, Le père Alexandre Le Roy missionnaire au Zanguebar 1881-1892, Missions et histoire chrétiennes, 2007.
- (EN) John Rapley, Ivoirien Capitalism: African Entrepre, Lynne Rienner Publishers, 1993.
- (FR) Bertrand Blancheton e Hubert Bonin, La croissance en économie ouverte (XVIIIe-XXIe siècles): hommages à Jean-Charles Asselain, P.I.E. Peter Lang, 2009, ISBN 978-90-5201-498-2. URL consultato il 12 giugno 2020.
- (EN) Eugene Ridings, Business Interest Groups in Nineteenth-Century Brazil, Cambridge University Press, 11 marzo 2004, ISBN 978-0-521-53129-0. URL consultato il 12 giugno 2020.
- (FR) Edmond Leplae, Les plantations de café au Congo belge: Leur histoire (1881-1935)- Leur importance actuelle (PDF), Institut Royal Colonial Belge, 1936.
- (EN) H. E. Jacob, Coffee: The Epic of a Commodity, Skyhorse Publishing, 10 marzo 2015, ISBN 978-1-63220-782-1. URL consultato il 10 novembre 2019.
- (EN) Hugh Thomas, The Slave Trade: The Story of the Atlantic Slave Trade: 1440-1870, Simon and Schuster, 16 aprile 2013, ISBN 978-1-4767-3745-4. URL consultato il 10 novembre 2019.
- (FR) David Bailie Warden, M. de Saint-Allais (Nicolas Viton) e Maur François Dantine, L'art de vérifier les dates ...: t.1-18. L'art de vérifier les dates des faits historiques, des chartes, des chroniques, et autres anciens monuments, depuis la naissance de Notre-Seigneur, Valade, 1837. URL consultato il 5 ottobre 2019.
- (FR) Jean-Marie Dulix Théodat, Haïti république dominicaine: une île pour deux, 1804-1916, KARTHALA Editions, 1º gennaio 2003,  p. 174, ISBN 978-2-84586-379-8. URL consultato il 5 ottobre 2019.
- (FR) Rénald Clérismé, Main d'œuvre haïtienne, capital dominicain: Essai d'anthropologie historique, Editions L'Harmattan, 1º ottobre 2003, ISBN 978-2-296-33129-7. URL consultato il 5 ottobre 2019.
- (EN) P. J. Laborie, The Coffee Planter of Saint Domingo: With an Appendix, Containing a View of the Constitution, Government, Laws, and State of that Colony, Previous to the Year 1789. To which are Added, Some Hints on the Present State of the Island, Under the British Government, T. Cadell and W. Davies, 1798. URL consultato il 5 ottobre 2019.
- (EN) John H. Munro Professor of Economics and Professor of History Stanley L. Engerman, Stanley L. Engerman e Robert E. Gallman, The Cambridge Economic History of the United States, Cambridge University Press, 26 aprile 1996, ISBN 978-0-521-39442-0. URL consultato il 10 novembre 2019.
- (FR) Christian Lerat, Le monde caraïbe. Défis et dynammique, Tome II.: Géopolitique, intégration régionale, enjeux économiques, Publications de la Maison des sciences de l'homme d'Aquitaine, 2005, ISBN 978-2-85892-322-9. URL consultato il 5 ottobre 2019.
- Essor des plantations et subversion antiesclavagiste à Cuba (1791-1845) par Alain Yacou, page 50
- (EN) Herbert S. Klein, African Slavery in Latin America and the Caribbean, Oxford University Press, USA, 25 settembre 1986, ISBN 978-0-19-534539-1. URL consultato il 10 novembre 2019.
- (EN) Laird Bergad, The Comparative Histories of Slavery in Brazil, Cuba, and the United States, Cambridge University Press, 25 giugno 2007, ISBN 978-1-139-46470-3. URL consultato il 10 novembre 2019.
- (EN) Laird W. Bergad, Fe Iglesias García e María del Carmen Barcia, The Cuban Slave Market, 1790-1880 (archiviato dall'url originale il 12 aprile 2018).
- (ES) Marco Flores González, La protección jurídica para el cacao fino y de aroma del Ecuador, Editorial Abya Yala, 2007, ISBN 978-9978-22-667-4. URL consultato il 5 ottobre 2019.
- Jean-J. Dauxion Lavaysse, A statistical, commercial, and political description of Venezuela, Trinidad, Margarita, and Tobago: containing various anecdotes and observations, illustrative of the past and present state of these interesting countries; from the French of M. Lavaysse: with an introduction and explanatory notes, by the editor [Edward Blaquière], G. and W.B. Whittaker, 1820.
- (EN) Douglas Yarrington, A Coffee Frontier: Land, Society, and Politics in Duaca, Venezuela, 1830–1936, University of Pittsburgh Pre, 15 dicembre 1997,  p. 21, ISBN 978-0-8229-7494-9.
- (ES) Manuel Guevara Baro, Venezuela en el tiempo: Cronología desde la Conquista hasta la fundación de la República, El Nacional, 2007, ISBN 978-980-388-358-4. URL consultato il 6 ottobre 2019.
- (EN) Herbert S. Klein, The Atlantic Slave Trade, Cambridge University Press, 26 aprile 2010, ISBN 978-1-139-48911-9. URL consultato il 5 ottobre 2019.
- (FR) Charles Morazé, Les bourgeois conquérants: A la conquête du monde, 1848-1890, Editions Complexe, 1985, ISBN 978-2-87027-151-3. URL consultato il 5 ottobre 2019.
- (EN) Alexander Nützenadel e Frank Trentmann, Food and Globalization: Consumption, Markets and Politics in the Modern World, Berg, 15 giugno 2008, ISBN 978-1-84520-679-6. URL consultato il 5 ottobre 2019.
- (EN) Robert A. Naylor, Penny Ante Imperialism: The Mosquito Shore and the Bay of Honduras, 1600–1914: A Case Study in British Informal Empire, London, Fairleigh Dickinson University Press, 1989,  pp. 99-100.
- (EN) Lowell Gudmundson, Costa Rica Before Coffee: Society and Economy on the Eve of the Export Boom, LSU Press, 1º marzo 1999, ISBN 978-0-8071-2572-4. URL consultato il 5 ottobre 2019.
- (ES) Clotilde María Obregón, El Río San Juan en la lucha de las potencias (1821-1860), EUNED, 1993, ISBN 978-9977-64-658-9. URL consultato il 1º gennaio 2020.
- (ES) Rafael Obregón Loría, Costa Rica y la Guerra Contra Los Filibusteros, Museo Histórico Cultural Juan Santamaría, Ministerio de Cultura, Juventud y Deportes, 1º gennaio 1991, ISBN 978-9977-953-13-7. URL consultato il 1º gennaio 2020.

(FR) Jules Rossignon, Guide pratique des émigrants en Californie et des voyageurs dans l'Amérique espagnole, Adolphe René, 1849. URL consultato il 1º gennaio 2020.
- Huguette De Clerck, Le cauchemar guatémaltèque: les Belges au Vera-Paz de 1842-1858, 2002.
- (EN) Ralph Lee Woodward, Rafael Carrera and the Emergence of the Republic of Guatemala, 1821-1871, University of Georgia Press, 1993, ISBN 978-0-8203-1448-8. URL consultato il 1º gennaio 2020.
- (ES) Jules Rossignon, Enciclopedia Hispano-Americana. Manual del cultivo del café, cacao, vainilla y tabaco en la America Española y de todas sus aplicaciones comprendiendo el estudio guimico de dichas sustancias y su influencia en la higiene, 1859. URL consultato il 1º gennaio 2020.
- (EN) Regina Wagner, Cristóbal von Rothkirch e Eric Stull, The History of Coffee in Guatemala, Villegas Asociados, 2001, ISBN 978-958-8156-01-9. URL consultato il 1º gennaio 2020.
- (EN) Matilde González-Izás, Modernización capitalista, racismo y violencia.: Guatemala (1750-1930), El Colegio de Mexico AC, 21 ottobre 2014, ISBN 978-607-462-777-0. URL consultato il 1º gennaio 2020.
- Gwyn Campbell, An Economic History of Imperial Madagascar, 1750-1895: The Rise and Fall of an Island Empire, Cambridge University Press, 2005.
- (EN) Tomás de Comyn, State of the Philippines in 1810 ... By Tomás de Comyn. Translated from the Spanish with Notes and a Preliminary Discourse by William Walton; And, Philippine Progress Prior to 1898. By Conrado Benítez, Filipiniana Book Guild, 1969. URL consultato il 6 ottobre 2019.
- "Feeding Manila in Peace and War, 1850–1945", di Daniel F. Doeppers, University of Wisconsin Pres, 2016
- (FR) Paul Fabre, André Raymond e Robert Mantran, Le café en Méditerranée: Histoire, anthropologie, économie. XVIIIe-XXe siècle, Institut de recherches et d'études sur le monde arabe et musulman, 21 maggio 2013, ISBN 978-2-8218-3011-0. URL consultato il 12 ottobre 2019.
- Jean-Louis Miege, Le café en Méditerranée : Histoire, anthropologie, économie. XVIIIe-XXe siècle, collana Documents sur l’aire méditerranéenne, Institut de recherches et d’études sur les mondes arabes et musulmans, 21 maggio 2013,  pp. 115-142, ISBN 978-2-8218-3011-0. URL consultato il 12 ottobre 2019.
- (EN) Patrick Peebles, The History of Sri Lanka, Greenwood Publishing Group, 2006, ISBN 978-0-313-33205-0. URL consultato il 12 ottobre 2019.
- (EN) Mr James S. Duncan, In the Shadows of the Tropics: Climate, Race and Biopower in Nineteenth Century Ceylon, Ashgate Publishing, Ltd., 28 novembre 2012, ISBN 978-1-4094-8754-8. URL consultato il 1º gennaio 2020.
- (EN) William Gervase Clarence-Smith e Steven Topik, The Global Coffee Economy in Africa, Asia, and Latin America, 1500–1989, Cambridge University Press, 16 giugno 2003,  p. 174, ISBN 978-1-139-43839-1. URL consultato il 6 ottobre 2019 (archiviato dall'url originale il 2 ottobre 2017).
- (EN) K. M. De Silva e K. M, A History of Sri Lanka, Penguin Books India, 2005, ISBN 978-955-8095-92-8. URL consultato il 6 ottobre 2019.
- (FR) Guillaumin (Gilbert-Urbain M.), Annuaire de l'économie politique et de la statistique, Guillaumin et cie, 1860. URL consultato il 13 ottobre 2019.
- Jean Fremigacci, Les difficultés d'une politique coloniale : le café de Madagascar à la conquête du marché français (1930-1938), Revue française d'histoire d'outre-mer, 1986.
- (FR) Le port de New York et le commerce extérieur américain, 1860-1900,  p. 106.
- (EN) Joseph Smith, Brazil and the United States: Convergence and Divergence, University of Georgia Press, 15 novembre 2010,  p. 24, ISBN 978-0-8203-3733-3. URL consultato il 1º gennaio 2020.
- (FR) Jean Pierre Minaudier, Histoire de la Colombie: de la conquête à nos jours, L'Harmattan, 1997, ISBN 978-2-7384-4334-2.
- (FR) Jean-Christian Tulet, Paysanneries du café des hautes terres tropicales: Afrique et Amérique latine, KARTHALA Editions, 1º gennaio 1994, ISBN 978-2-86537-502-8. URL consultato il 13 giugno 2020.
- (EN) Francis Thurber, Coffee,from plantation to cup, New York, American Grocer Publication Association, 1881.
- Joseph Walsh, Coffee : Its History, Classification and Description, Filadelfia, Henry T. Coates & Co, 1902.
- (EN) William H. Ukers, All about Coffee, The Tea and Coffee Trade Journal, 1922.
- (EN) David Eltis, Economic Growth and the Ending of the Transatlantic Slave Trade, Oxford University Press, 11 giugno 1987, ISBN 978-0-19-536481-1. URL consultato il 13 giugno 2020 (archiviato dall'url originale il 12 aprile 2018).
- (EN) Mark Pendergrast, Uncommon Grounds: The History of Coffee and How It Transformed Our World, Basic Books, 28 settembre 2010, ISBN 978-0-465-02404-9.
- (EN) Roland Wenzlhuemer, From Coffee to Tea Cultivation in Ceylon, 1880-1900: An Economic and Social History, BRILL, 23 gennaio 2008, ISBN 978-90-474-3217-3. URL consultato il 13 giugno 2020.
- (EN) Erin Meister, New York City Coffee: A Caffeinated History, Arcadia Publishing, 31 luglio 2017, ISBN 978-1-4396-6235-9.

### Pubblicazioni
- André Walker e Roger Sillans, Les Plantes utiles du Gabon. Essai d'inventaire et de concordance des noms vernaculaires et scientifiques. Descriptions des espèces, propriétés, utilisations, in Journal d'agriculture traditionnelle et de botanique appliquée, vol. 2, n. 5, 1955,  pp. 232-262, DOI:10.3406/jatba.1955.2222. URL consultato il 6 ottobre 2019.
- (FR) Jacques de Cauna, La diaspora des colons de Saint-Domingue et le monde créole: le cas de la Jamaïque, in Outre-Mers. Revue d'histoire, vol. 81, n. 304, 1994,  pp. 333-359, DOI:10.3406/outre.1994.3230. URL consultato il 5 ottobre 2019.
- Alain Yacou, La présence française dans la partie occidentale de l'île de Cuba au lendemain de la révolution de Saint-Domingue, in Outre-Mers. Revue d'histoire, vol. 74, n. 275, 1987,  pp. 149-188, DOI:10.3406/outre.1987.2589. URL consultato il 5 ottobre 2019.
- La Ville en Amérique espagnole coloniale: premier colloque, 4 et 5 juin 1982, par Séminaire interuniversitaire sur l'Amérique espagnole coloniale. Actes du colloque, page 204
- (FR) Jean-Christian Tulet, Le café en Amérique latine, une durabilité à géométrie variable, in Géocarrefour, vol. 2008, Vol. 83/3, 1º settembre 2008,  pp. 171-180, DOI:10.4000/geocarrefour.6845. URL consultato il 10 novembre 2019.
- Christian Tulet, La jeunesse de la caféiculture latino-américaine, in Cahiers d'Outre-Mer, 2000.
- Nikita Harwich Vallenilla, Le cacao vénézuélien : une plantation à front pionnier, in Caravelle. Cahiers du monde hispanique et luso-brésilien, vol. 85, n. 1, 2005,  pp. 17-30, DOI:10.3406/carav.2005.2898. URL consultato il 5 ottobre 2019.
- John V. Lombardi e James A. Hanson, The First Venezuelan Coffee Cycle 1830-1855, in Agricultural History, vol. 44, n. 4, 1970,  pp. 355-367. URL consultato l'11 novembre 2019.
- Rafaël Matos, L'entrée en gare de la modernité au Costa Rica : L'histoire mouvementée du, in Le Globe. Revue genevoise de géographie, vol. 130, n. 1, 1990,  pp. 27-48, DOI:10.3406/globe.1990.1275. URL consultato il 5 ottobre 2019.
- (ES) Javier Rodríguez Sancho, Los boyeros en el noroccidente del Valle Central de Costa Rica entre los Siglos XIX y XX, in Diálogos Revista Electrónica, vol. 15, 7 ottobre 2014,  pp. 19-38, DOI:10.15517/dre.v15i3.16266. URL consultato l'11 novembre 2019.
- (EN) Matt Fitzpatrick, Imperialism from Below: Informal Empire and the Private Sector in Nineteenth-Century Germany, in Australian Journal of Politics & History, vol. 54, n. 3,  pp. 358-372. URL consultato il 1º gennaio 2020.
- (EN) Bel Castro, Demythologising the History of Coffee in Lipa, Batangas in the 19th Century. URL consultato il 6 ottobre 2019.
- Denis Nardin, Un Français aux Philippines : La Gironière, in Archipel, vol. 14, n. 1, 1977,  pp. 15-18, DOI:10.3406/arch.1977.1353. URL consultato il 6 ottobre 2019.
- Jean-Louis Miege, Le café en Méditerranée : Histoire, anthropologie, économie. XVIIIe-XXe siècle, collana Documents sur l’aire méditerranéenne, Institut de recherches et d’études sur les mondes arabes et musulmans, 21 maggio 2013,  pp. 115-142, DOI:10.4000/books.iremam.1201, ISBN 978-2-8218-3011-0. URL consultato il 1º gennaio 2020.
- (FR) J. BERTHAUD e J.-L. GUILLAUMET, LES CAFÉIERS SAUVAGES EN CENTRAFRIQUE Résultats d’une mission de prospection (janvier-février 1975).